# Fractal
Una fractal és un objecte matemàtic de gran complexitat definit per algorismes simples.
Les fractals van ser estudiades llargament per Benoît Mandelbrot i el terme fractal va ser implantat per ell gràcies al seu llibre Els objectes fractals. El terme fractal es va crear a partir de l'arrel llatina fractus 'trencat, fracturat, irregular'.
Les fractals neixen de l'intent de trobar una geometria més apropiada per descriure els objectes de la natura. En aquesta recerca, Mandelbrot es va trobar una sèrie d'objectes matemàtics (conjunt de Cantor, triangle de Sierpiński, corba de Peano, floc de neu de Koch, etc.) que havien estat considerats curiositats dins les matemàtiques, però que no havien tingut major interès fins al moment que Mandelbrot s'adonà que tots tenien aspectes en comú. Són molt útils en multitud de camps com ara la medicina i la cardiologia, la sismologia, etc.

## Introducció
La paraula fractal neix a partir d'una adaptació del terme fraccionari. Les fractals tenen com a primera i principal característica l'aparició de dimensions fraccionàries. Això vol dir que si una línia té dimensió 1, un pla té dimensió 2, i un volum té dimensió 3, a les fractals apareixen dimensions que es poden escriure en forma de fracció. Una dimensió 7/4, per exemple, significa un nombre de 1.75 i, per tant, correspon a un cos que es troba a cavall entre una línia i un pla.
Totes les fractals tenen les següents característiques:
- Tenen dimensió fraccionària.
- Estan detallades en escales infinitament petites, i a vegades infinitament grans.
- Tenen autosemblança estadística.

La possibilitat de tenir dimensions fraccionàries es pot veure millor amb alguns exemples, o simplement aplicant la fórmula matemàtica que defineix la dimensió fractal.

## Història

Construcció animada del Triangle de Sierpiński, en només nou generacions d'infinit.

Un floc de neu de Koch, que comença amb un triangle equilàter i després de dividir els costats en terços, en substitueix el segment mitjà amb una parella de línies que tornen a formar un triangle equilàter.

Les matemàtiques darrere les fractals van començar a prendre forma al segle xvii quan el matemàtic i filòsof Gottfried Leibniz va considerar una autosimilitud recursiva (encara que ell va cometre l'error de pensar que només la línia recta podia ser-ho en aquest sentit).
Però no va ser fins a l'any 1872 quan apareix una funció en què la seva gràfica es considera fractal, quan Karl Weierstrass dona un exemple de funció amb la propietat gens intuïtiva de poder existir en totes les parts contínues però no diferenciable en cap punt. El 1904 Helge von Koch, insatisfet amb l'abstracta i analítica definició de Weierstrass, dona una definició més geomètrica d'una funció similar, la qual s'anomena floc de neu de Koch. Wacław Sierpiński construeix el seu triangle el 1915 i, un any més tard, la seva catifa. La idea de corbes autosimilars va ser proposada també per Paul Pierre Lévy, que, en el seu escrit Corbes i Superfícies Planes o Espacials Consistents en Parts Similars al Tot de 1938, va descriure una nova corba fractal, la corba de Lévy. Georg Cantor també va donar exemples de subconjunts de la línia real amb propietats inusuals. Aquest conjunt de Cantor també va ser reconegut com a fractal.
Les funcions iterades en el pla complex també van ser investigades cap a finals del segle xix i a principis del segle xx per Henri Poincaré, Felix Klein, Pierre Fatou i Gaston Julia. No obstant això, sense l'ajuda de les gràfiques generades pels ordinadors actuals, mai van disposar dels recursos i la tecnologia necessària per observar la bellesa de molts dels objectes que van descobrir.
Cap a la dècada dels anys 60, Benoît Mandelbrot va començar a investigar l'autosimilitud en els documents de Quant és de Llarga la Costa de la Gran Bretanya? Autosimilitud Estadística i Dimensió Fractal, el qual es va basar en estudis anteriors de Lewis Fry Richardson. Finalment, el 1975 Mandelbrot va encunyar el terme fractal per descriure objectes amb la dimensió de Hausdorff–Besicovitch major que la seva dimensió topològica. Va il·lustrar la seva definició matemàtica amb un sorprenent equip de construcció de visualitzacions. Aquestes imatges, moltes de les quals estan basades en la recursivitat, capten la imaginació popular i fan que arribi a molta gent el significat del terme fractal.

## Característiques d'una fractal

### Autosimilitud o autosemblança
Segons B. Mandelbrot, un objecte és autosimilar o autosemblant si les seves parts tenen la mateixa forma o estructura que el tot, encara que poden presentar-se a diferent escala i poden estar lleugerament deformades. Això vol dir que les diferents escales de detall tenen formes similars. També es pot dir que trossos petits de qualsevol fractal són semblants a la fractal sencera.
Les fractals poden presentar tres tipus d'autosimilitud:
- Autosimilitud exacta. Aquest és el tipus més restrictiu d'autosimilitud: exigeix que la fractal sembli idèntica a diferents escales. Sovint es troba en fractals definides per sistemes de funcions iterades (IFS).

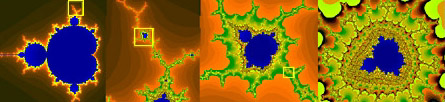
Quasiautosimilitud en el conjunt de Mandelbrot: en variar l'escala
s'obtenen còpies del conjunt amb petites diferències.

- Quasiautosimilitud. Exigeix que la fractal sembli aproximadament idèntica a diferents escales. Les fractals d'aquest tipus contenen còpies menors i distorsionades d'elles mateixes. Matemàticament D.Sullivan va definir el concepte de conjunt quasiautosimilar a partir del concepte de quasi-isometria. Les fractals definides per relacions de recurrència són normalment d'aquest tipus.
- Autosimilitud estadística. És el tipus més dèbil d'autosimilitud. Exigeix que la fractal tingui mesures numèriques o estadístiques que es preservin amb el canvi d'escala. Les fractals aleatòries són exemples de fractals d'aquest tipus.

### Dimensió fractal i dimensió de Hausdorff-Besicovitch

Aplicació de la dimensió de Hausdorff-Besicovitch (boles) a la costa del Regne Unit

Aplicació de la dimensió de Hausdorff-Besicovitch (quadrícula) a la costa del Regne Unit

Entre les fractals podem trobar exemples com ara corbes que ocupen tot el pla. En aquest cas, la dimensió topològica de la corba, que és u, no informa sobre la forma en què aquesta ocupa l'espai ambient. Així doncs, per classificar la manera de com un conjunt ocupa l'espai mètric que el conté i amb quina densitat ho fa, s'utilitzen paràmetres numèrics que informen objectivament de les seves característiques:
- La dimensió fractal. Les fórmules que la defineixen tenen a veure amb el recompte de les boles necessàries per recobrir el conjunt o amb el de caixes d'una quadrícula que contenen part del conjunt, quan les dimensions d'unes i altres tendeixen a zero. Es pot mesurar la dimensió fractal d'objectes reals: línies de la costa (1.2), núvols, arbres, etc. Amb aquestes mesures es poden comparar objectes del món real amb fractals generades per ordinador a partir d'algorismes matemàtics.

- La dimensió de Hausdorff-Besicovitch. Té una definició més complexa que la de dimensió fractal. La seva definició no sol utilitzar-se per comparar conjunts del món real.

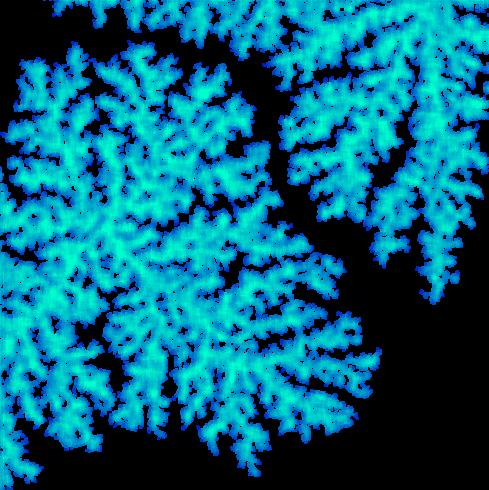
Autosimilitud estadística d'una fractal generada pel procés d'agregació per difusió limitada.

## Aspectes matemàtics

### Dimensió fractal
Pot definir-se en termes del mínim nombre {\displaystyle N(\epsilon )} de boles de radi {\displaystyle \epsilon } necessàries per recobrir el conjunt, com el límit:
{\displaystyle D_{F}=\lim _{\epsilon \to 0}{\ln N(\epsilon ) \over \ln(1/\epsilon )}}
O en funció del recompte del nombre de caixes {\displaystyle N_{n}} d'una quadrícula d'amplada {\displaystyle 1/2^{n}} que intersequen al conjunt:
{\displaystyle D_{F}=\lim _{n\to \infty }{\ln N_{n} \over \ln(2^{n})}}
Es demostra que ambdues definicions són equivalents, i que són invariants sota isometries.

### Dimensió de Hausdorff-Besicovitch
D'una definició més complexa, la dimensió de Hausdorff-Besicovitch proporciona un nombre {\displaystyle D_{H}(A)}, també invariant sota isometries, de la qual la seva relació amb la dimensió fractal {\displaystyle D_{F}(A)} és la següent:
{\displaystyle 0\leq D_{H}(A)\leq D_{F}(A)}
En alguns casos això permet distingir entre conjunts amb la mateixa dimensió fractal.

### Dimensió de fractals produïts per un IFS
En aquest cas, quan no hi hagi superposició, es demostra que {\displaystyle D_{F}=D_{H}} i que ambdues poden calcular-se com a solució de l'equació:
{\displaystyle c_{1}^{D}+c_{2}^{D}+\dots +c_{k}^{D}=1}
on ci designa el factor de contracció de cada aplicació contractiva del IFS.

## Categories
Les fractals poden ser dividides en quatre àmplies categories: 

### Sistema iterat de funcions
Aquestes tenen una regla de punt fix geomètric. Exemples: conjunt de Cantor, Triangle de Sierpiński, corba de Peano, floc de neu de Koch, corba del drac, Fractal H-I de Rivera.

### Fractals recurrents
Les fractals definides per una relació de recurrència en cada punt d'un espai (com el pla complex). N'és un exemple el conjunt de Mandelbrot o el conjunt de Julia.

### Fractals aleatòries
Generades per processos estocàstics. Les fractals estocàstiques estan relacionades amb la teoria del caos.
Les fractals aleatòries tenen una gran aplicació pràctica, ja que són les més apropiades per descriure diversos objectes irregulars del món real. Exemples en són els núvols, muntanyes, turbulències, costes i arbres.

### Fractals oscil·lants
Existeixen un tipus de fractals derivades del mètode de Júlia o de Mandelbrot, anomenades Fractals oscil·lants, ja que de forma alternativa s'iteren 2 o més funcions diferents.

## En la naturalesa
Una fractal natural és un element de la natura que pot ser descrit mitjançant la geometria fractal. Els núvols, les muntanyes, les onades del mar, el sistema circulatori sanguini (el batec del cor també), les línies costaneres, els flocs de neu, l'electricitat, les fulles dels vegetals o fins i tot la distribució d'arbres en el bosc són considerats fractals naturals.
Aquesta representació és aproximada, ja que les propietats atribuïdes als objectes fractals ideals, com el detall infinit, tenen límits en el món natural, tant inferiors com superiors, així com tampoc existeix un terme precís per a "massa irregular", i a part, existeixen diferents maneres per a definir "dimensió" amb valors racionals, i no tota fractal és definida recursivament. Les fractals són models per descriure la natura, però no deixen de ser models matemàtics.

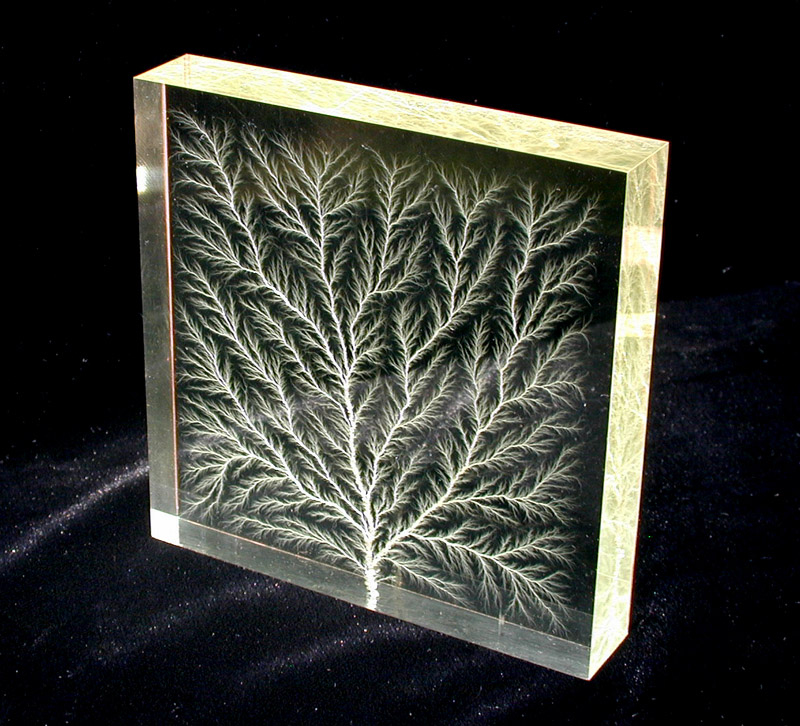
Figura de Lichtenberg, una fractal generada per difusió d'electrons a causa d'una descàrrega elèctrica d'alt voltatge.
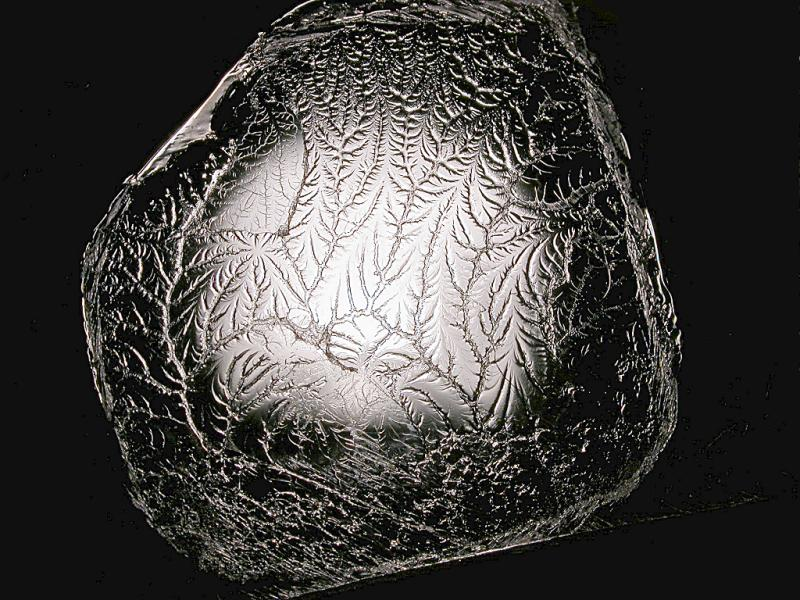
Fractal formada en separar dues plaques d'acrílic enganxades amb cola.
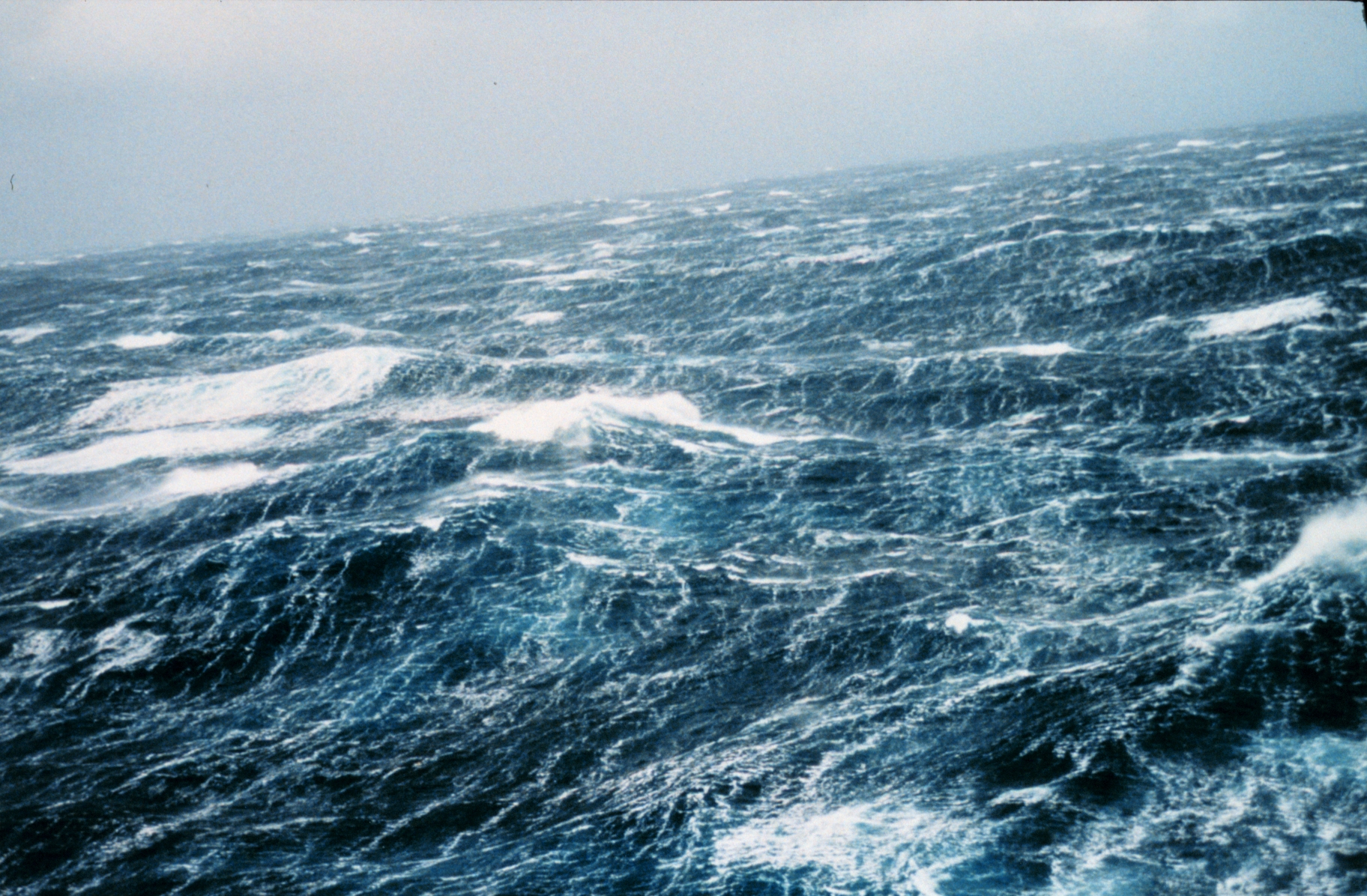
Les onades del mar són també grans geometries fractals.
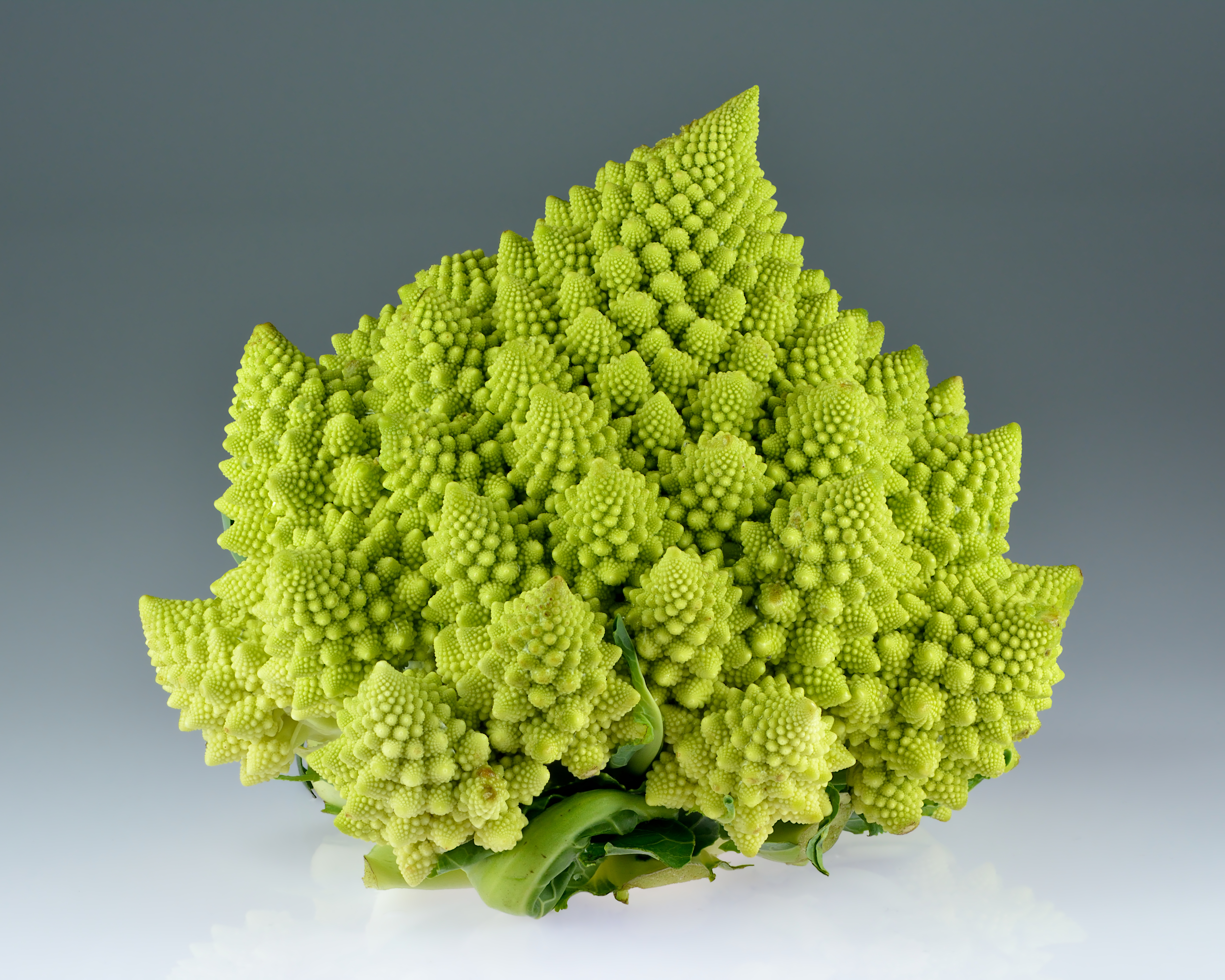
Geometria fractal en la fil·lotaxi d'un romanesco.
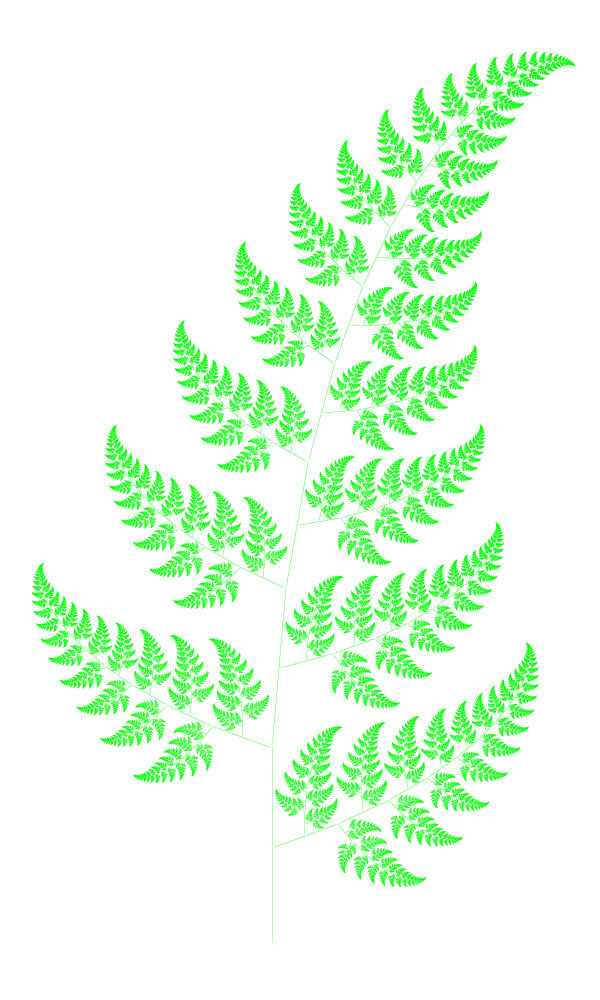
Una falguera fractal modelitzada usant un sistema de funcions iterades.
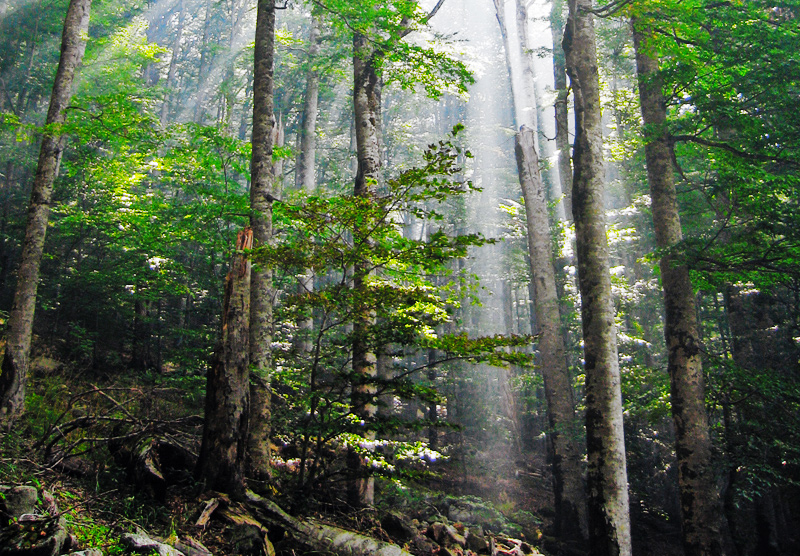
Sorprenentment, la distribució dels arbres en un bosc també es pot considerar fractal.

## Aplicacions

Una fractal que modela la superfície d'una muntanya (animació).

Tal com s'ha descrit anteriorment, les fractals aleatòries poden utilitzar-se per descriure molts dels objectes i fenòmens altament irregulars del món real. Algunes aplicacions inclouen:
- Classificació dels teixits en histopatologia en el camp de la medicina
- Desenvolupament de fractals mitjançant el mètode de Mandelbrot
- Paisatge fractal o complexitat de la línia de la costa
- Enzimologia (cinètica de Michaelis-Menten)
- Generació de nova música
- Senyal i compressió d'imatges
- Creació d'ampliacions fotogràfiques digitals
- Sismologia
- Mecànica de sòls
- Disseny de videojocs, especialment gràfics d'ordinador per ambients orgànics i com a part de la generació procedural.
- Fractografia i mecànica de la fractura
- Antenes fractals – Antenes de mida petita amb carcassa fractal.
- Small angle scattering theory of fractally rough systems
- Samarretes i altres peces de roba en el camp de la moda
- Generació de patrons de camuflatge, com ara MARPAT
- Rellotges de sol digitals
- Anàlisi tècnica de l'evolució dels preus de mercat (veure principi d'ones d'Elliott)

## Exemples

### Conjunt de Cantor
El conjunt de Cantor es va descobrir el 1872 i es crea de la següent forma: s'agafa un segment i es divideix en 3 parts, eliminant el segment del mig. Es fa el mateix amb els segments que queden i es repeteix el procés indefinidament. El conjunt resultant és una mena de pols de punts. La seva dimensió és major de 0, perquè té diversos punts. També és menor d'1, perquè els punts no arriben a formar una línia. És per tant una dimensió entre 0 i 1.

### Triangle de Sierpiński
El Triangle de Sierpiński es va descobrir el 1915.

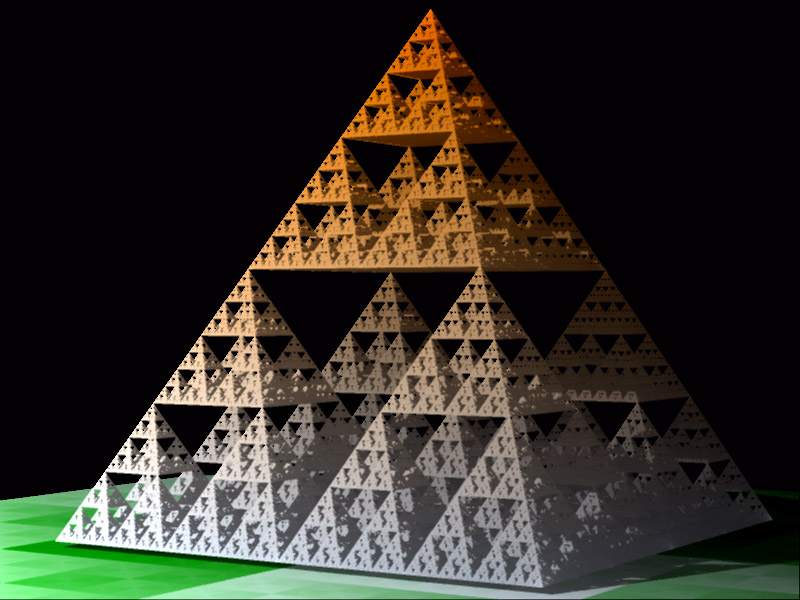
Piràmide de Sierpinski.

### Conjunt de Mandelbrot

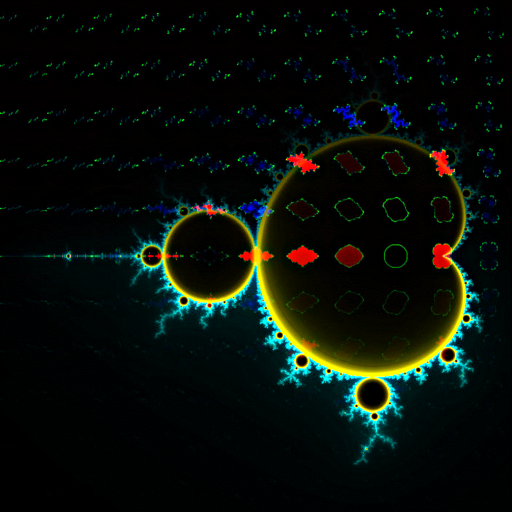
En negre, imatge del conjunt de Mandelbrot superposat amb els conjunts de Julia plens representats per alguns dels seus punts (en vermell els conjunts de Julia connexes i en blau els no connexes).

El 1968 es considera el naixement del moviment brownià fraccionari, impulsat per Benoît Mandelbrot, un empleat de la IBM. Va escriure un programa amb una fórmula semblant a Z(n)^2 + c, i llavors va fer-la funcionar en un dels molts ordinadors de la IBM. En fer-ho algunes vegades obtenia alguns bonics dibuixos. Els dibuixos els obtenia quan assignava un color a cada punt segons les vegades que tardava la iteració a arribar a un nombre determinat. Mandelbrot va ser qui va aconseguir que els ordinadors fessin els càlculs repetitius per representar gràficament els punts (x,y) i permetre a tothom apreciar la bellesa de les fractals.
L'equació que descriu la fractal de Benoît Mandelbrot és la següent: 
{\displaystyle a_{n+1}=a_{n}^{2}+P_{0}}
On {\displaystyle a_{n}} i {\displaystyle P_{0}} són nombres complexos.

Conjunt de Mandelbrot.

### Conjunts de Julia
Aquests conjunts, fruit dels treballs de Pierre Fatou i Gaston Julia en els anys 1920, sorgeixen com a resultat de l'aplicació reiterada de funcions holomorfes {\displaystyle z\mapsto f(z)\mapsto f(f(z))\mapsto \ldots }.
Analitzem el cas particular de funcions polinòmiques de grau major que 1. En aplicar successives vegades una funció polinòmica és molt possible que el resultat tendeixi a {\displaystyle \infty }. Al conjunt de valors de {\displaystyle z\in C} que no escapen a l'infinit mitjançant aquesta operació se'ls denomina conjunt de Julia ple, i a la seva frontera, simplement conjunt de Julia.
Aquests conjunts es representen mitjançant un algorisme de temps d'escapament en què cada píxel s'acoloreix segons el nombre d'iteracions necessàries per escapar. Sol usar-se un color especial, sovint el negre, per representar els punts que no han escapat després d'un nombre gran i prefixat d'iteracions.

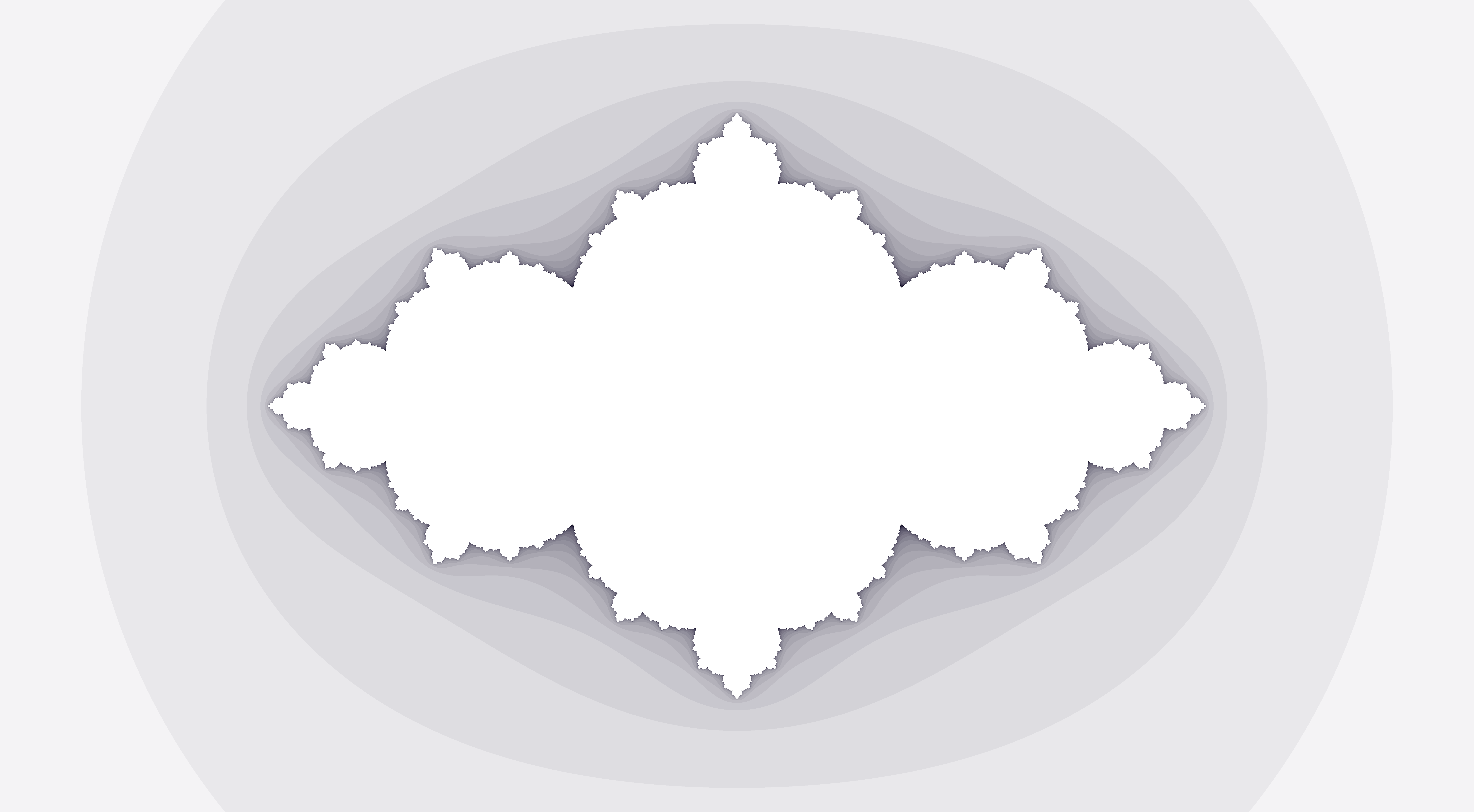
En blanc, conjunt de Julia ple associat a fc, c=1-φ, on φ és el nombre auri
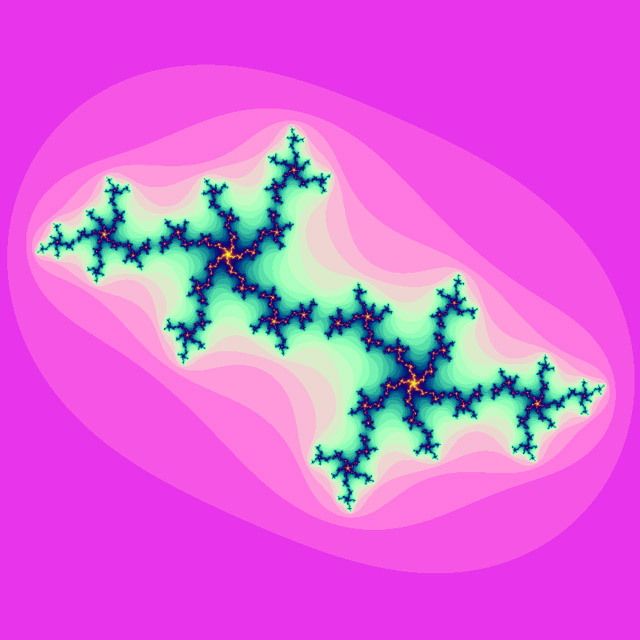
Conjunt de Julia ple associat a fc, c=(φ−2)+(φ−1)i =-0.4+0.6i
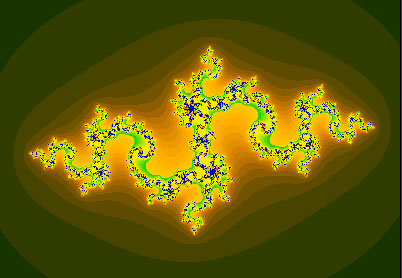
Conjunt de Julia ple associat a fc, c=-0.835-0.2321i
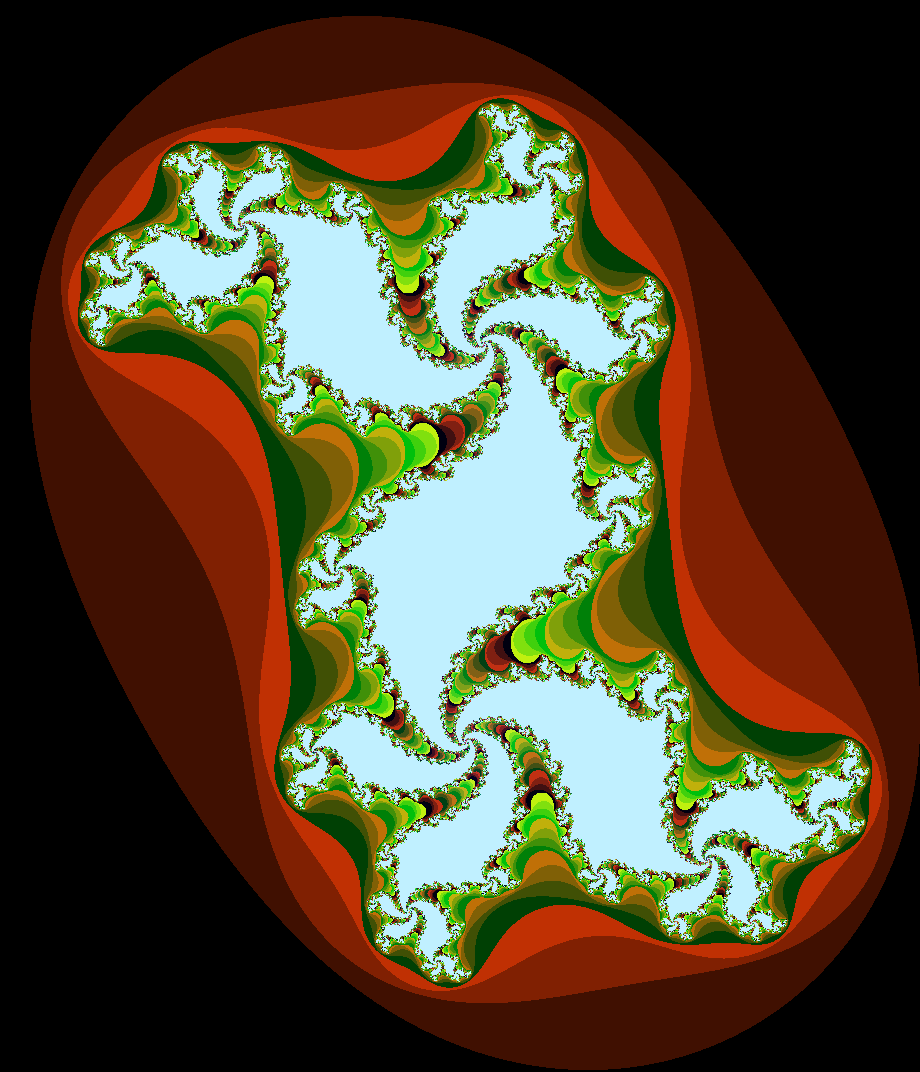
Fractal de Julia.
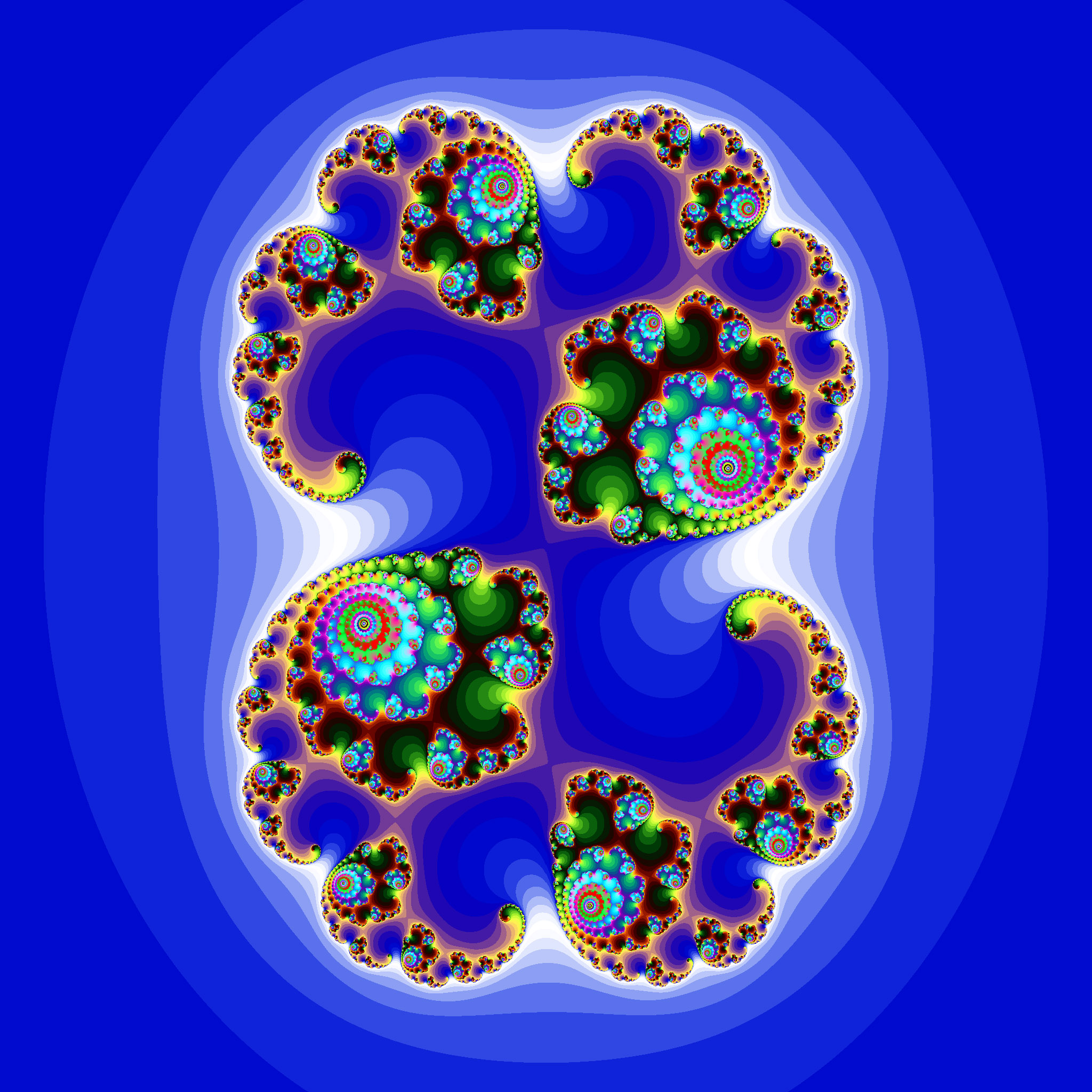
Una fractal de Julia, obtinguda per recurrència.
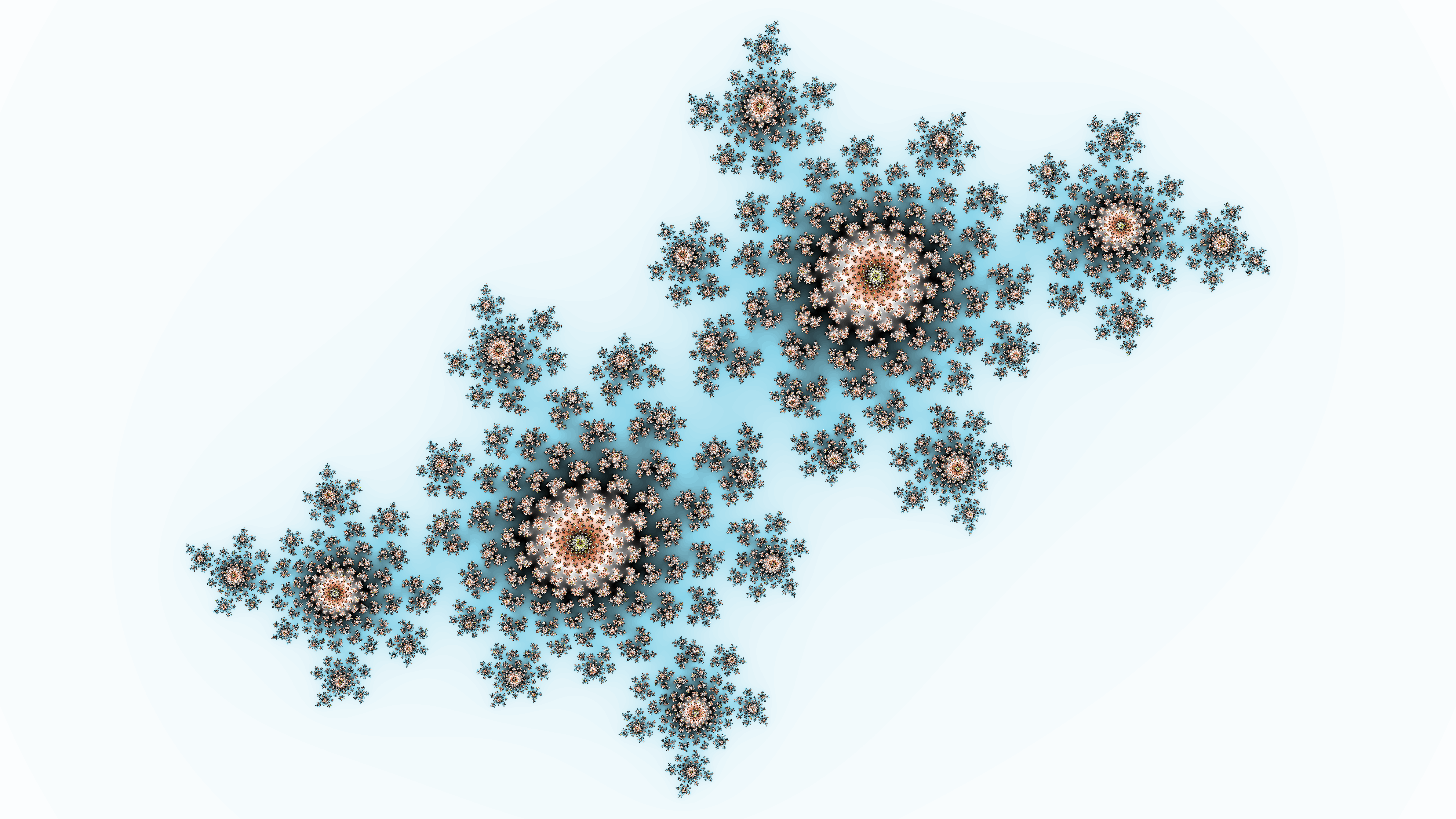
Conjunt de Julia ple associat a fc, c=-0.4+0.6i.
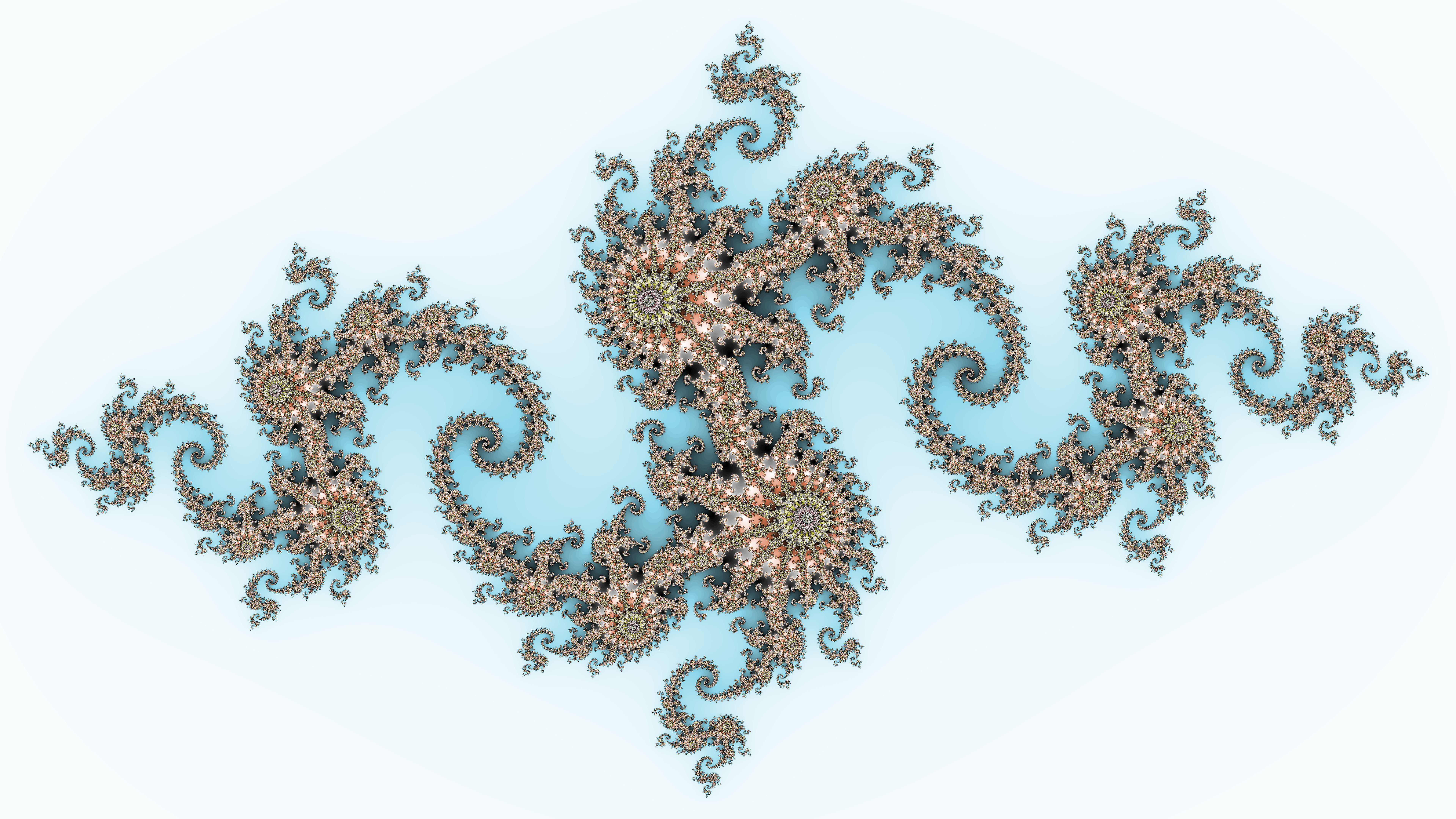
Conjunt de Julia ple associat a fc, c=−0.8 + 0.156i.
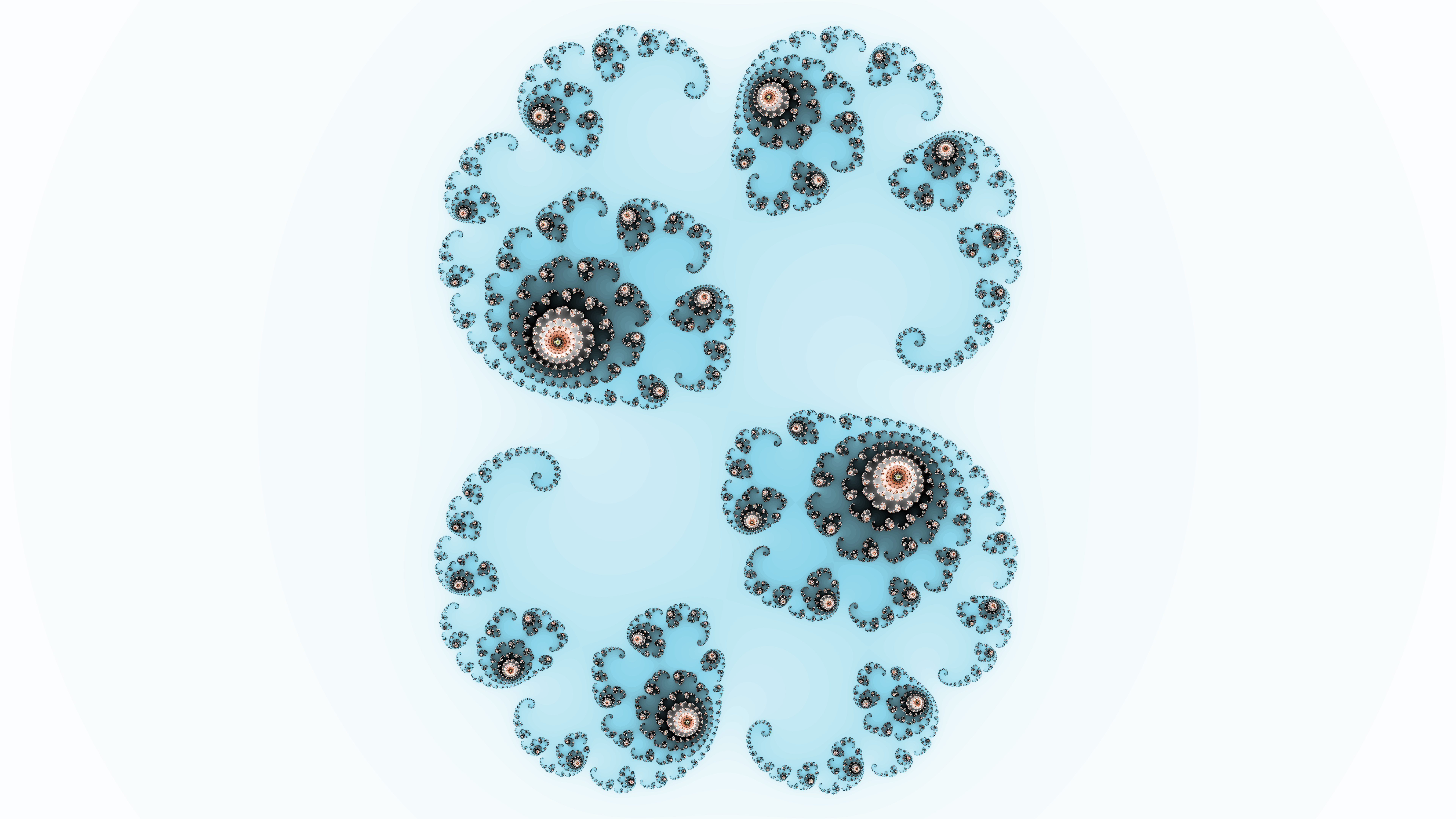
Conjunt de Julia ple associat a fc, c=0.285 + 0.01i.
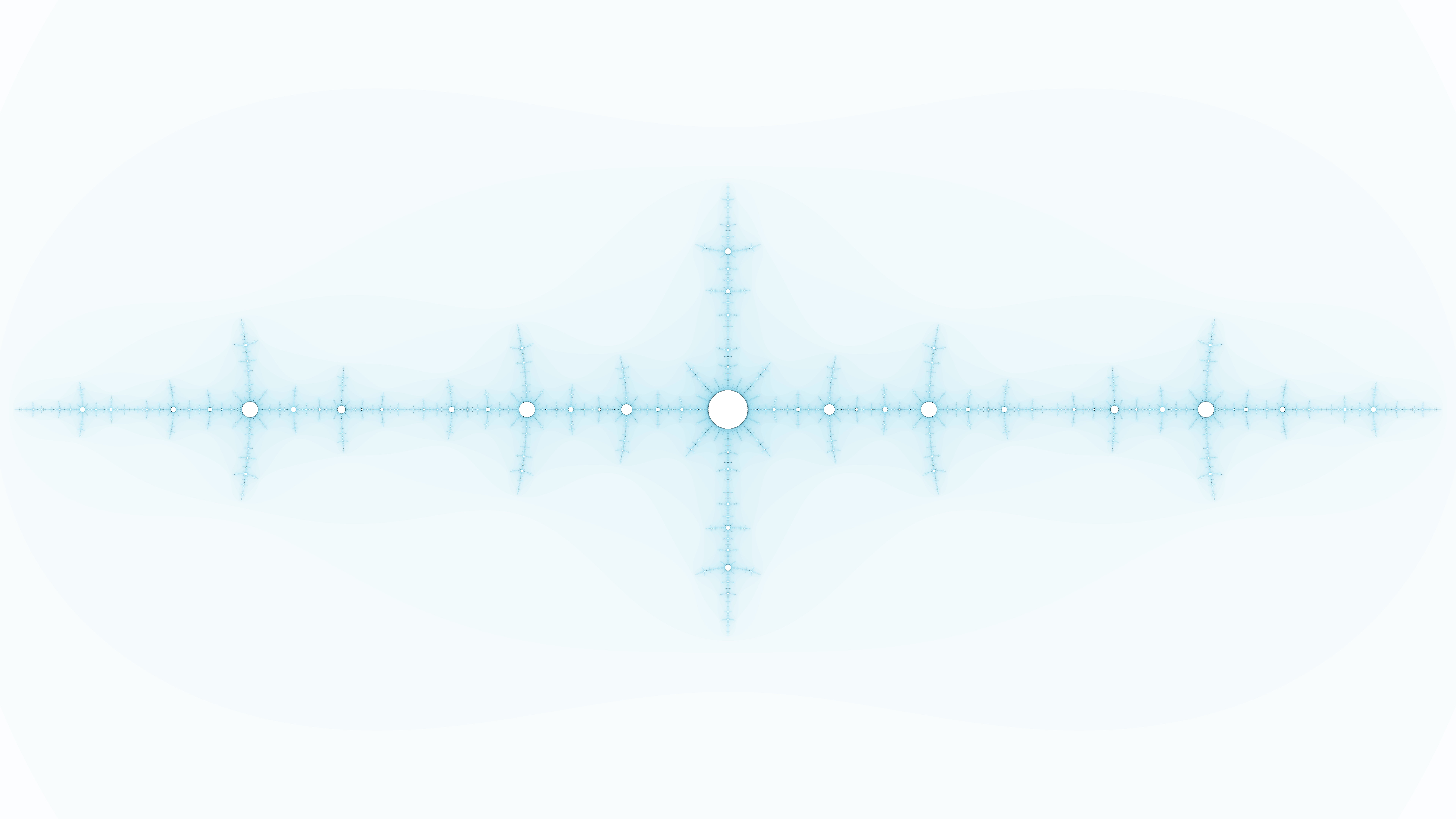
Conjunt de Julia ple associat a fc, c=-1.476.

### El mètode de Mandelbrot: diferents fractals iterant potències de Z
A continuació es mostra una sèrie de fractals iterant les diferents potències de Z = Zm + C, segons el mètode de Mandelbrot.
Tots els punts del pla complex C=(Cx,iCy) són iterats per addició a la funció corresponent. Totes les iteracions parteixen dels punts x=0 i y=0.
Quan la iteració convergeix s'acoloreix de groc pàlid. La divergència a infinit és acolorida mitjançant un patró cromàtic des del negre fins al blau. La fractal derivada de la funció Z = Z² + C s'anomena conjunt de Mandelbrot.
Exemples de fractals del tipus Mandelbrot: Z = Zm + C

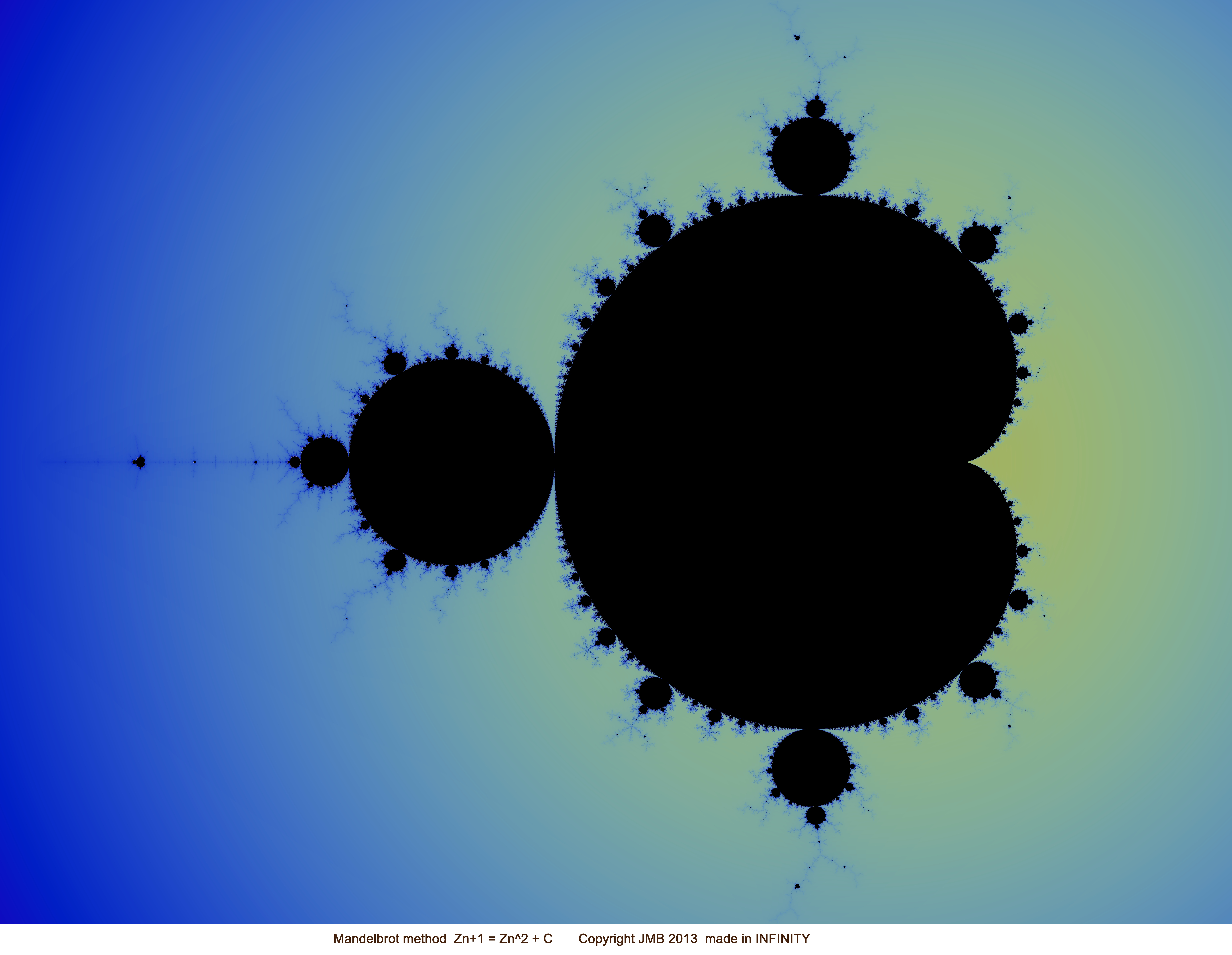
Z = Z² + CConjunt de Mandelbrot
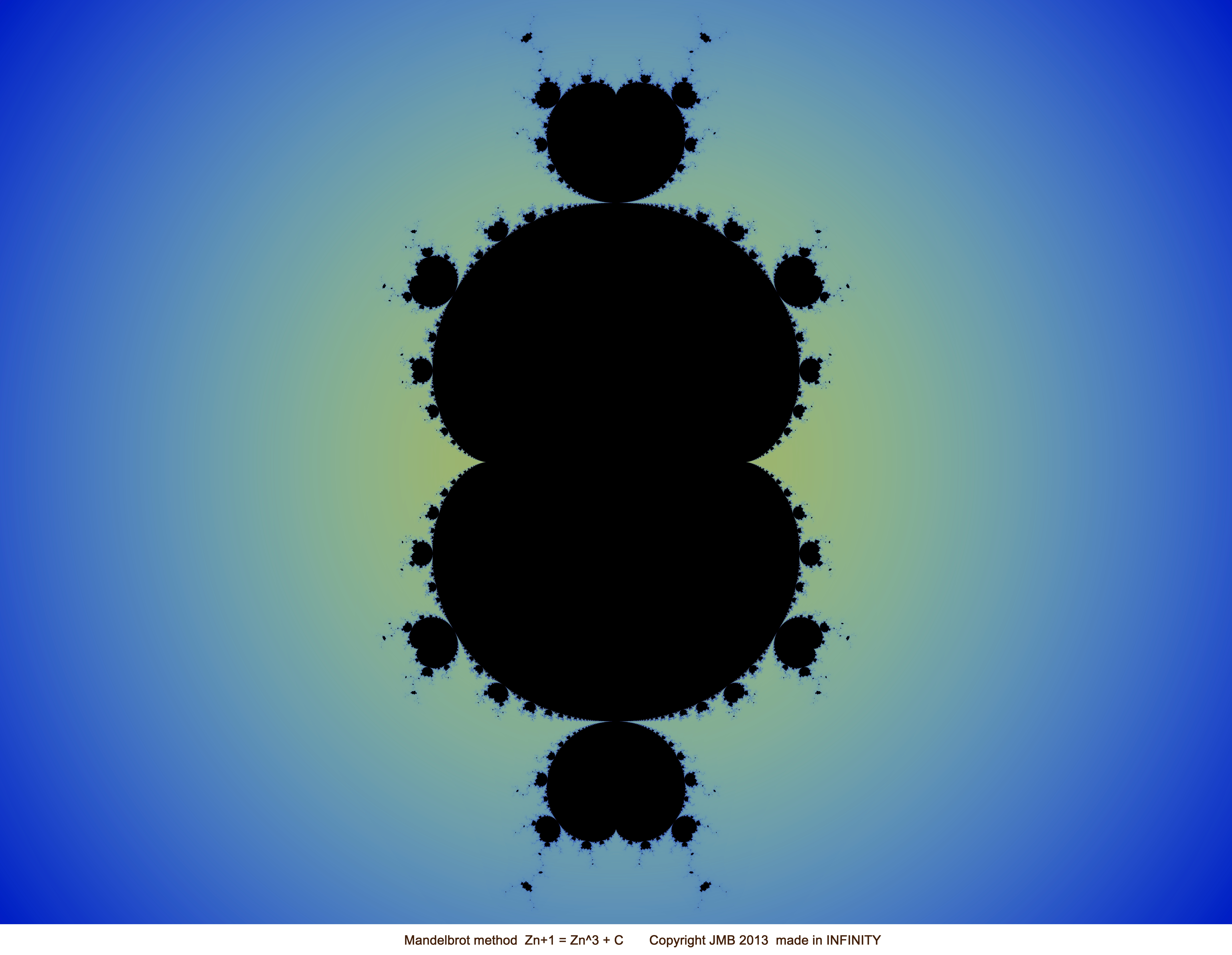
Z = Z3 + C
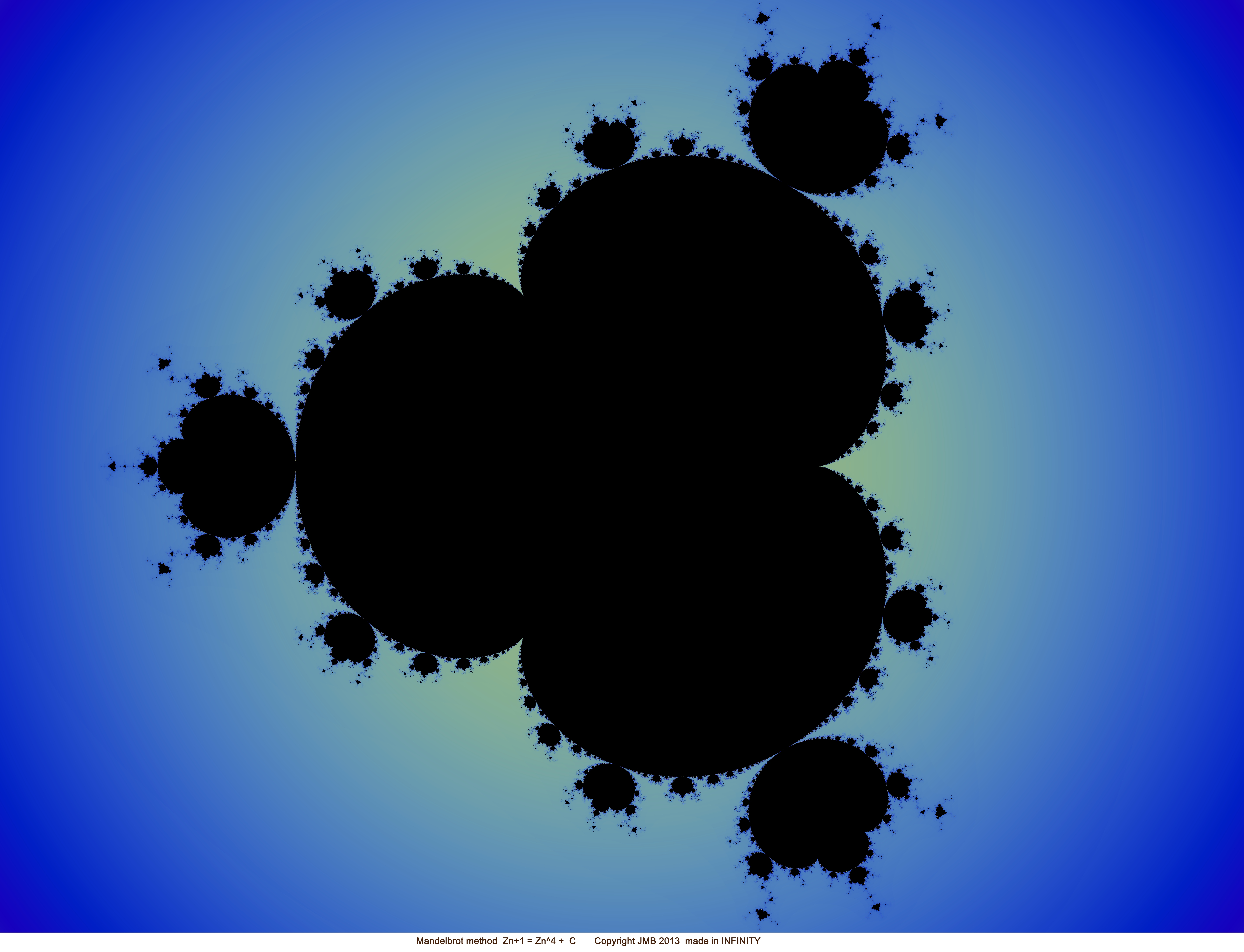
Z = Z4 + C
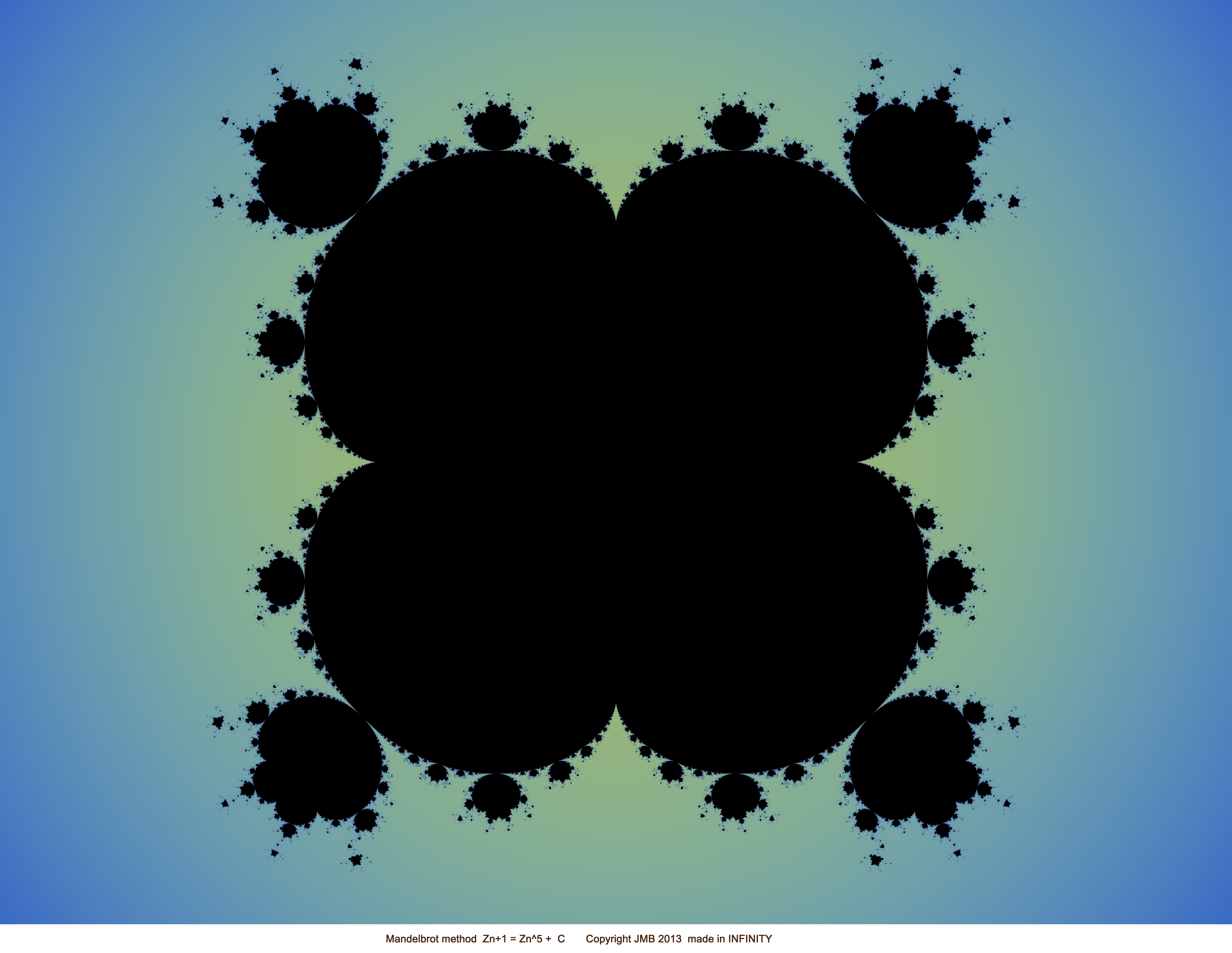
Z = Z⁵ + C
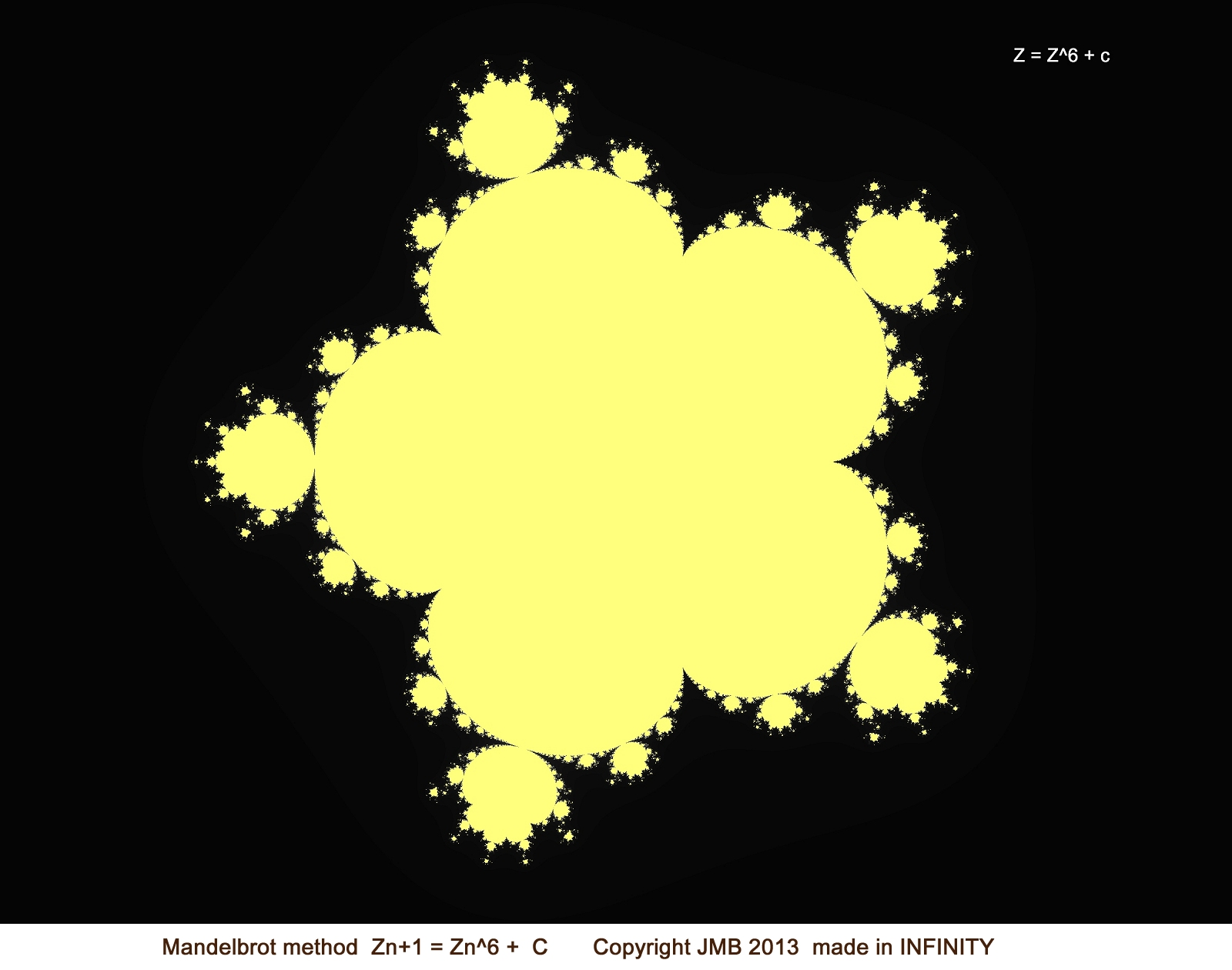
Z = Z⁶ + C
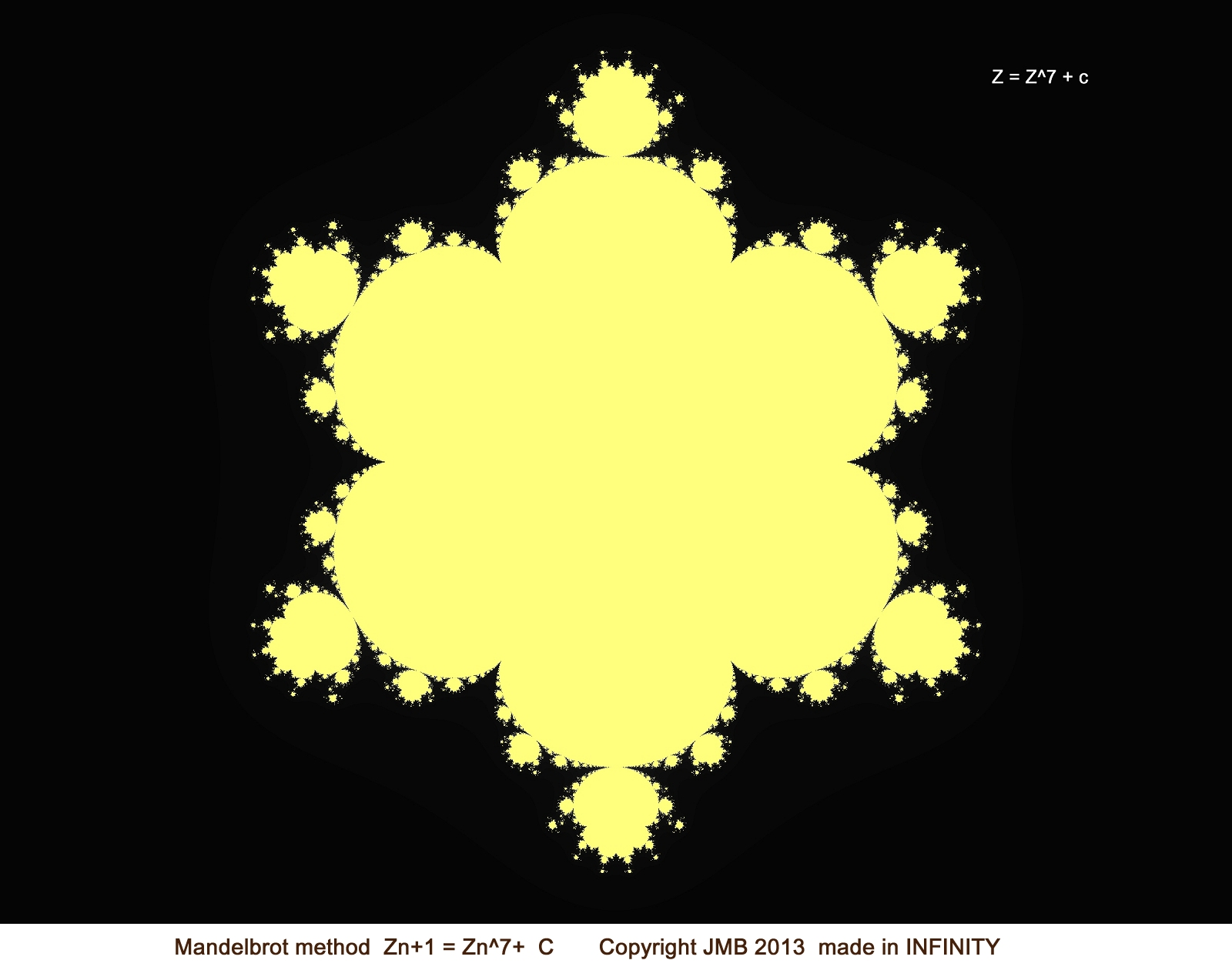
Z = Z7 + C
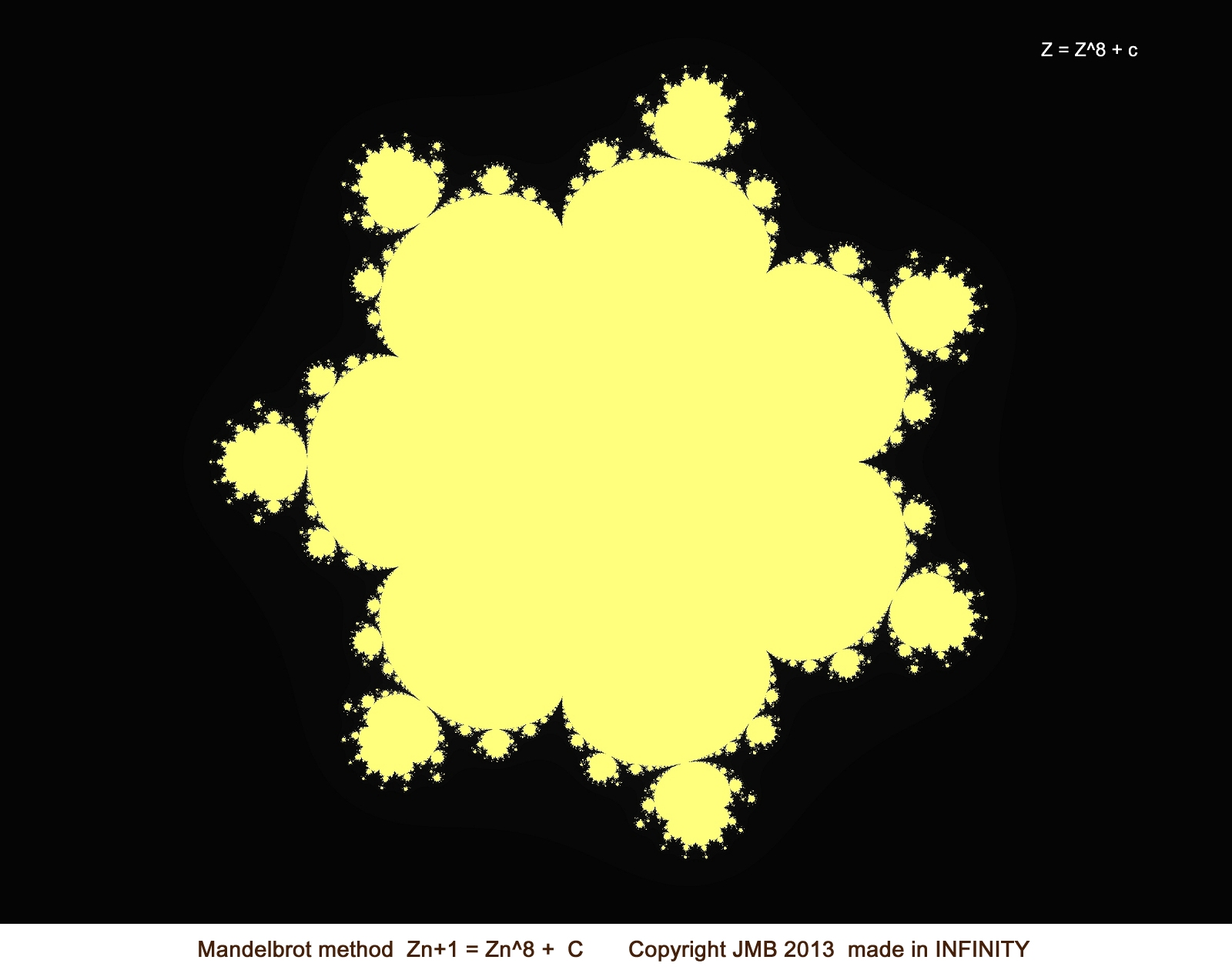
Z = Z8 + C
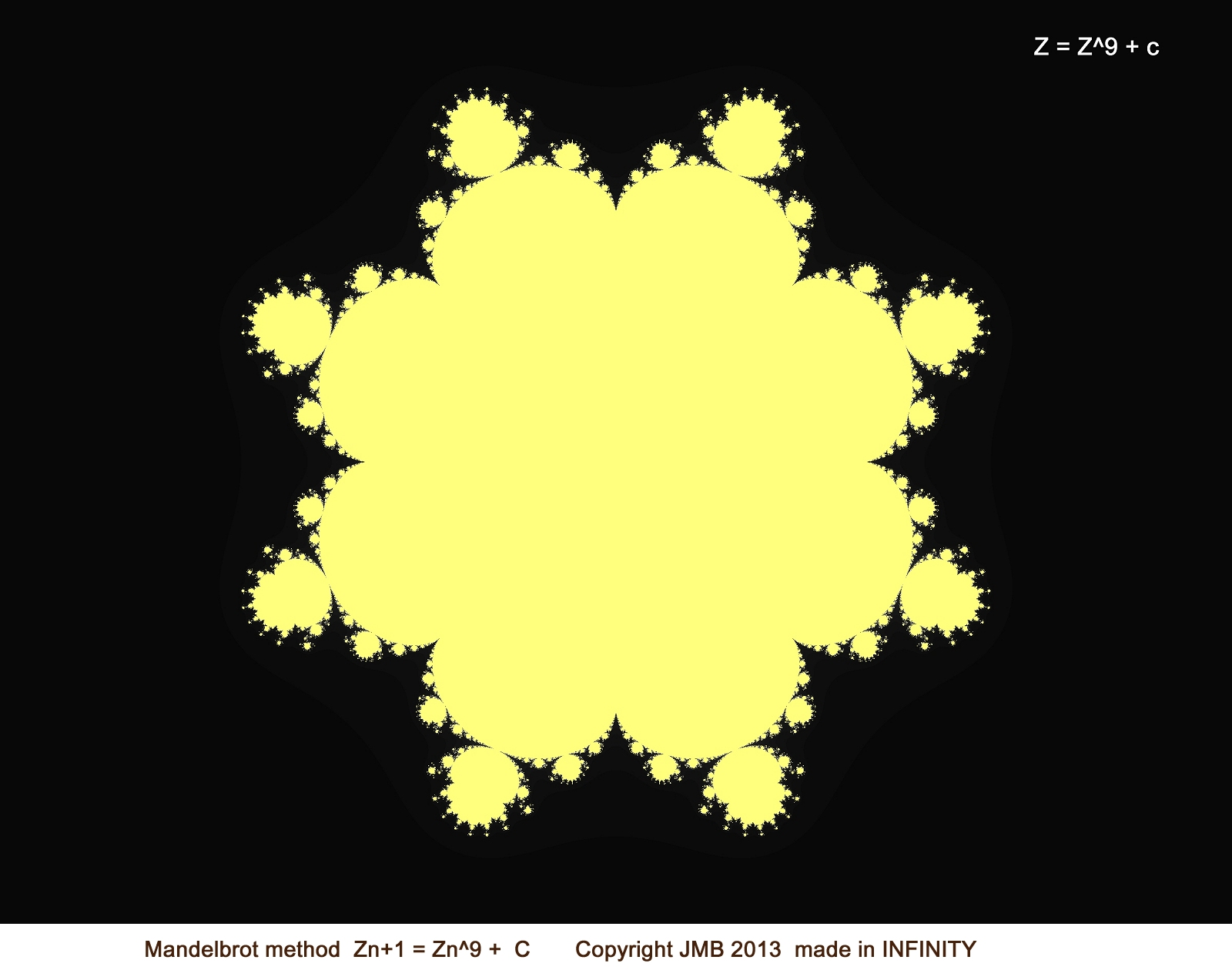
Z = Z⁹ + C
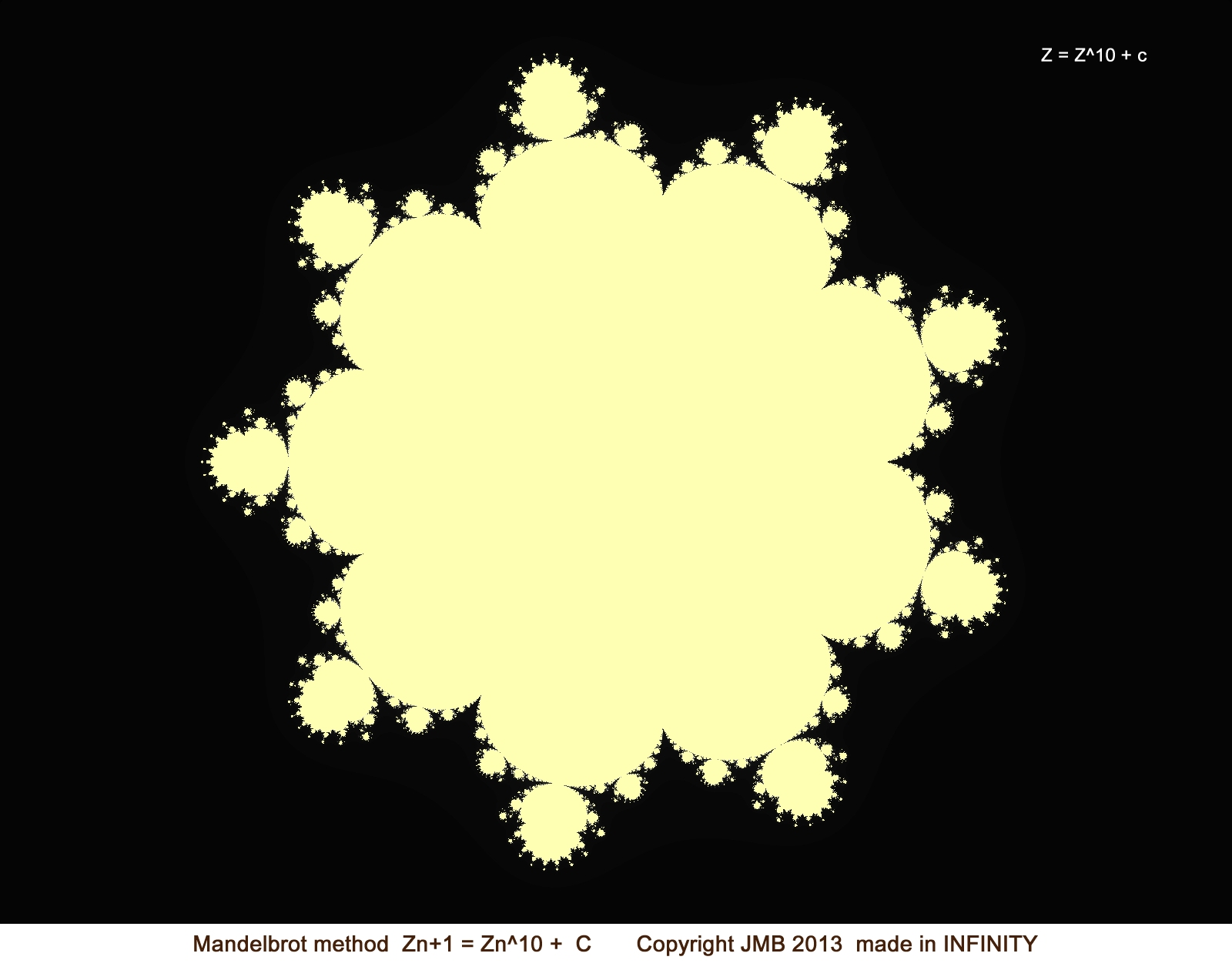
Z = Z¹⁰ + C
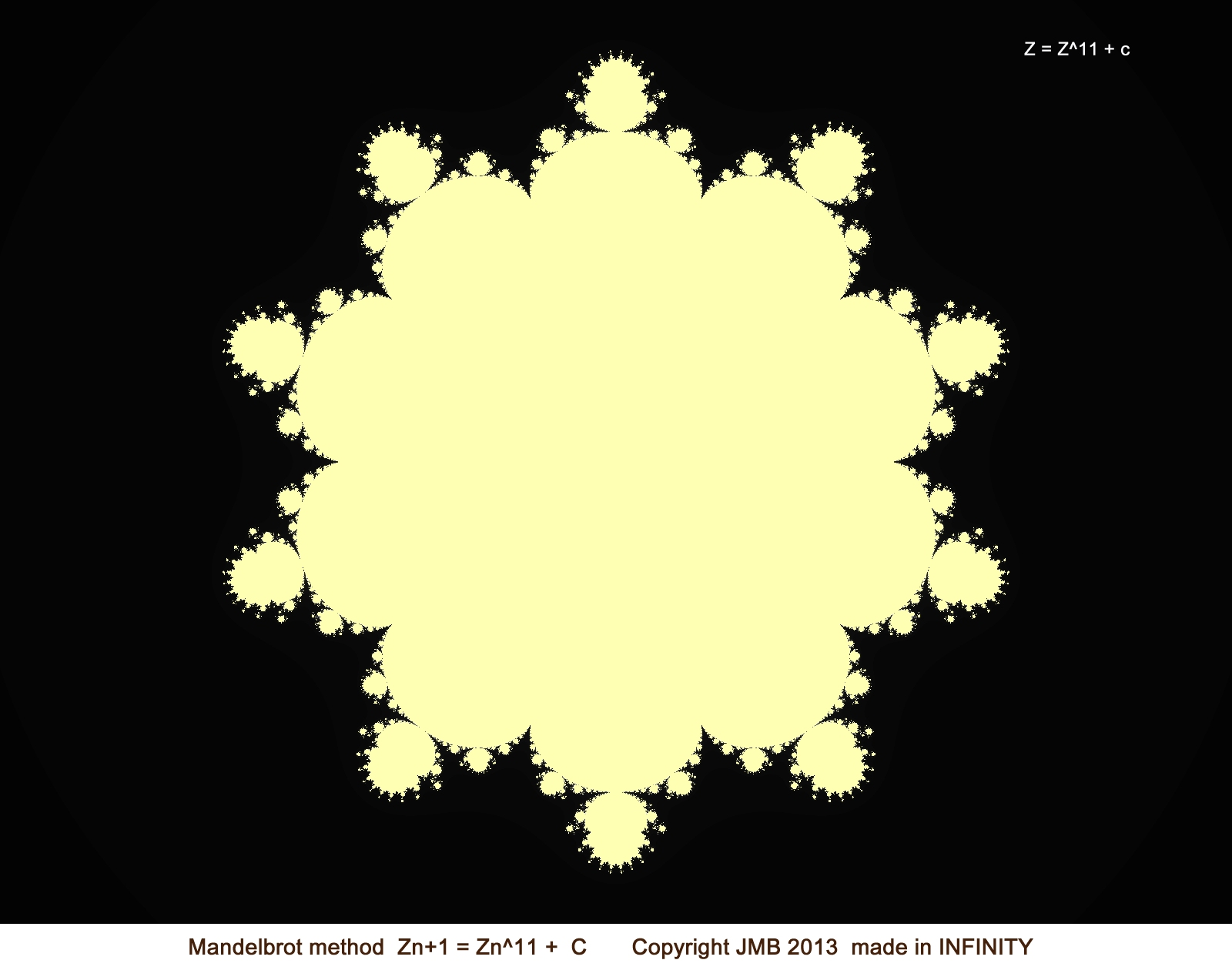
Z = Z11 + C
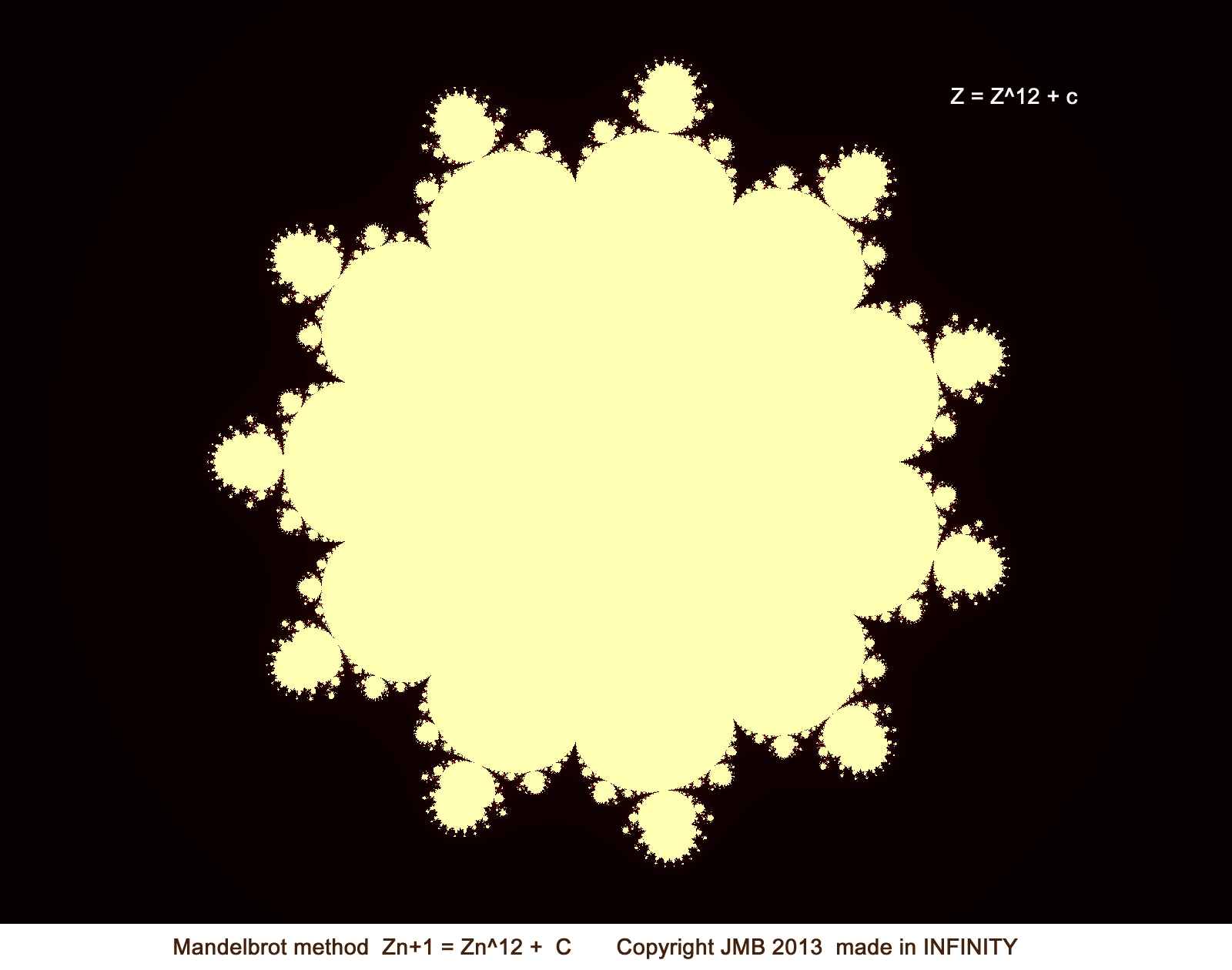
Z = Z12 + C

Ejemples de fractals del tipus Mandelbrot: Z = Zm + 1/C, a on cada punt C del pla complex es transforma a 1/C, abans d'entrar en la iteració de la potència de Z.
Zo = (0,0i)

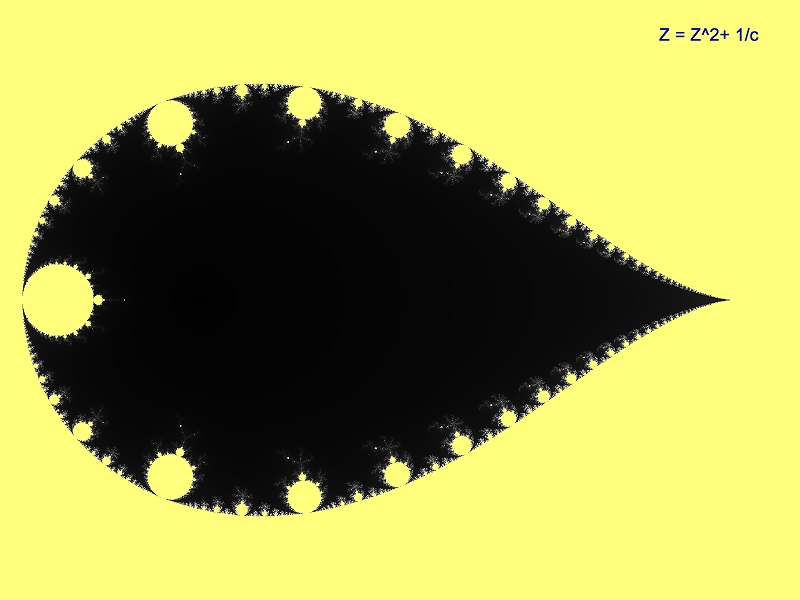
Z = Z² + 1/C
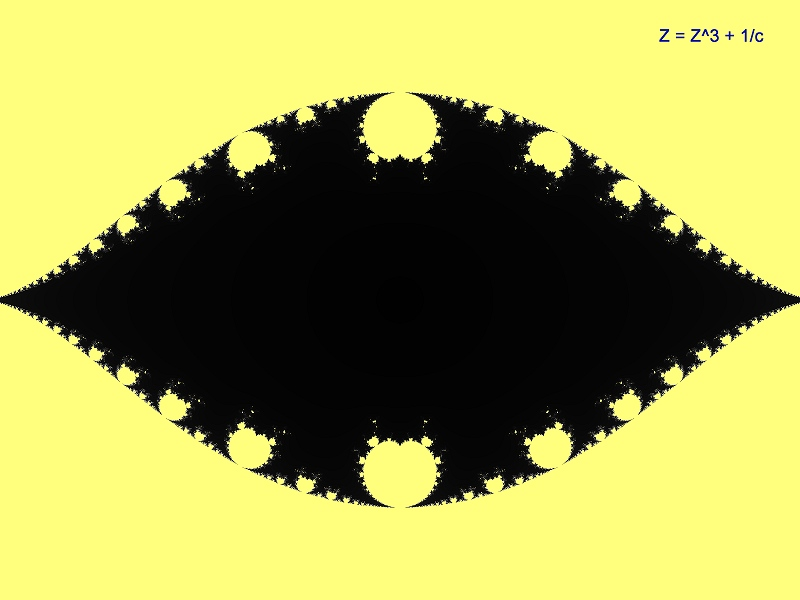
Z = Z3 + 1/C
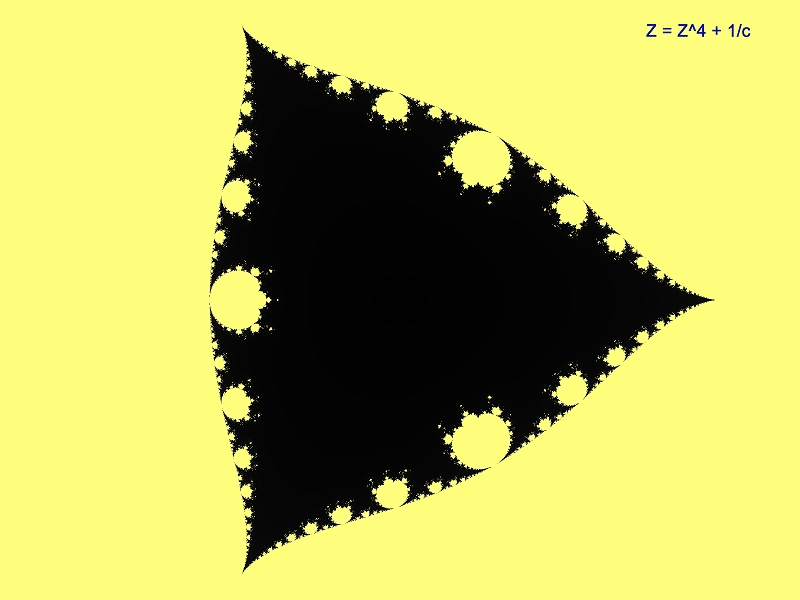
Z = Z4 + 1/C
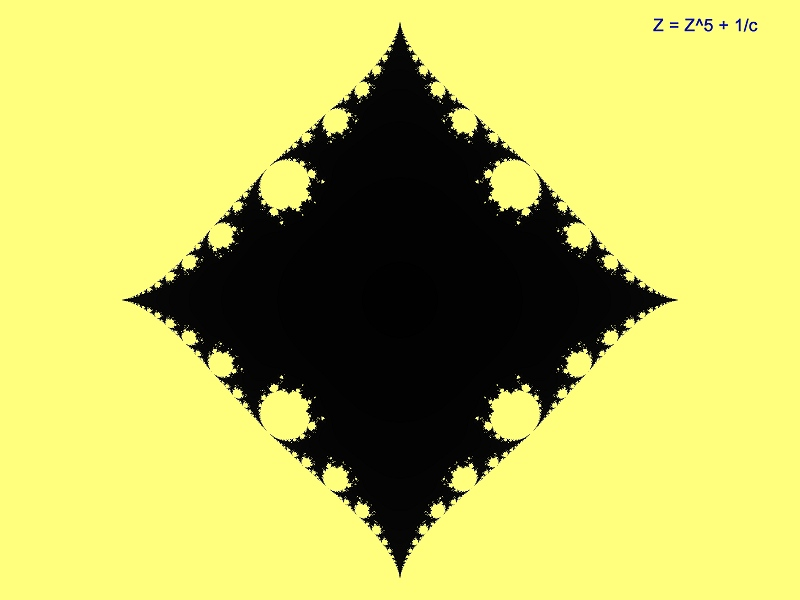
Z = Z⁵ + 1/C
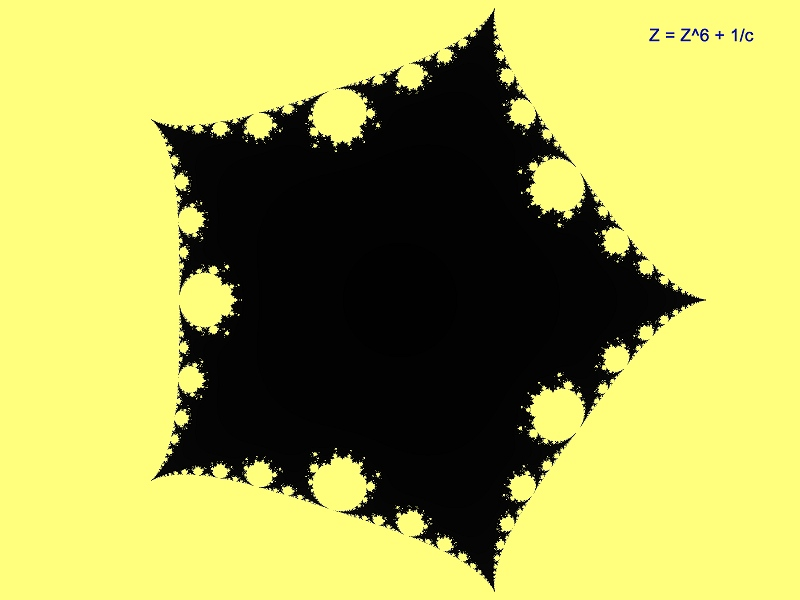
Z = Z⁶ + 1/C
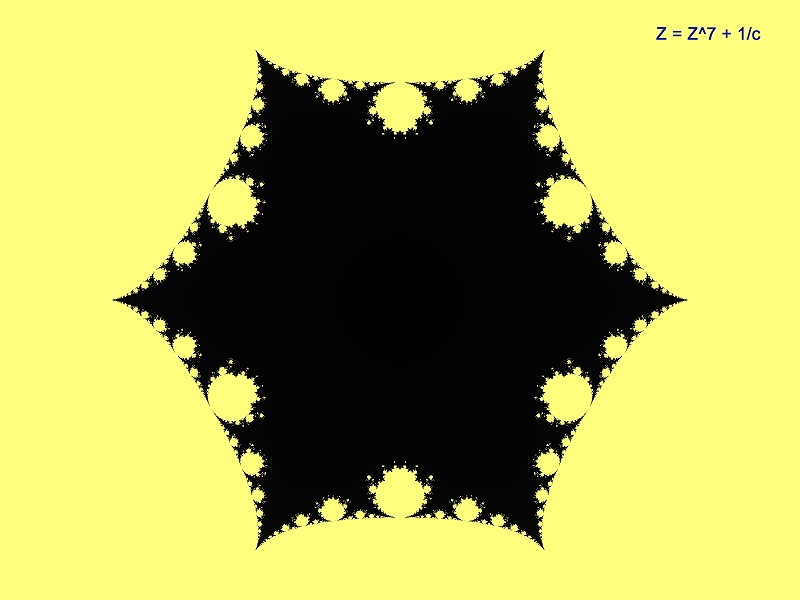
Z = Z7 + 1/C

 Més fractals segons el mètode de Mandelbrot.

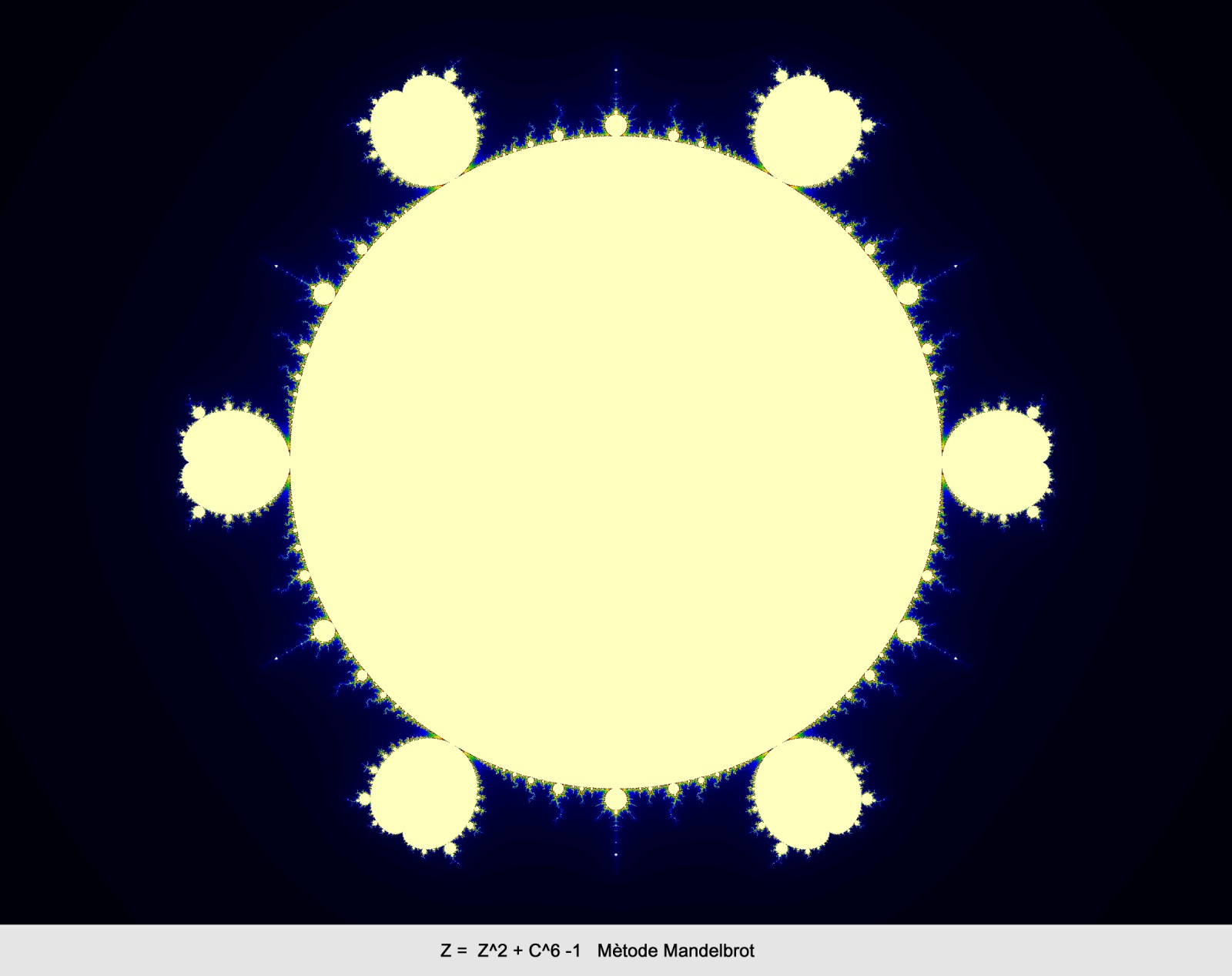
Z = Z²+C⁶ - 1 Zo = (0,0i)
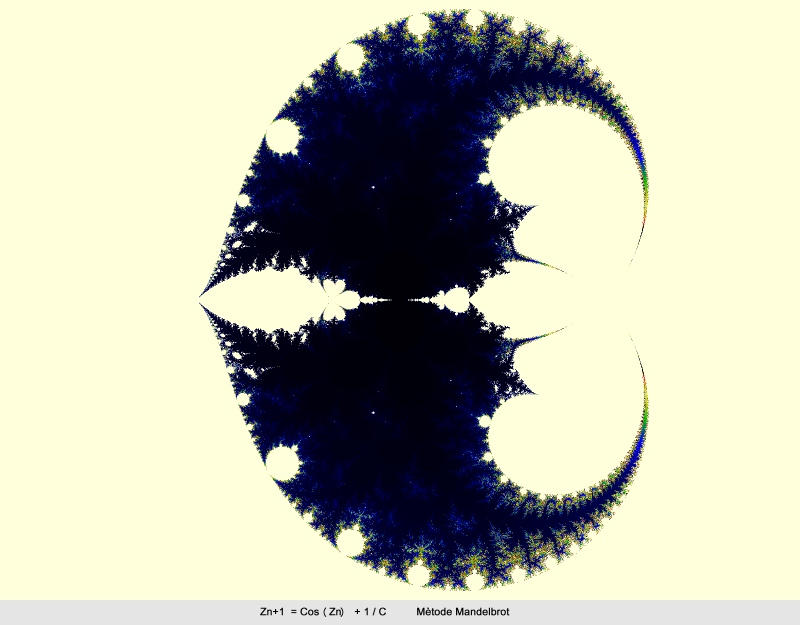
Z = Cos(Z)+ 1/C Zo = (0,0i)
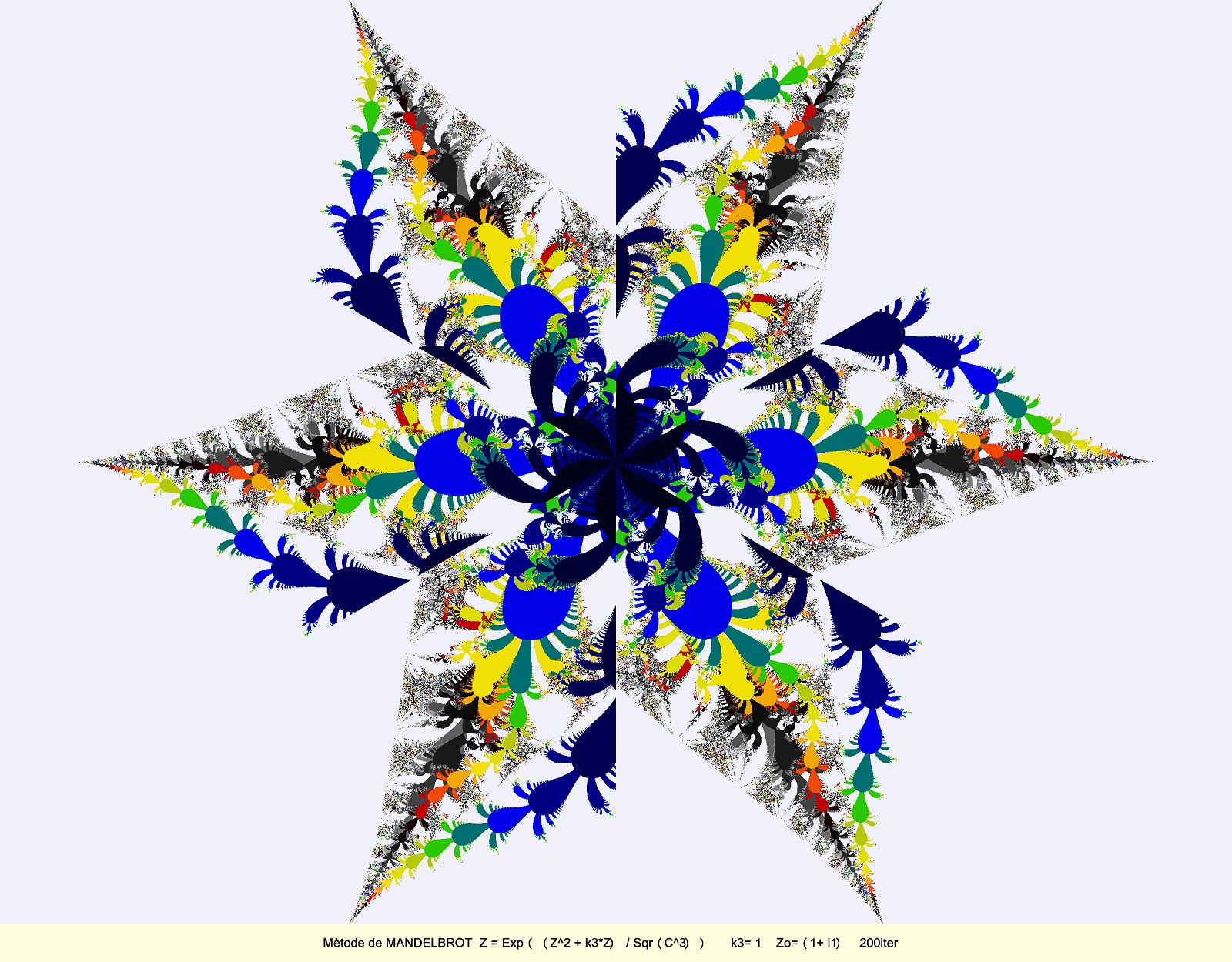
Z = Exp[(Z²+Z)/Sqr(C3)] Zo = (1,1i)
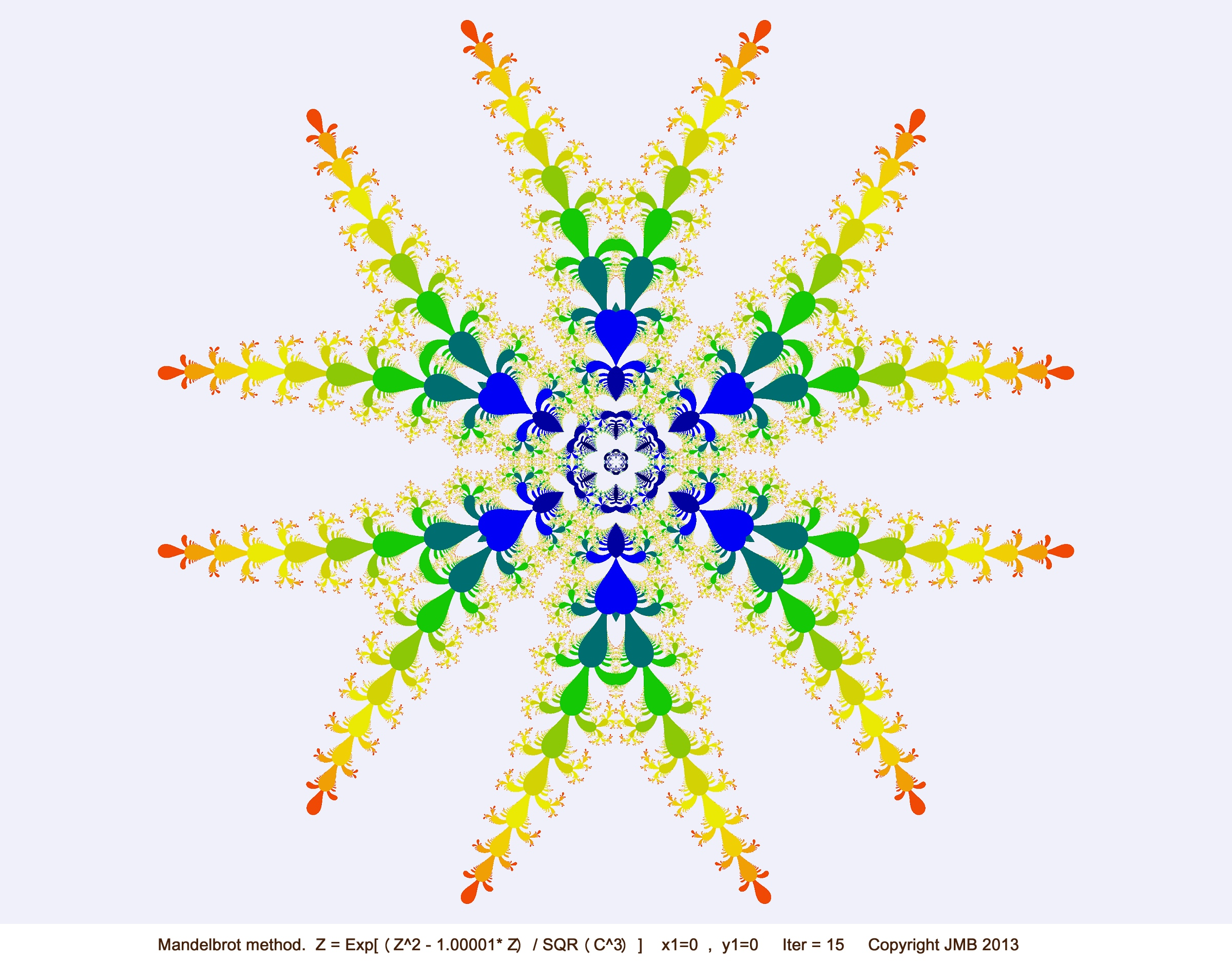
Z = Exp[(Z²-1.00001*Z)/Sqr(C3)] Zo = (0,0i)
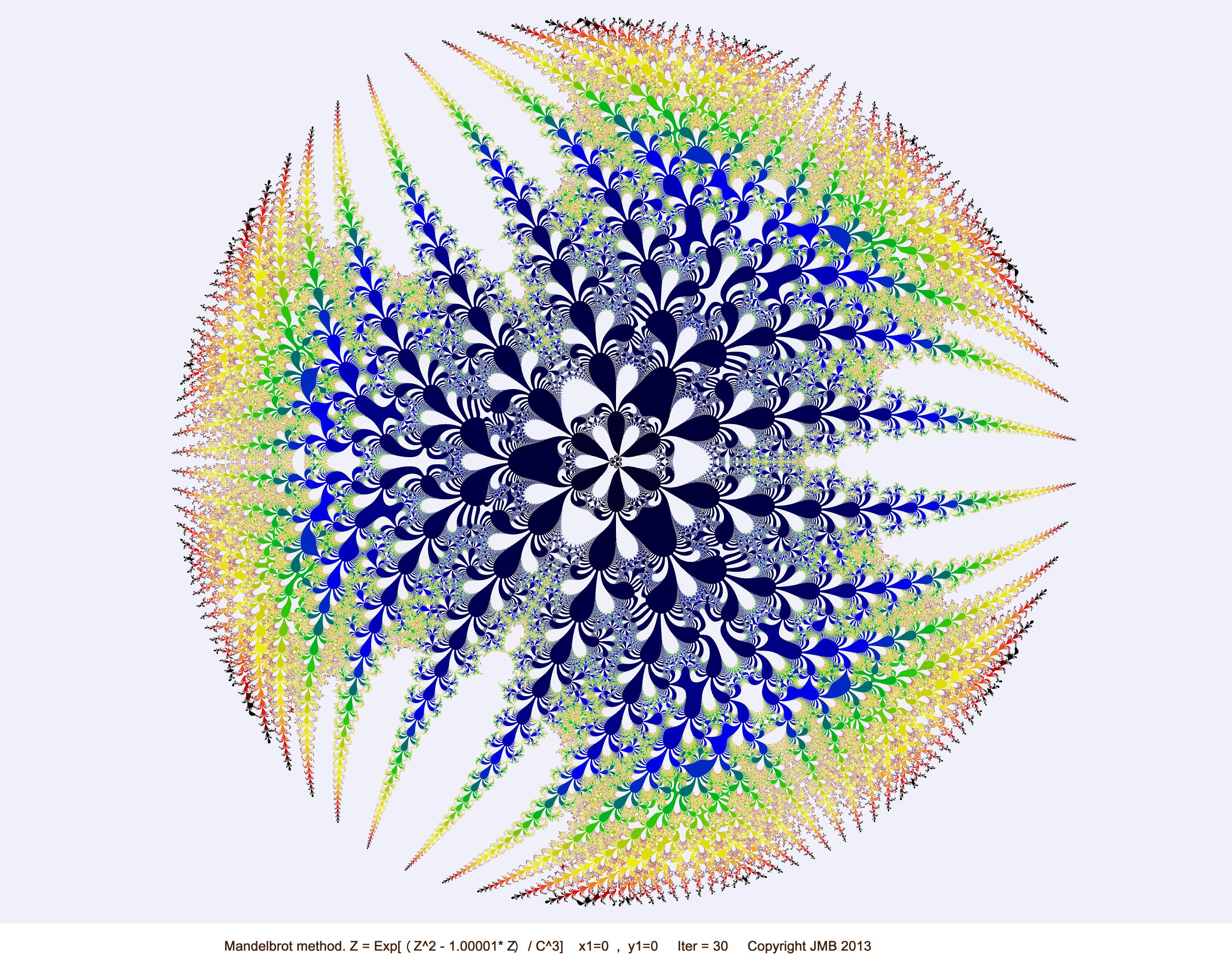
Z = Exp[(Z²- 1.00001*Z)/C3] Zo = (0,0i)
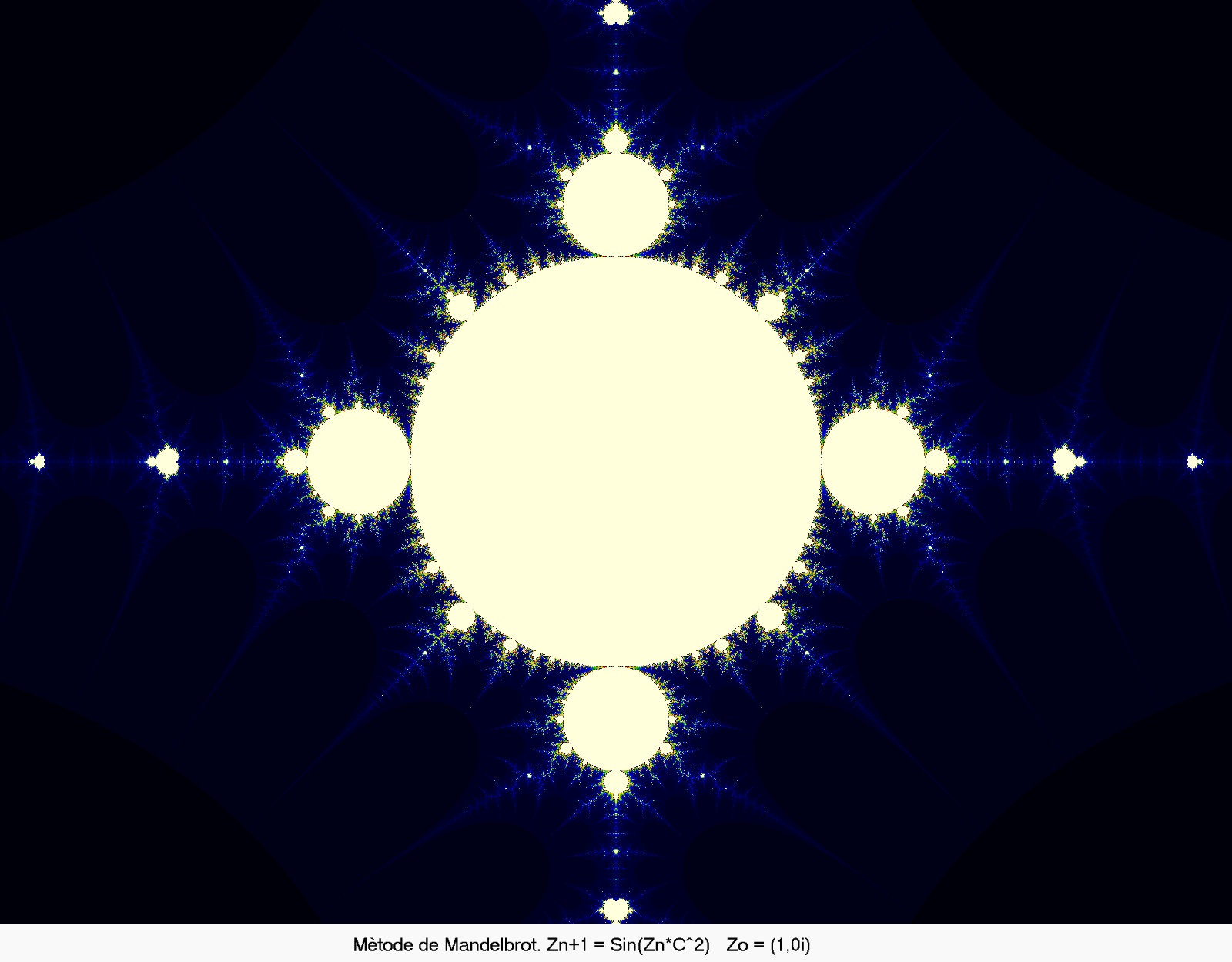
Z = Sin(Z*C²) Zo = (1,0i)
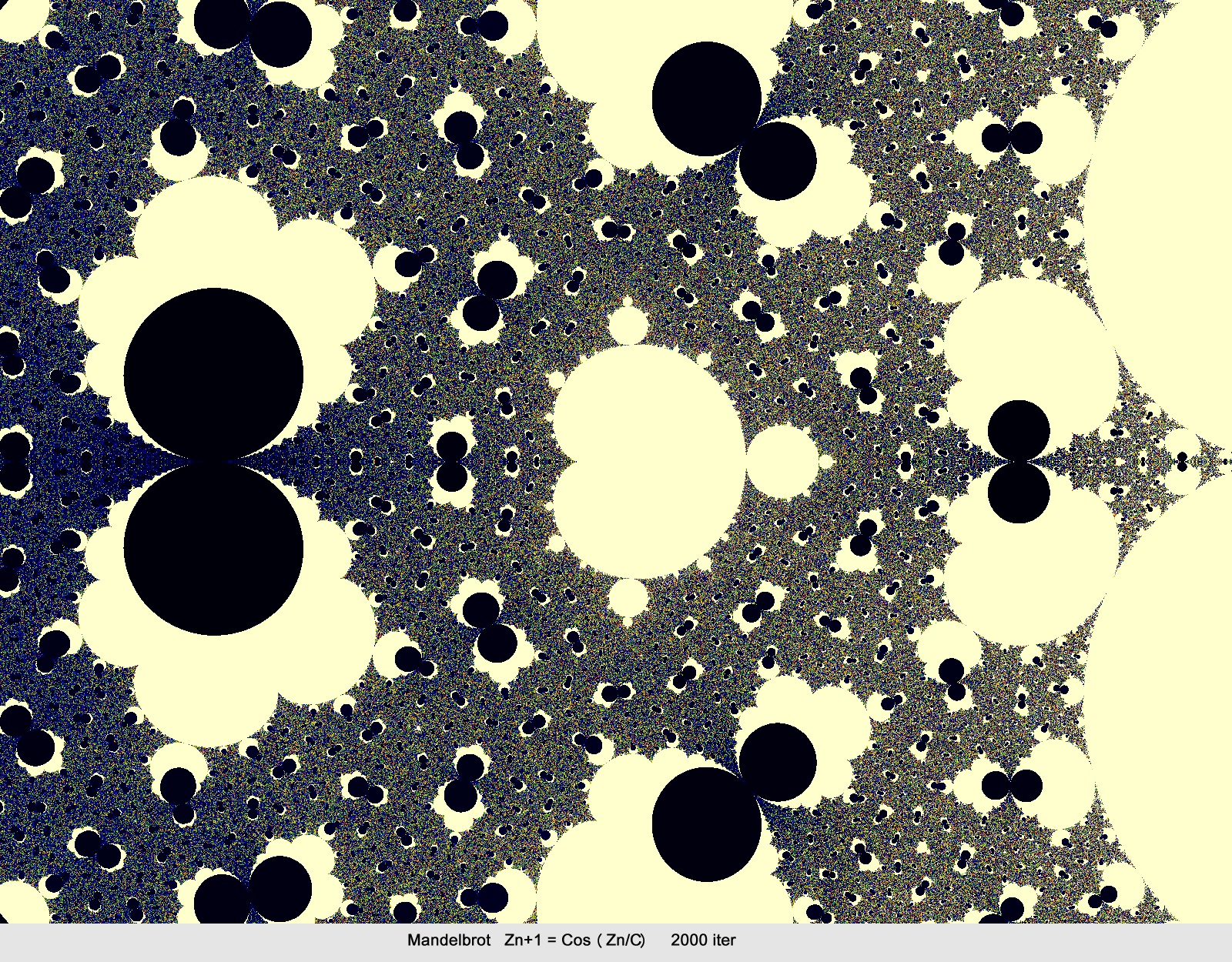
Z = Cos(Z/C) Zo = (0,0i)
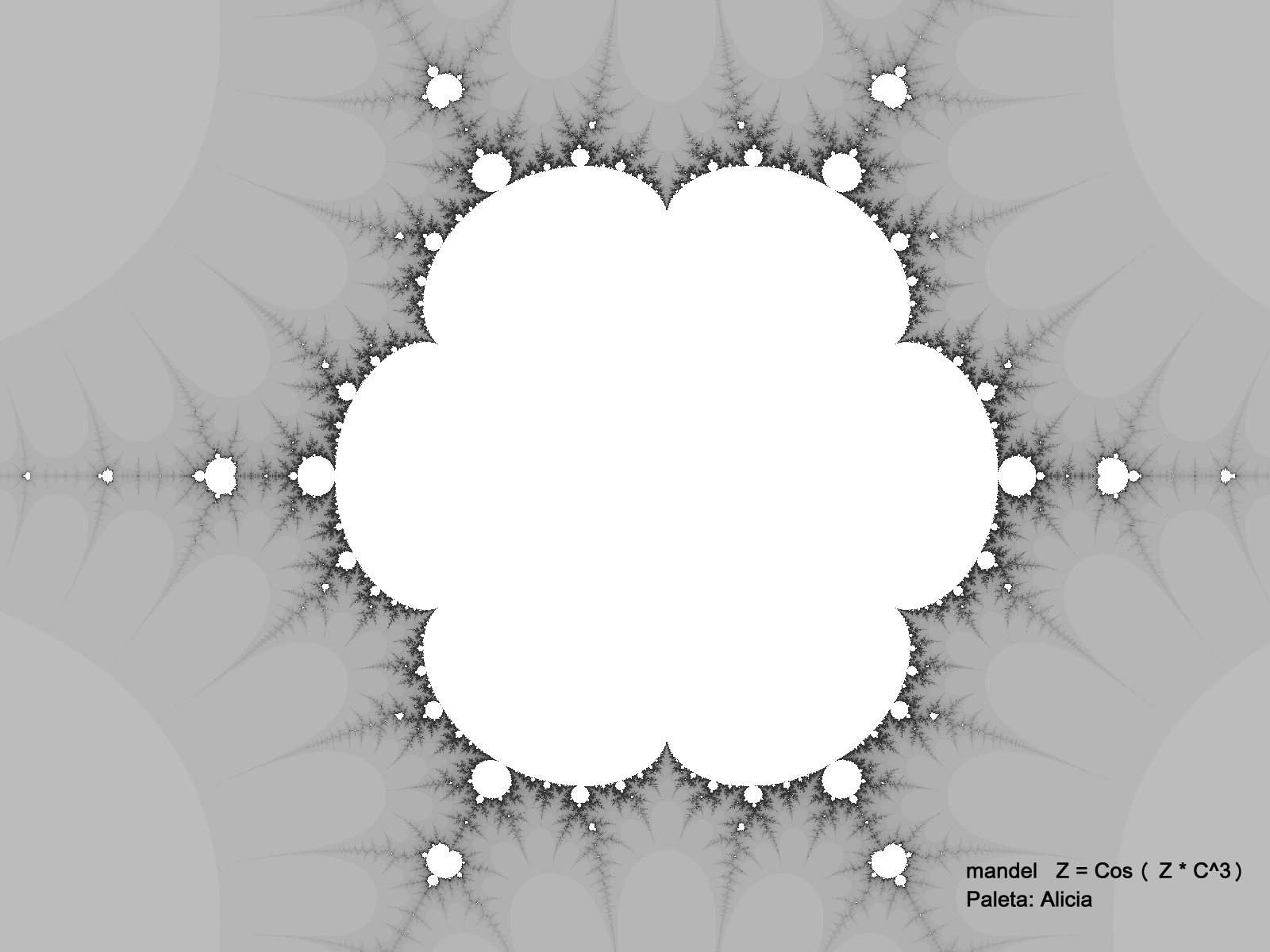
Z = Cos(Z*C^3) Zo = (0,0i)
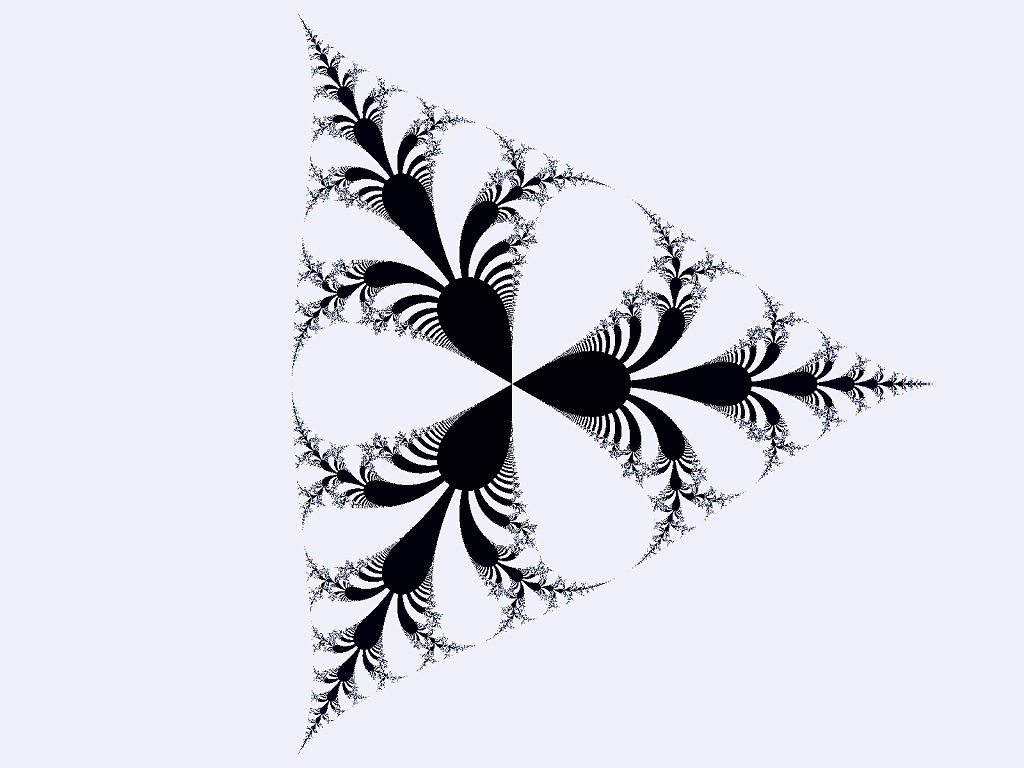
Z = Exp(Z^3/C^3) Zo = (0,0i)
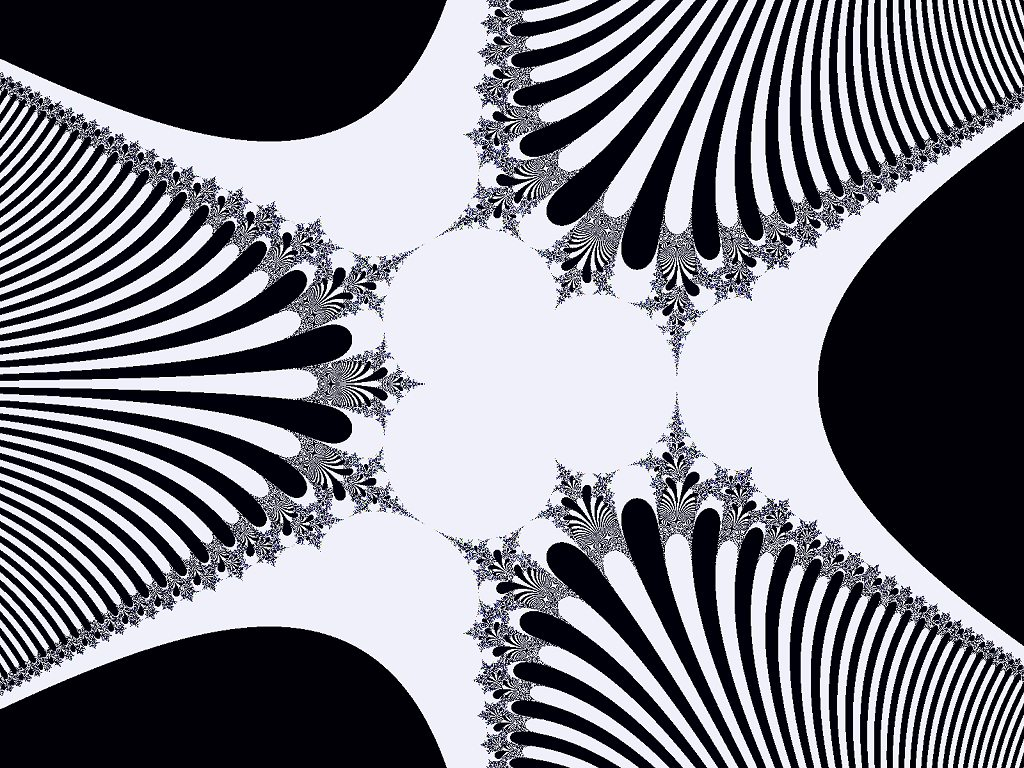
Z = Exp(C^3/Z^3) Zo = (0,0i)
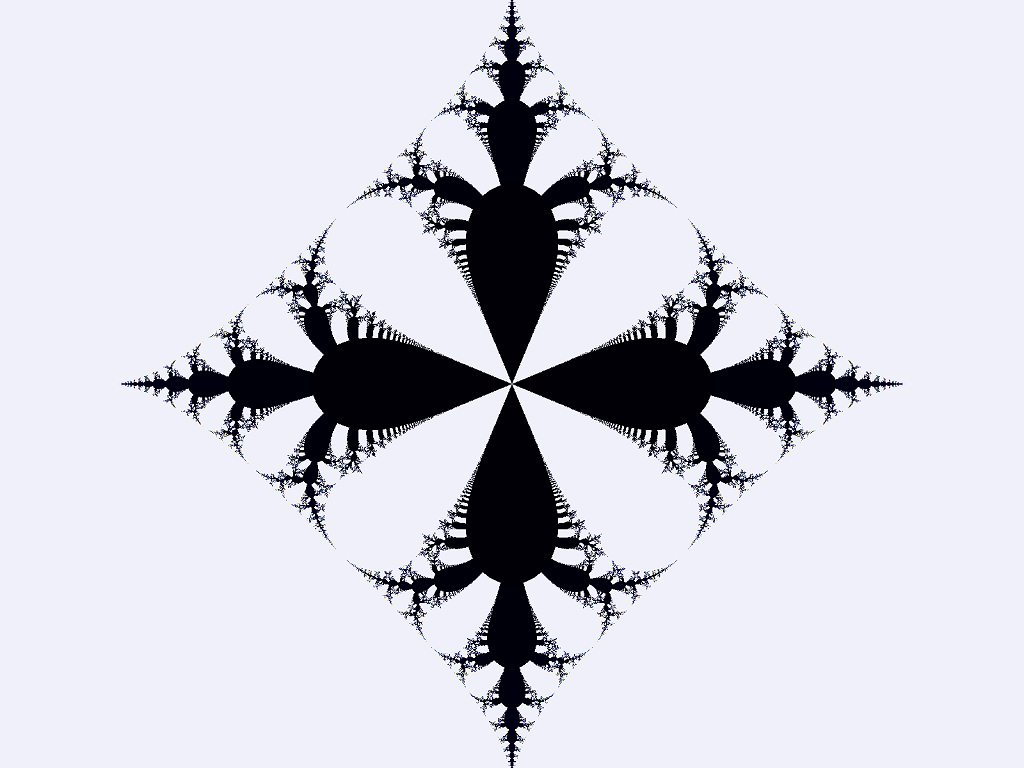
Z = Exp(Z/C^4) Zo = (0,0i)
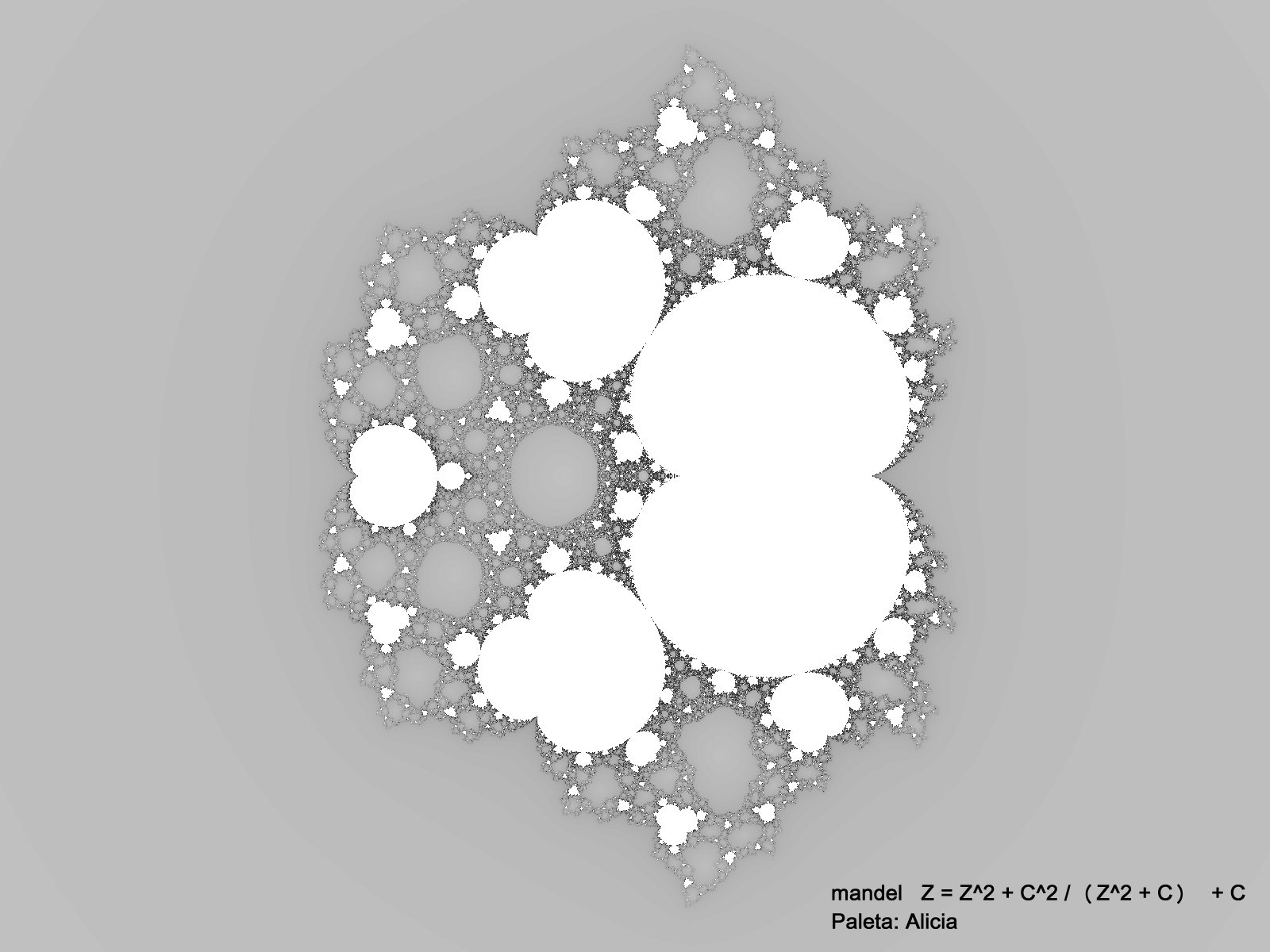
Z=Z² + C² /(Z²+C) + C Zo = (0,0i)
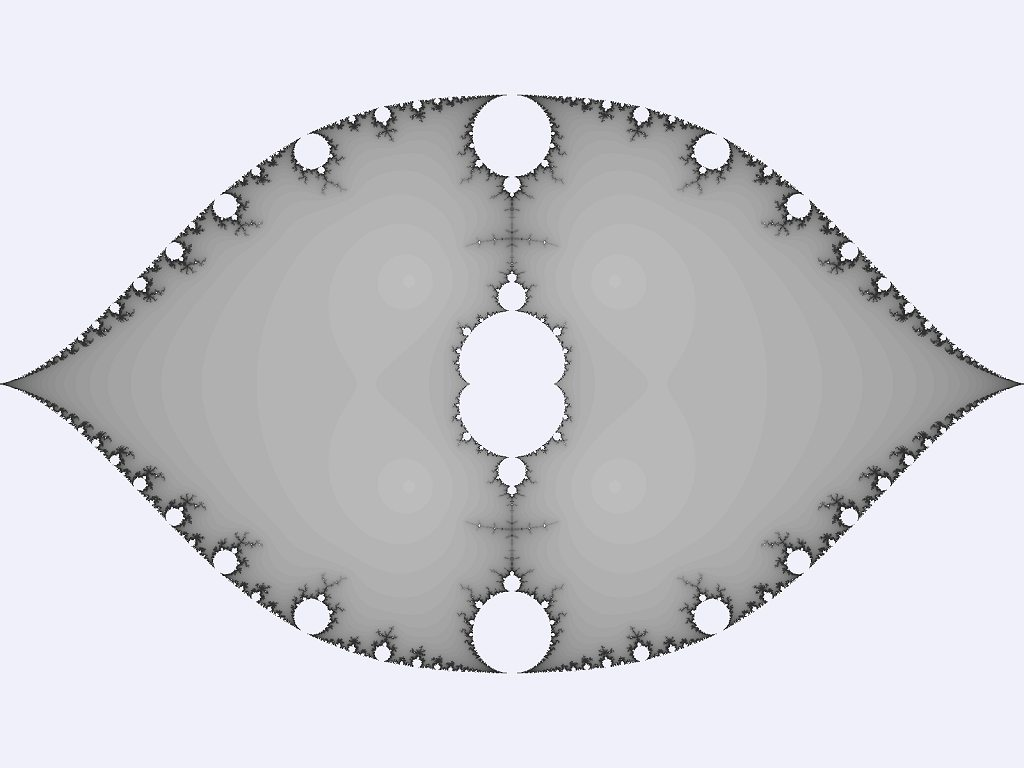
Z=Z² + C² /(C4 + 0.1) Zo = (0,0i)
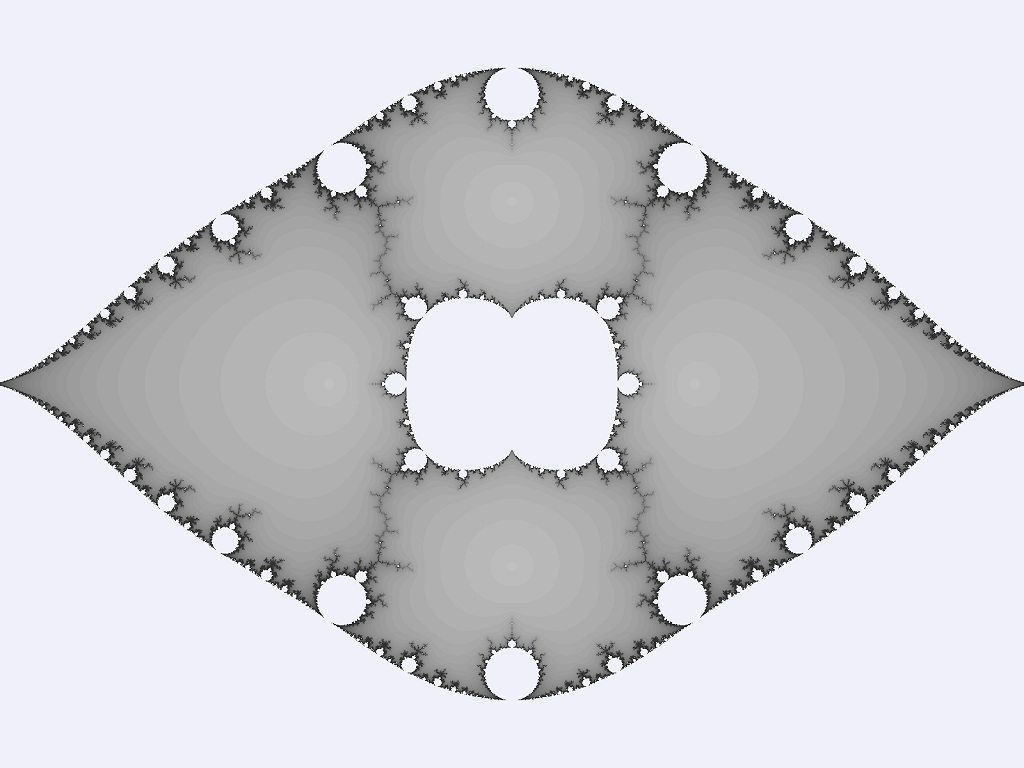
Z=Z² + C² / (C4 - 0.25) Zo = (0,0i)
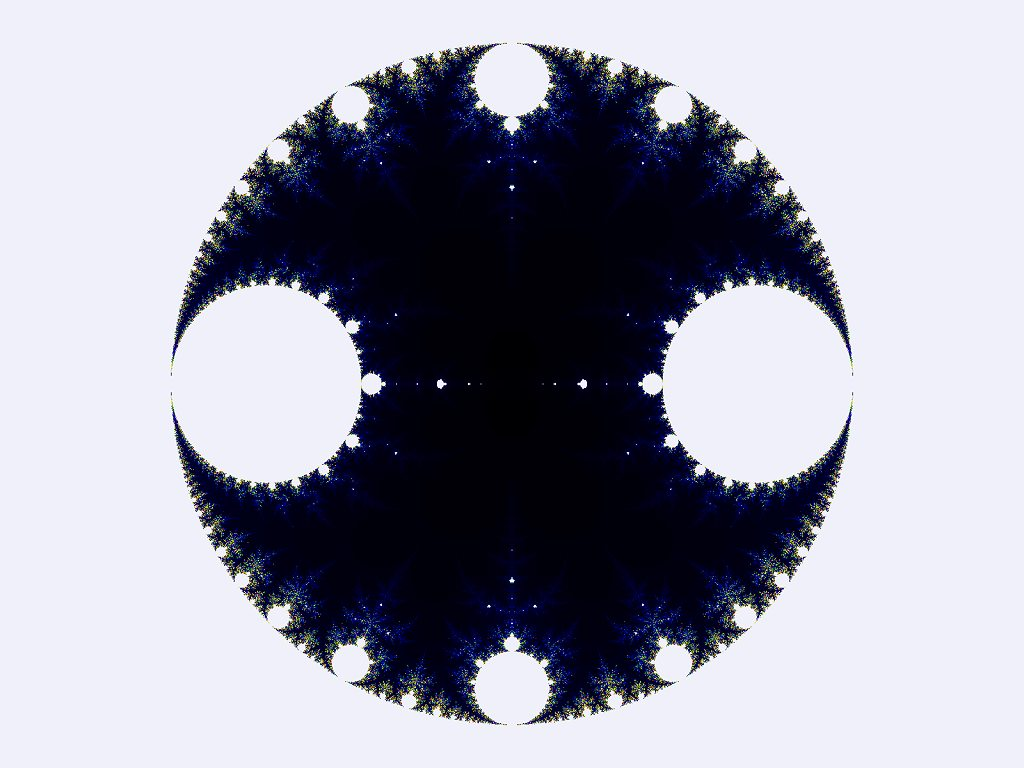
Z = SinH(Z / C ) Zo = (0,1i)
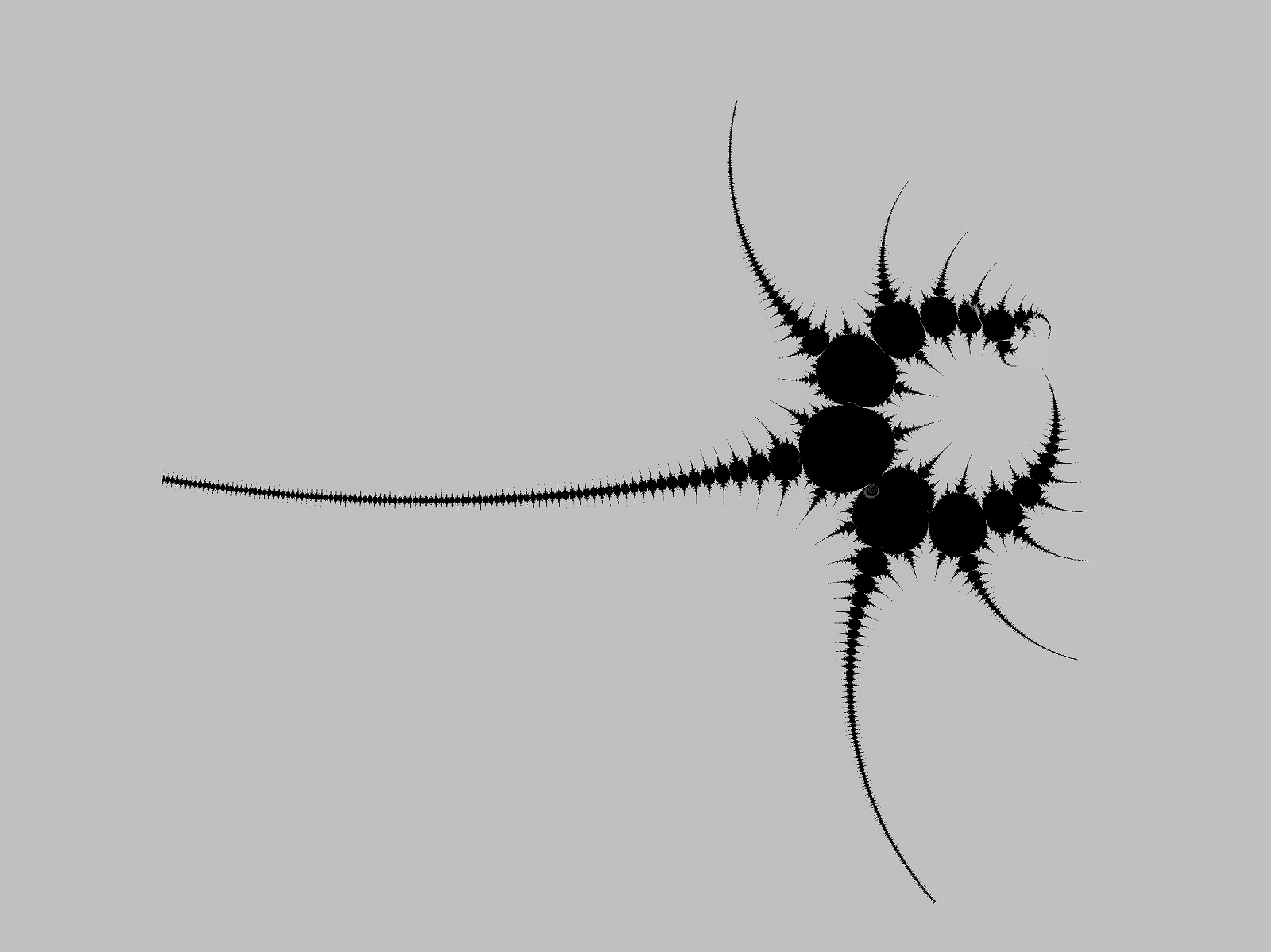
Z = SinH(Z) + 1/C Zo = (0.90, -0.05i)
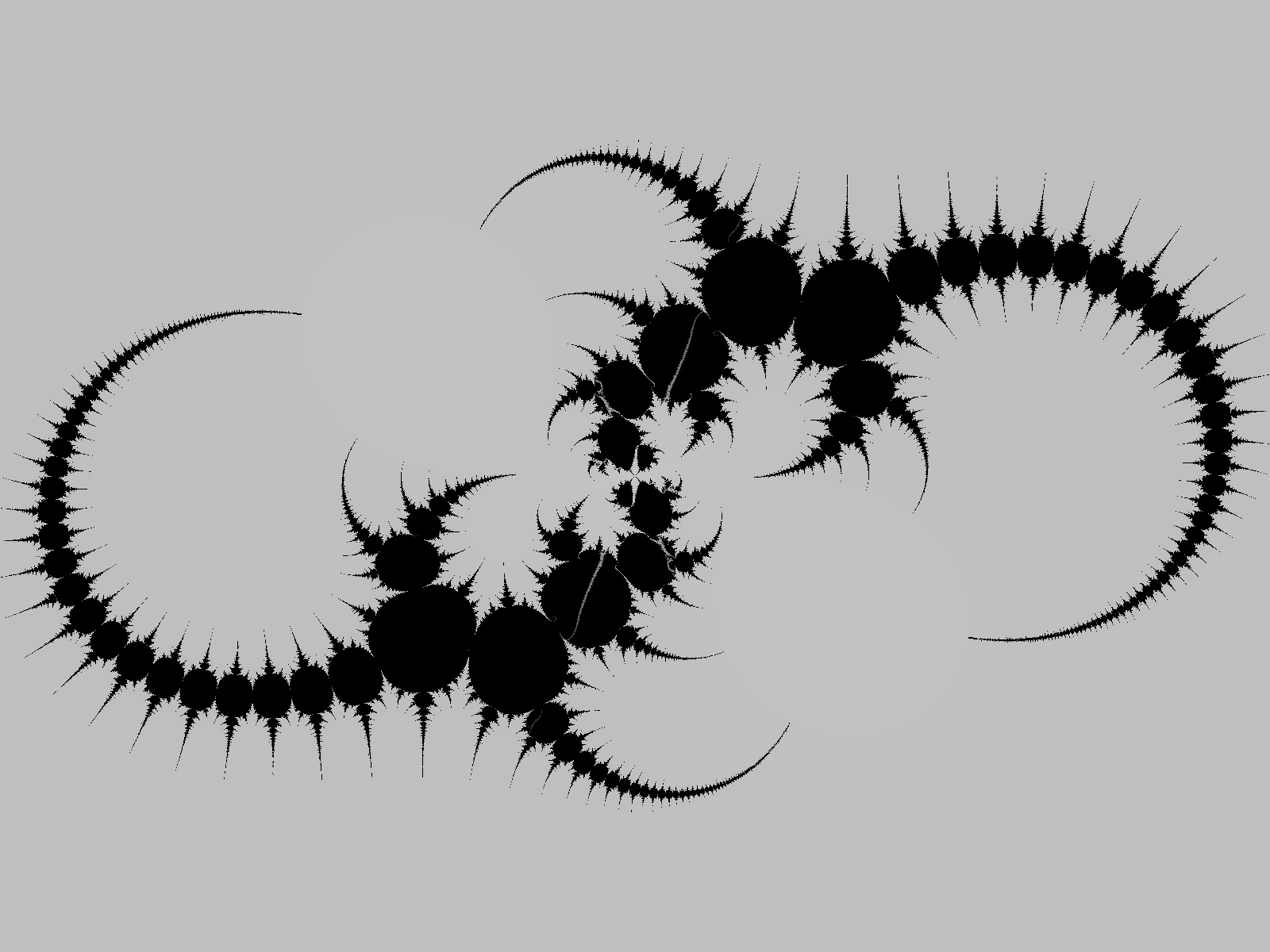
Z = SinH(Z) + 1/C² Zo = (1, 0.1i)
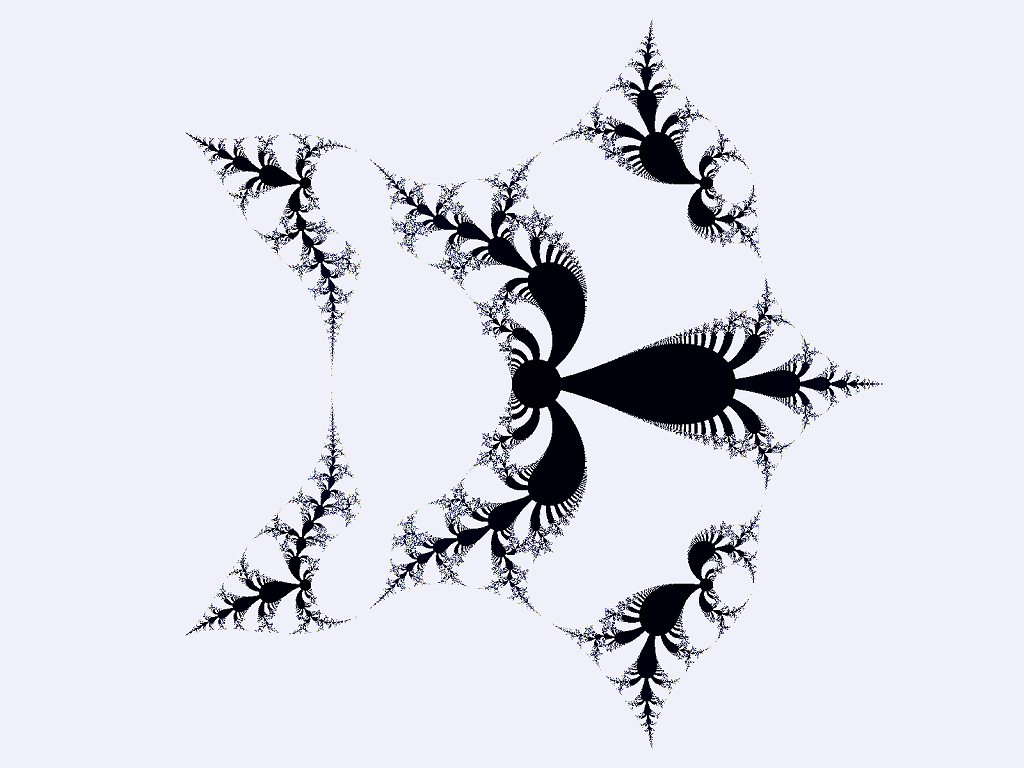
Z = Exp[Z² / (C⁵ + C )] Zo = (0,0i)

### El mètode de JÚLIA: diferents fractals iterant potències de Z
A continuació es mostra una sèrie de fractals iterant les diferents potències de Z = Zm + C, segons el mètode de Júlia. Tots els punts del pla complex Z=(x,iy) són iterats en la funció corresponent. A totes les iteracions se'ls suma una constant arbitrària (Cx,iCy) de tal forma que l'elecció d'aquesta constant "llavor" determina de forma unívoca la forma i el color de la fractal, un cop s'ha definit el patró cromàtic. En els exemples mostrats a continuació s'ha escollit una constant tal que només produeix divergència, i s'ha acolorit amb l'algorisme de la velocitat d'escapament.
Exemples de fractals del tipus Júlia Z = Zm + C 

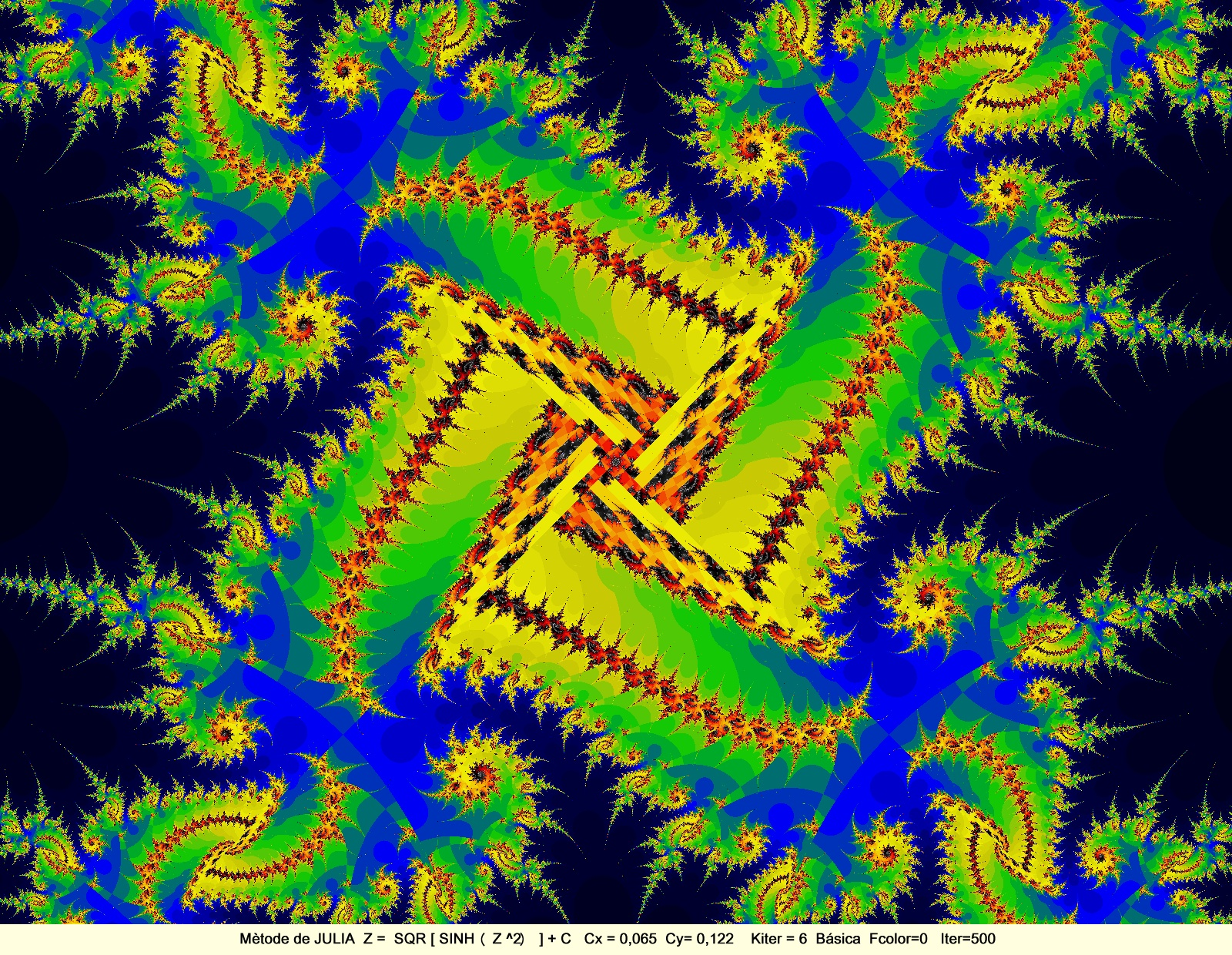
Z = Sqr[SinH(Z²)] + C Cx= 0.065 Cy=0.122
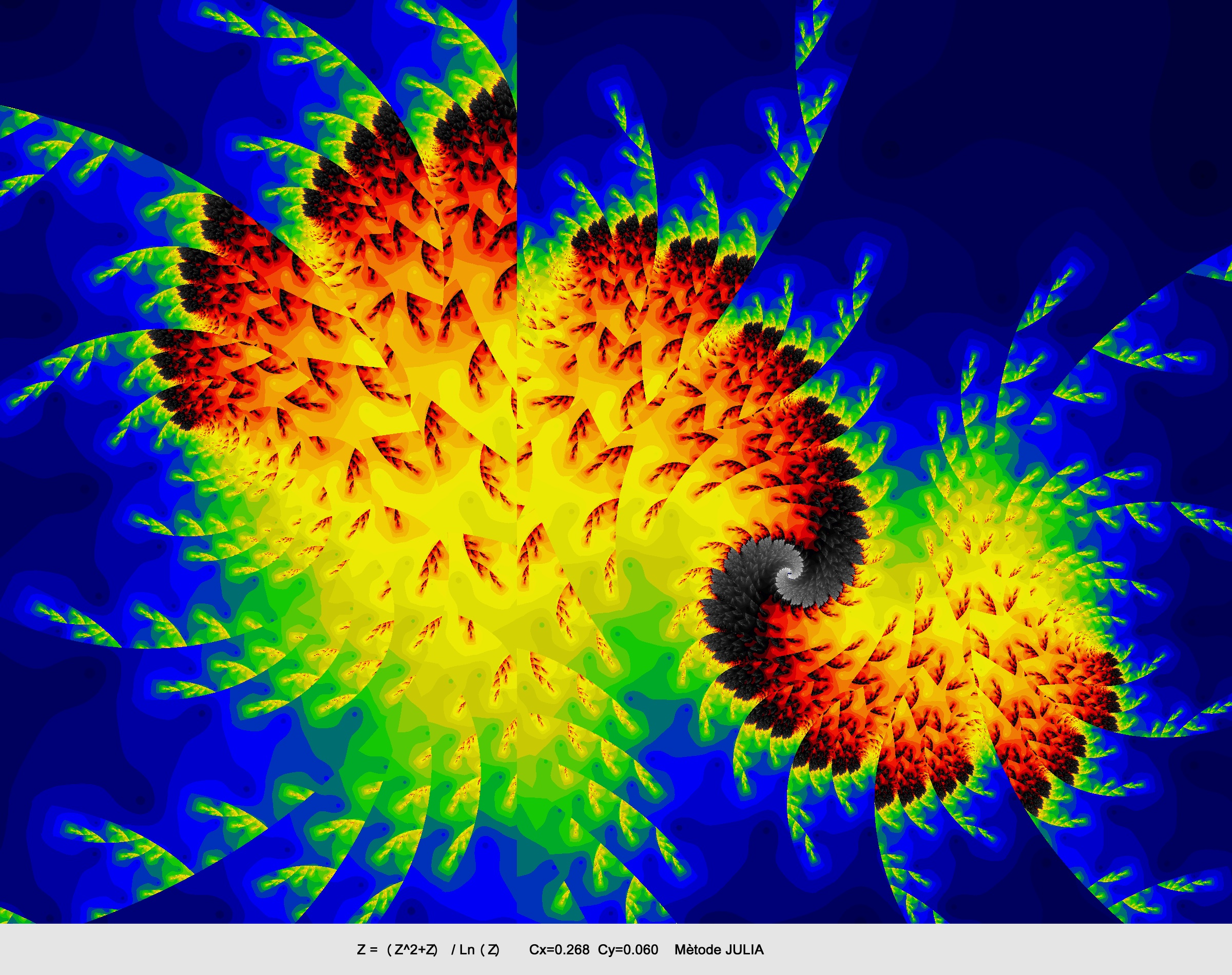
Z = [(Z²+Z) / LN(Z)] + C Cx= 0.268 Cy=0.060

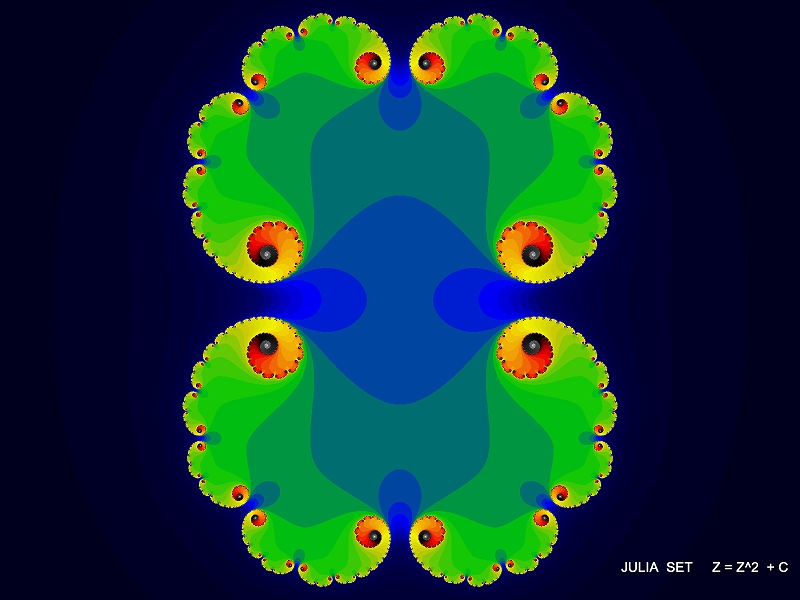
Z = Z² + C Cx=0.279 Cy=0.000
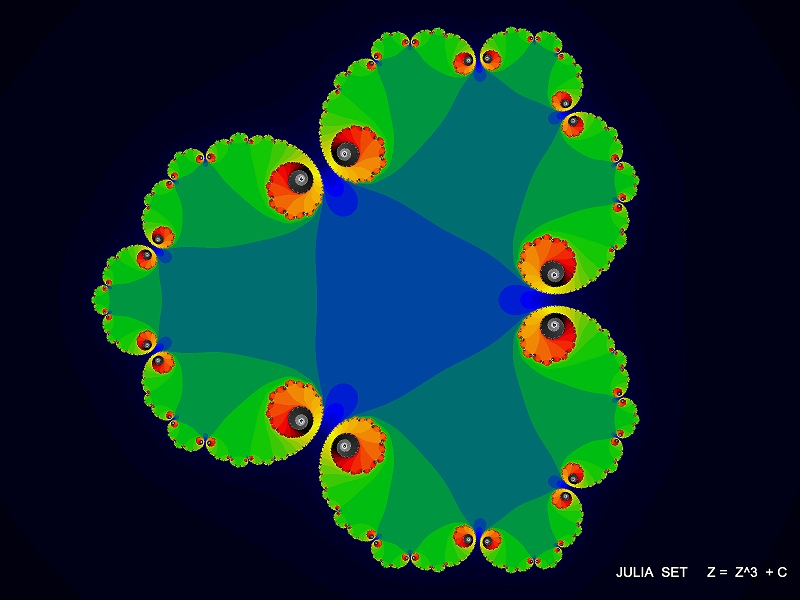
Z = Z3 + C Cx=0.400 Cy=0.000
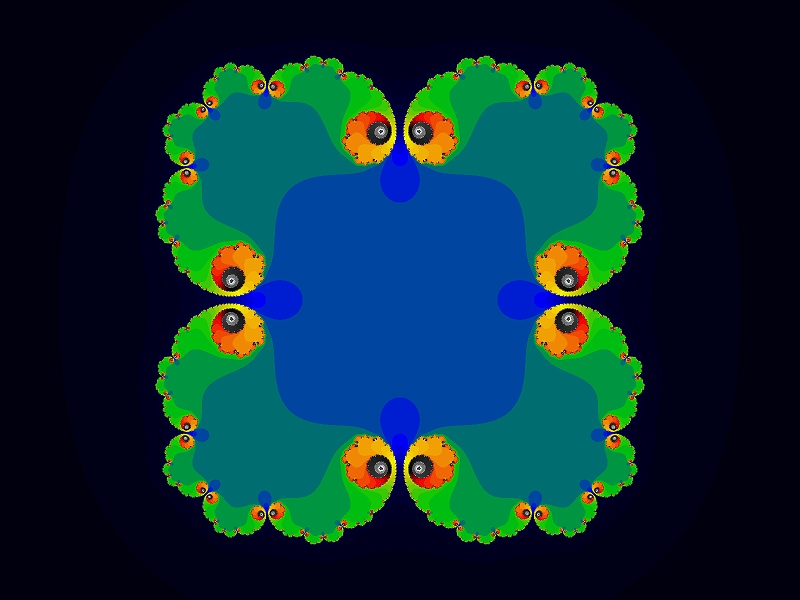
Z = Z4 + C Cx=0.484 Cy=0.000
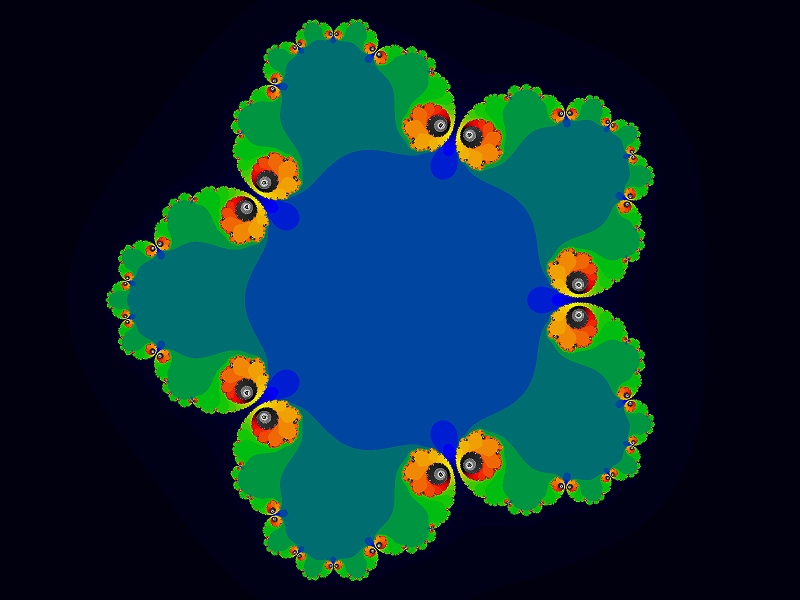
Z = Z⁵ + C Cx=0.544 Cy=0.000
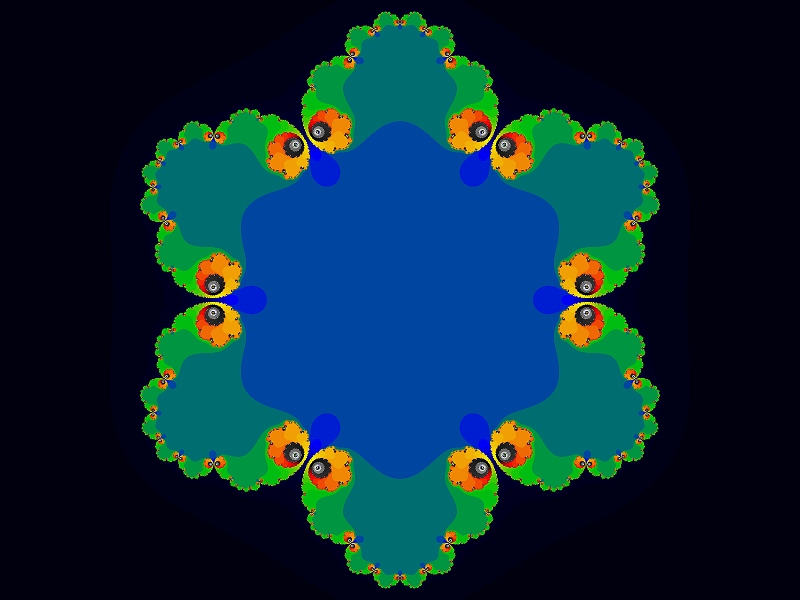
Z = Z⁶ + C Cx=0.590 Cy=0.000
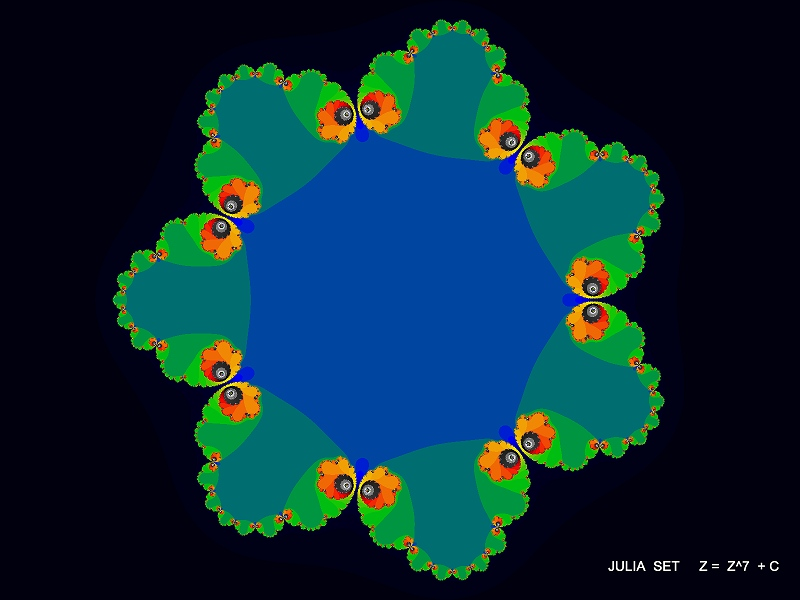
Z = Z7 + C Cx=0.626 Cy=0.000

Exemples de fractals del tipus Júlia, de la funció exponencial eZ

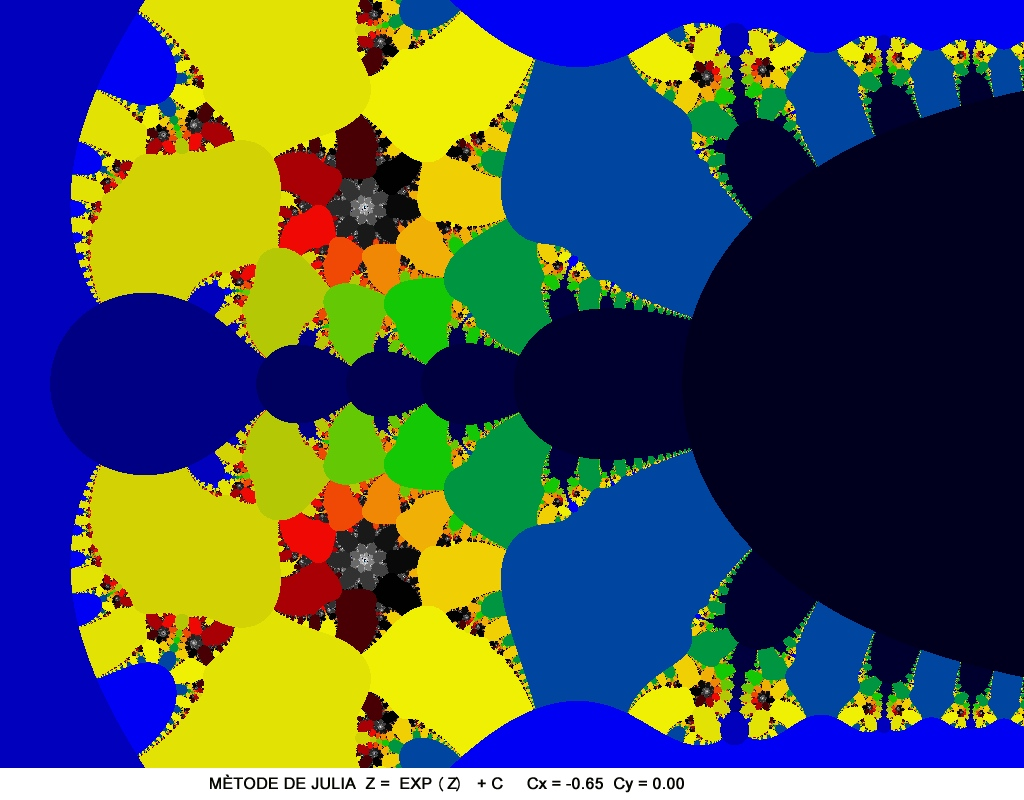
Z = Exp(Z) + C Cx= -0.65 Cy=0.00
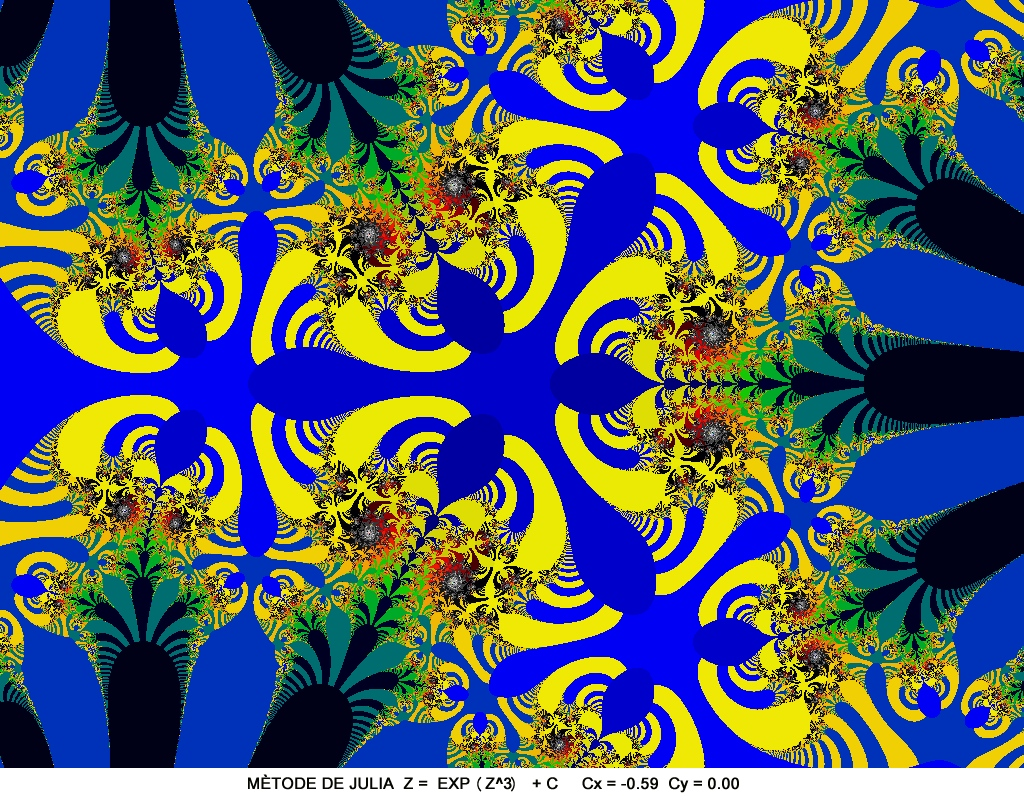
Z = Exp(Z3) + C Cx= -0.59 Cy=0.00
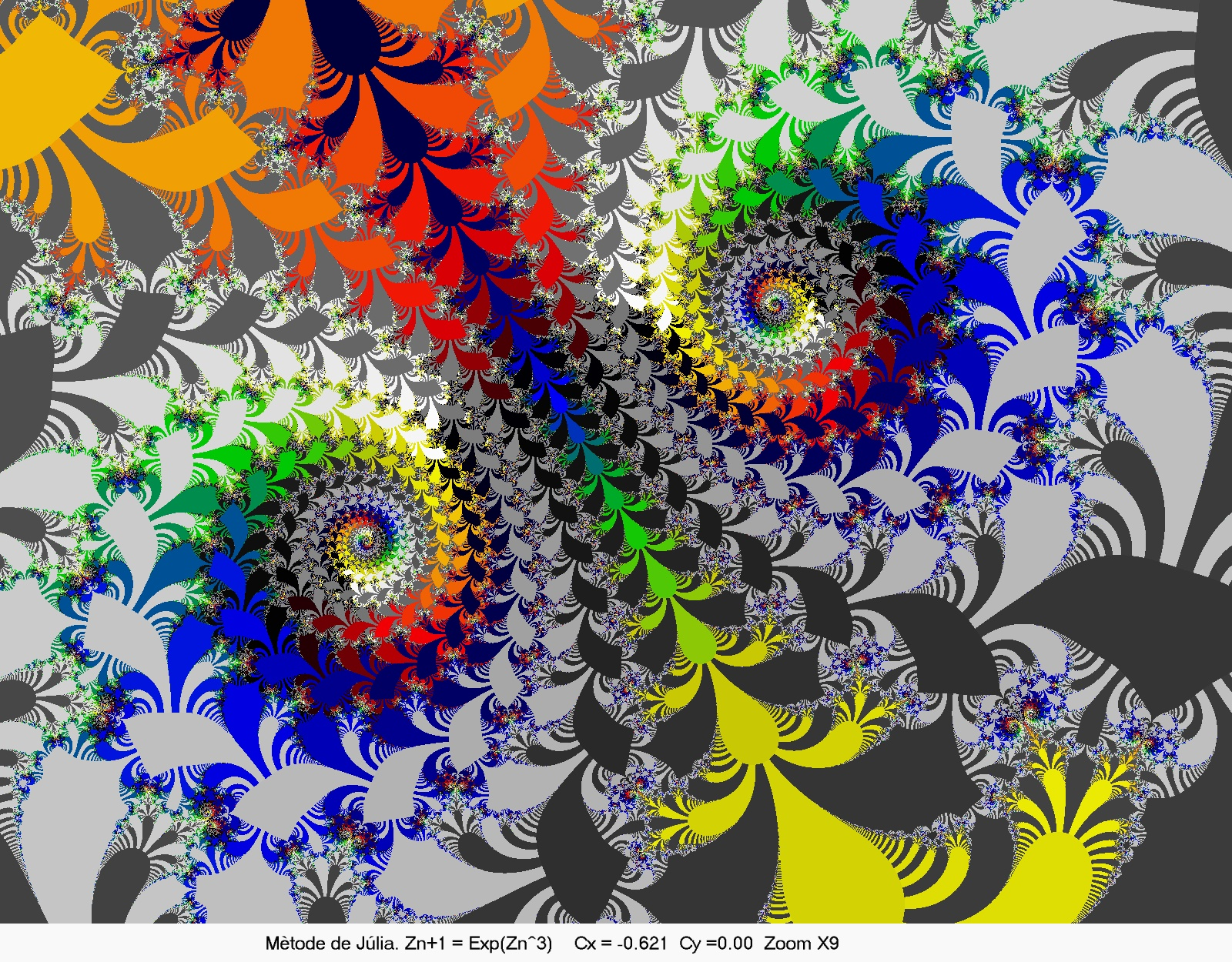
Z = Exp(Z3) + C Cx= -0.621 Cy=0.00 Zoom x9
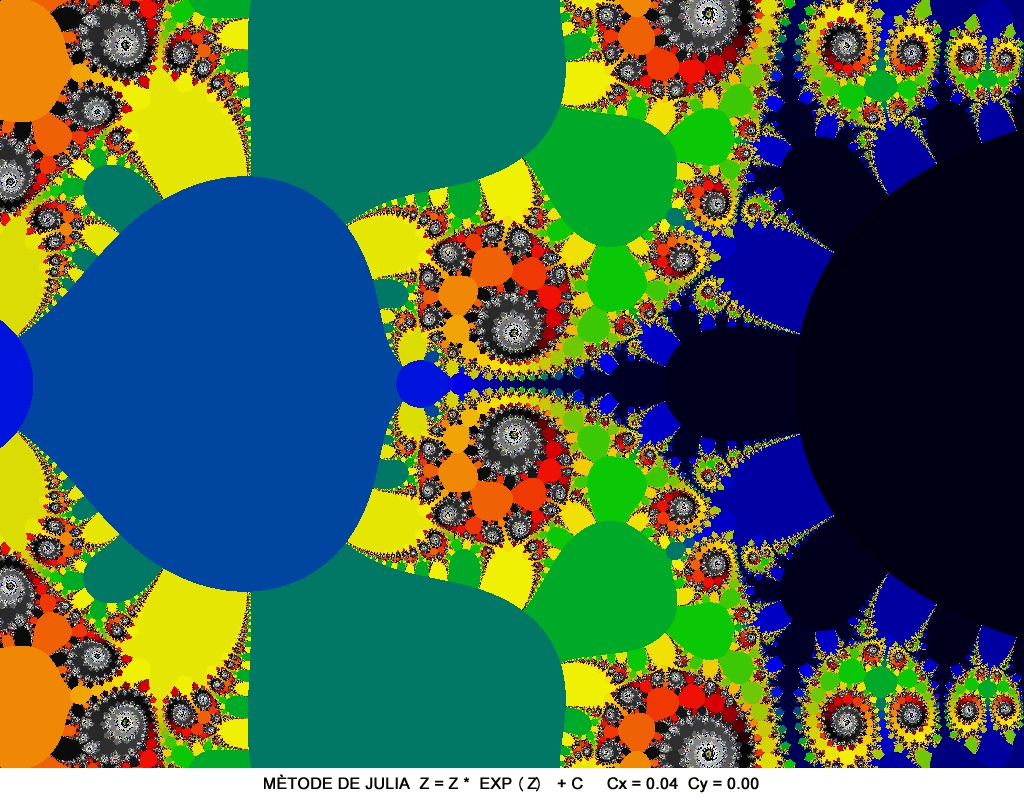
Z = Z * Exp(Z) + C Cx= 0.04 Cy=0.00
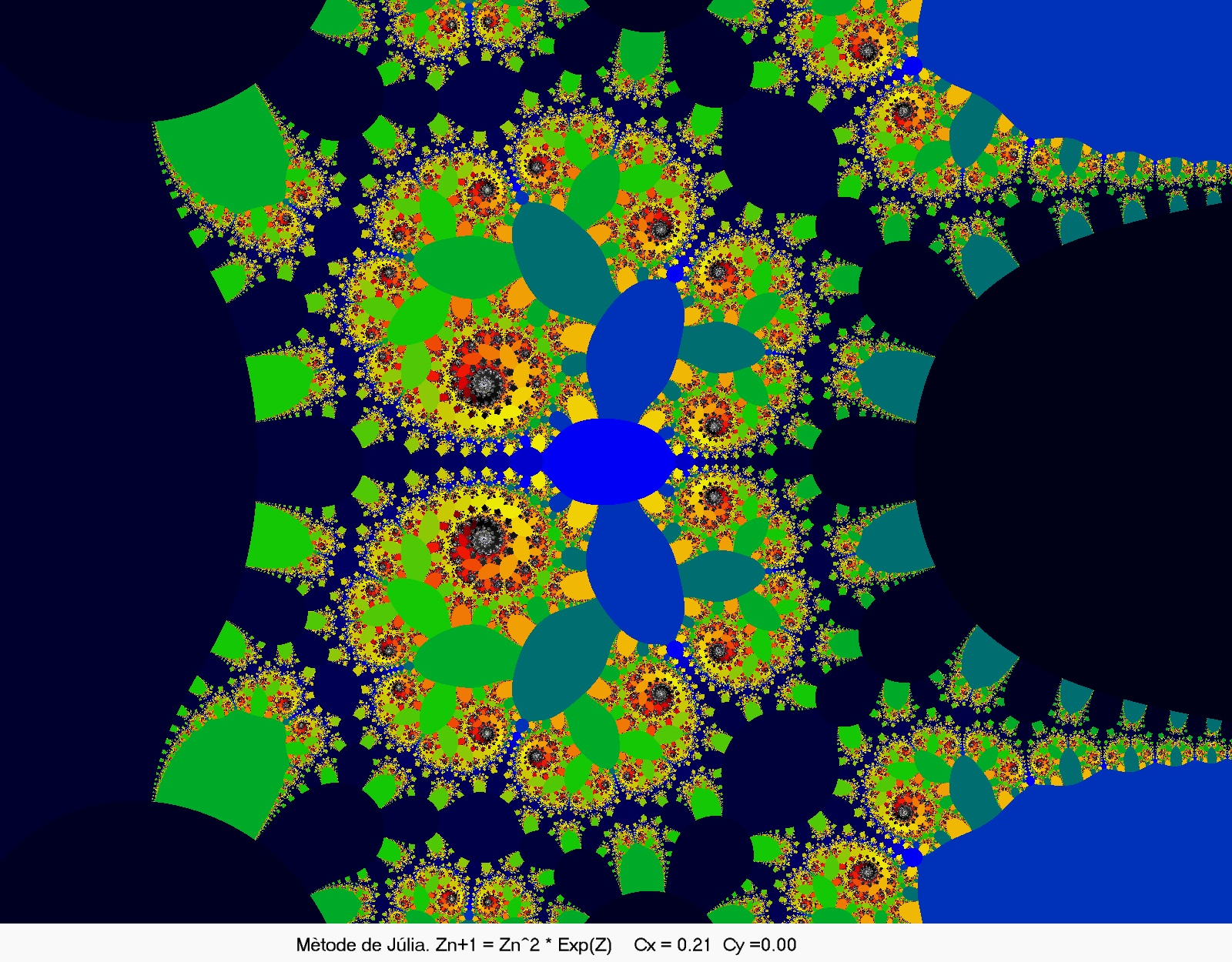
Z = Z² * Exp(Z) + C Cx= 0.21 Cy=0.00
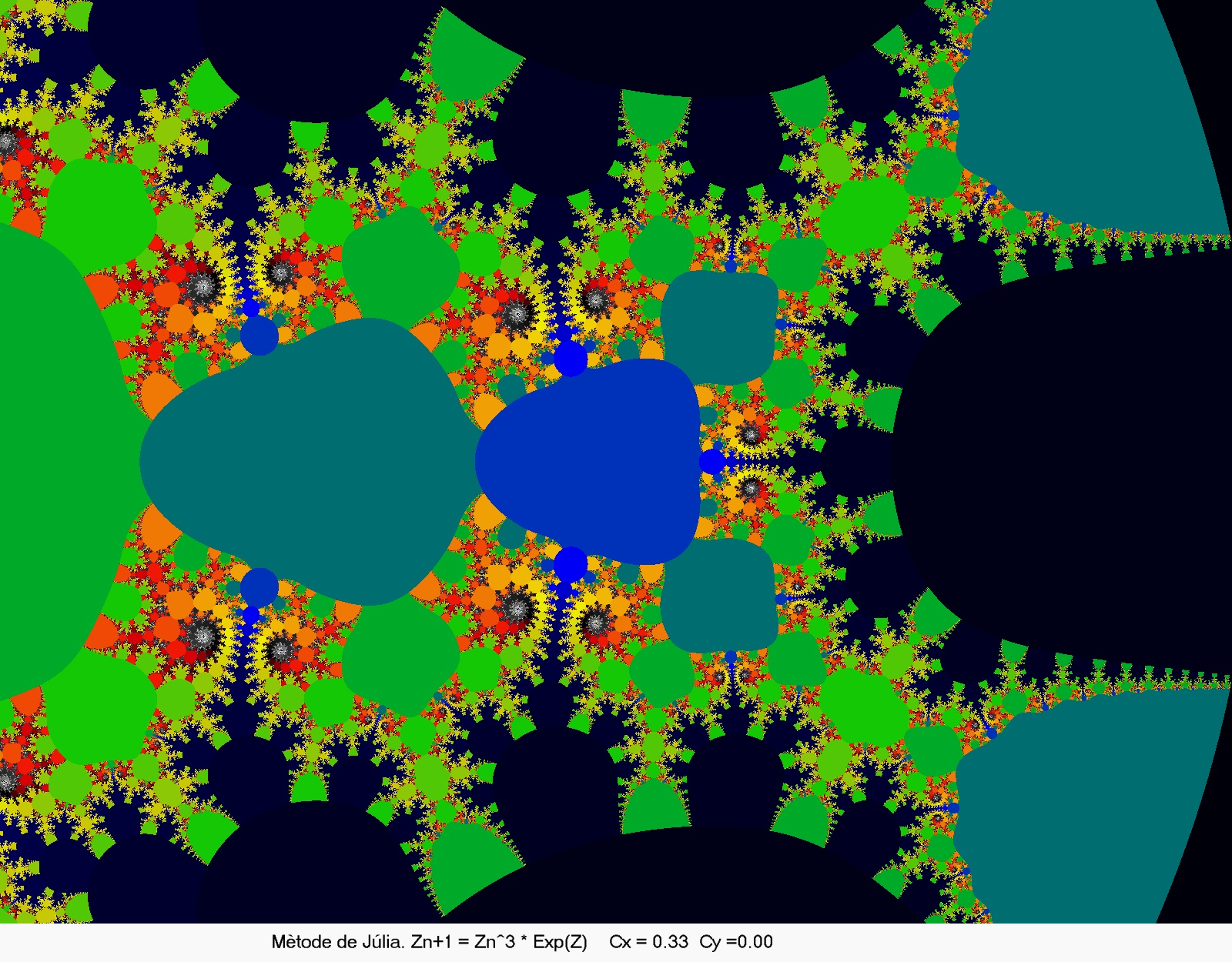
Z = Z3 * Exp(Z) + C Cx= 0.33 Cy=0.00
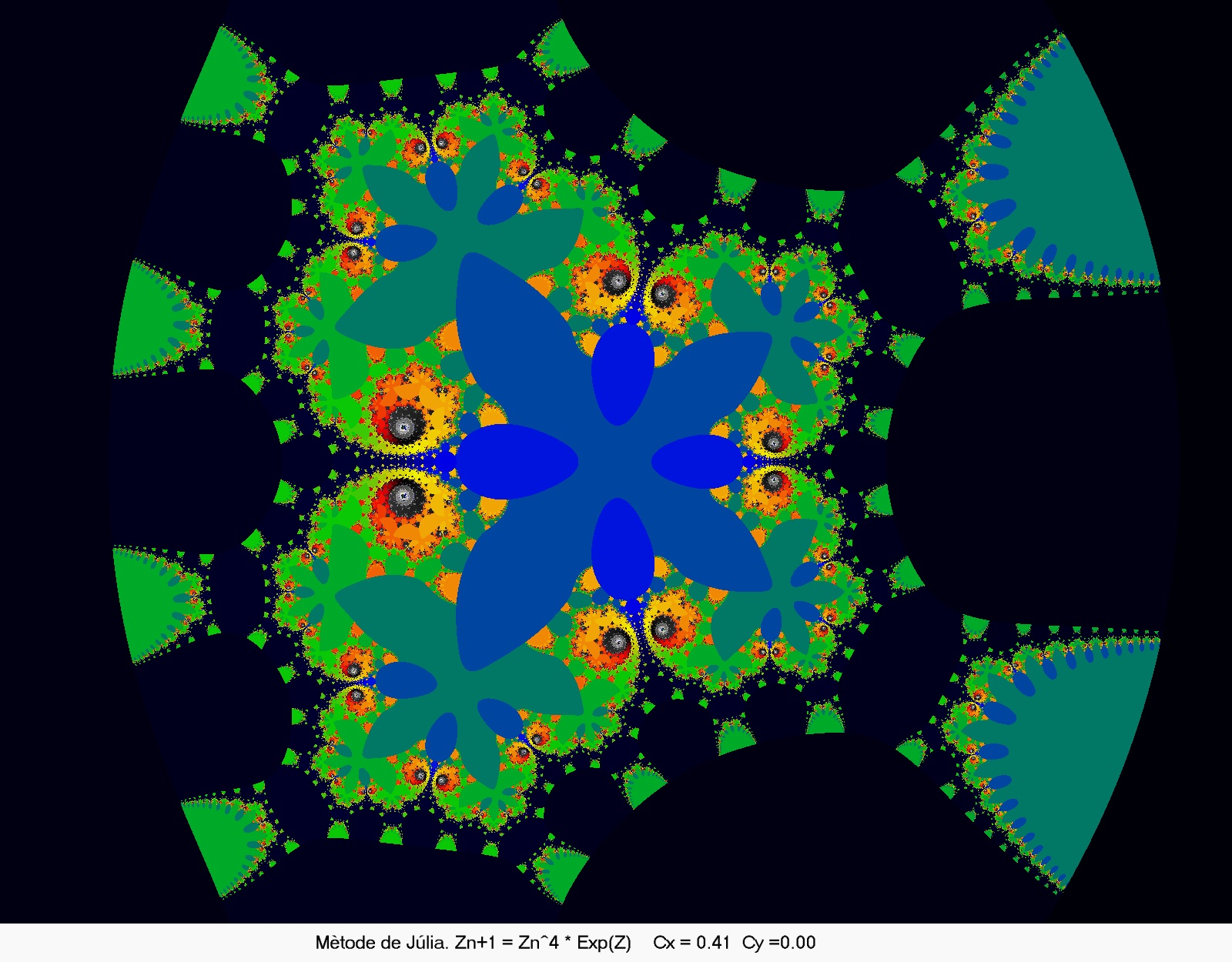
Z = Z4 * Exp(Z) + C Cx= 0.41 Cy=0.00

Exemples de fractals del tipus Júlia de funcions complexes.
- Z = Sqr[SinH(Z²)] + C
Cx= 0.065 Cy=0.122
- Z = [(Z²+Z) / LN(Z)] + C
Cx= 0.268 Cy=0.060

### El mètode de NEWTON
A continuació es mostra una sèrie de fractals iterant diferents funcions de Z, segons el mètode de NEWTON.
 El mètode de Newton intenta trobar per iteració les arrels de la funció F(Z)-1 = 0.
S'itera la funció F(Z) amb cada punt del pla complex (x + iy), sent Z=(x1 + iy1) fins a la convergència de x1 i y1, segons la següent formula: Zn+1 = Zn - F(Zn) / F’(Zn), a on F’(Z) és la derivada. S'ha acolorit amb l'algorisme de la velocitat de convergència, conceptualment idèntic al de la velocitat d'escapament, i presenta similituds amb el mètode de Júlia.

Ejemples de fractals del tipus NEWTON, d'algunes funcions de variable complexa

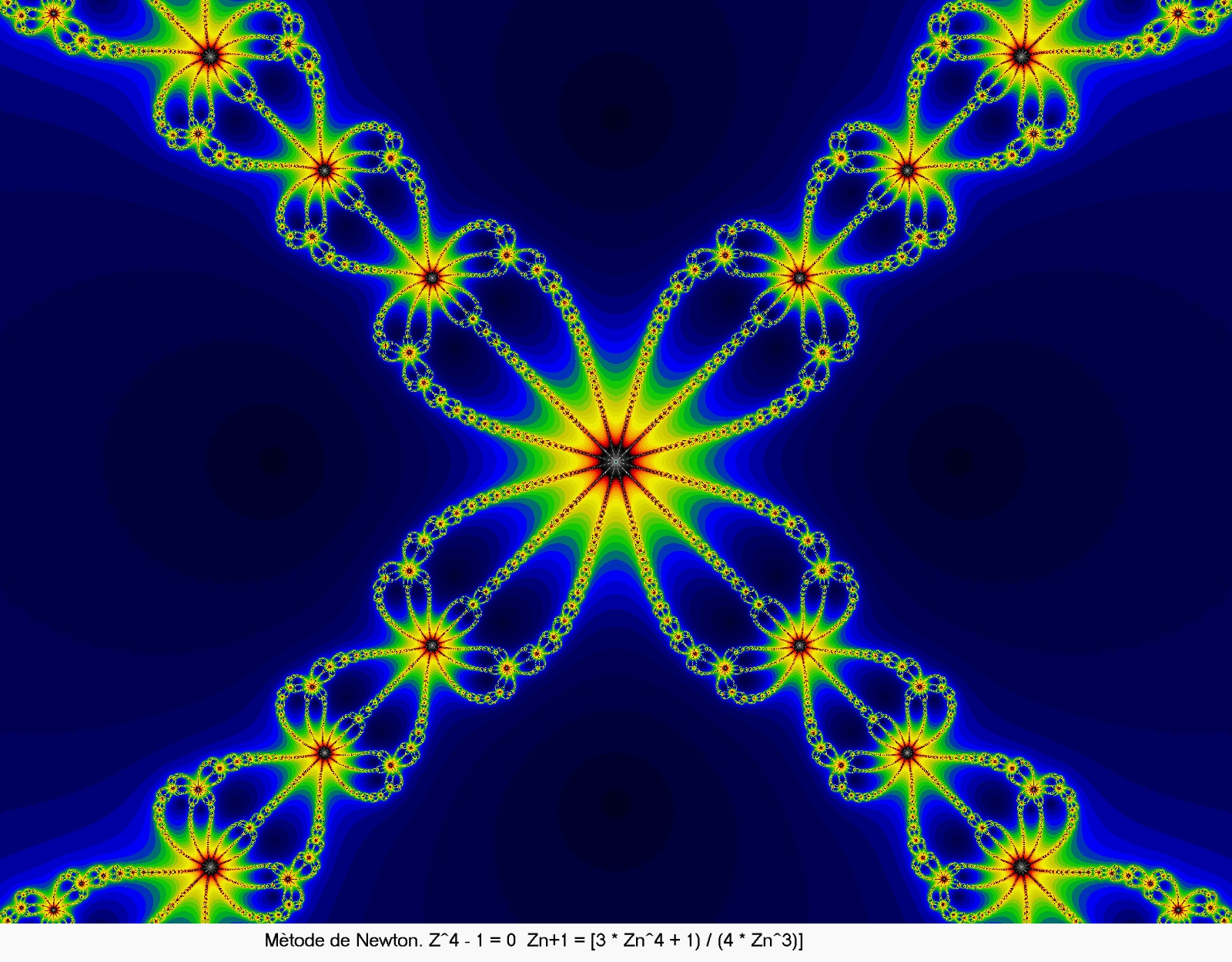
Z4-1 = 0 Zn+1 = [3 * Zn4 + 1) / (4 * Zn3)]
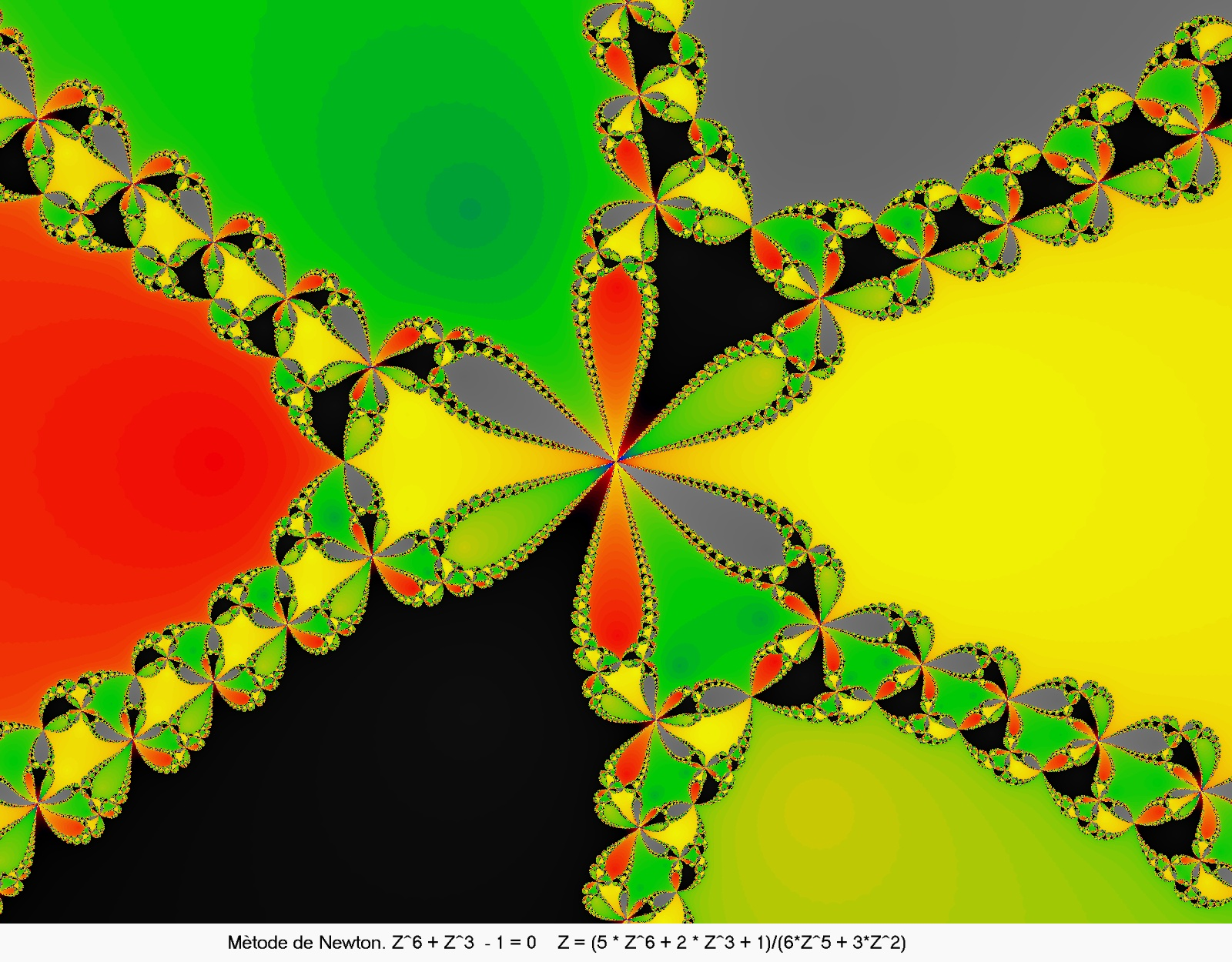
Z⁶ + Z3 - 1 = 0
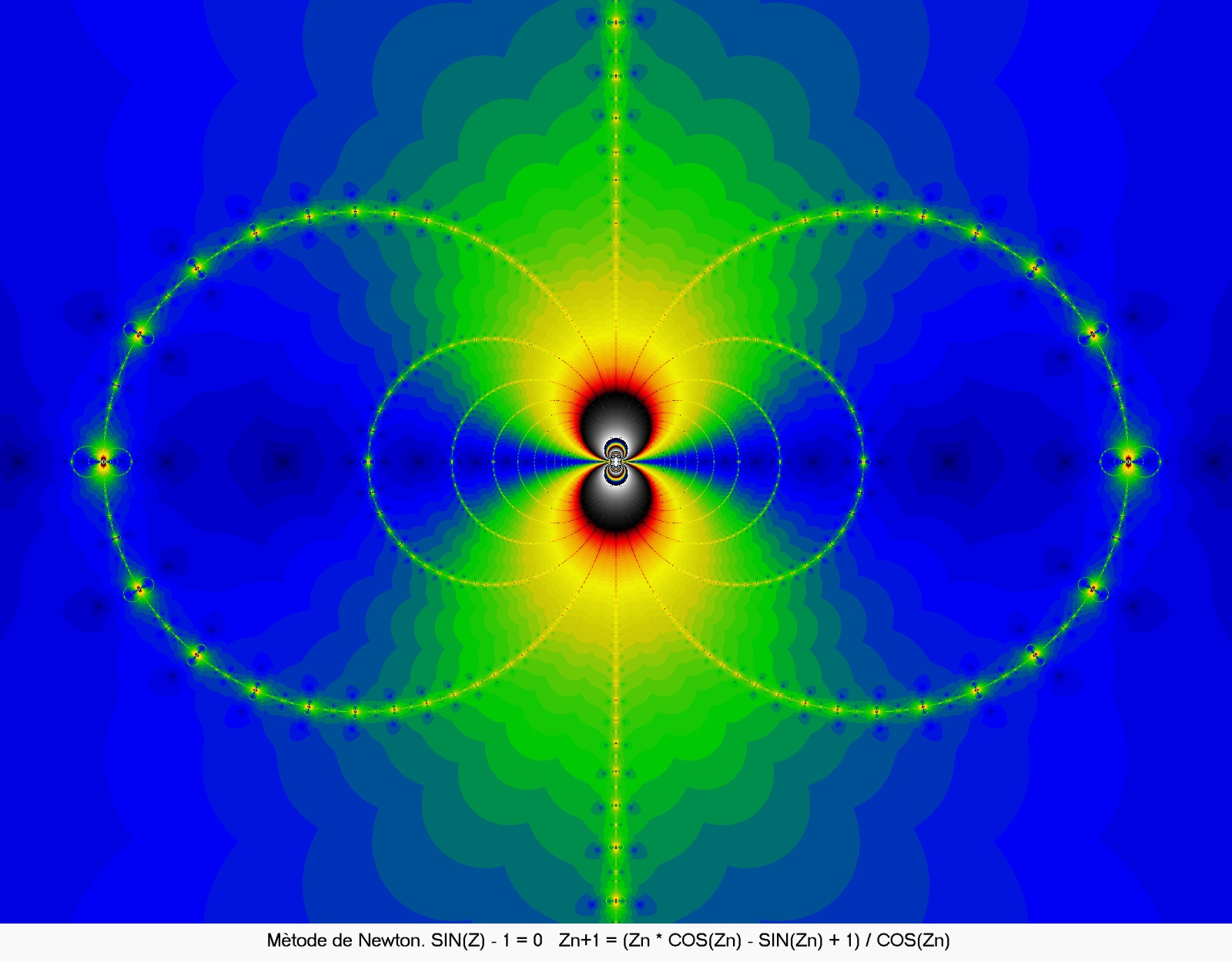
SIN(Z)- 1 = 0
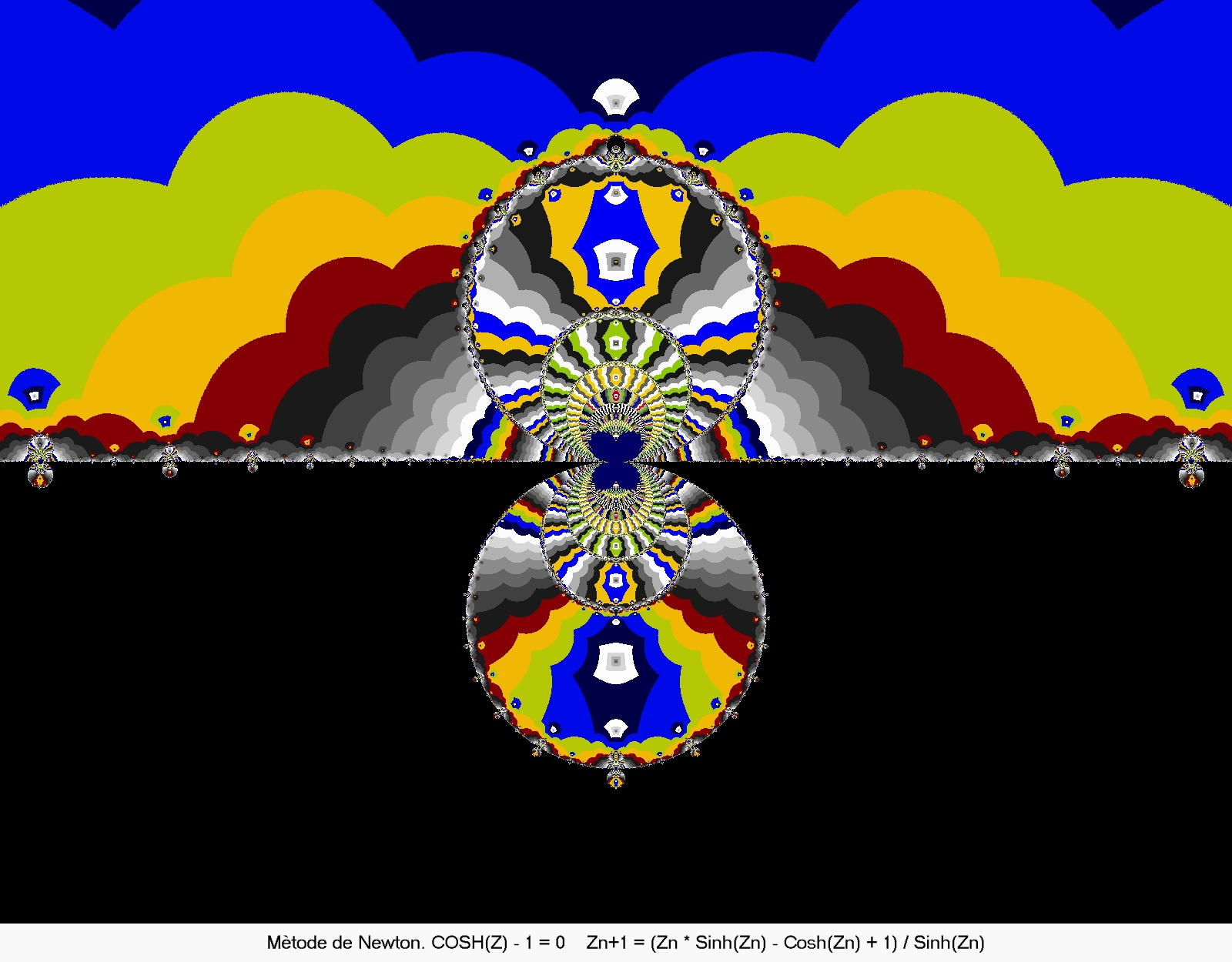
COSH(Z)- 1 = 0

### Descomposició de funcions de variable complexa en la part Real i la part Imaginària
- Potències de Z

A continuació es detallen les diferents potències de Z descompostes en la seva part REAL i la seva part IMAGINÀRIA.
Mitjançant la iteració d'aquestes, i usant l'algorisme de la velocitat d'escapament a l'infinit, s'han construït els fractals mostrats en les anteriors seccions.
Com pot observar-se en els desenvolupaments de les diferents fórmules, apareixen els coeficients del triangle de Pascal.
{\displaystyle Z^{2}} {\displaystyle Real=x^{2}-y^{2}} {\displaystyle Imag=2*x*y}, per Z =(x,iy)
{\displaystyle Z^{3}} {\displaystyle Real=x^{3}-3*y^{2}*x} {\displaystyle Imag=3*x^{2}*y-y^{3}}, per Z = x + iy
{\displaystyle Z^{4}} {\displaystyle Real=x^{4}-6*x^{2}*y^{2}+y^{4}} {\displaystyle Imag=4*x^{3}*y-4*x*y^{3}}, per Z = x + iy
{\displaystyle Z^{5}} {\displaystyle Real=x^{5}-10*x^{3}*y^{2}+5*x*y^{4}} {\displaystyle Imag=5*x^{4}*y-10*x^{2}*y^{3}+y^{5}}, per Z = x + iy
{\displaystyle Z^{6}} {\displaystyle Real=x^{6}-15*x^{4}*y^{2}+15*x^{2}*y^{4}-y^{6}} {\displaystyle Imag=6*x^{5}*y-20*x^{4}*y^{2}+6*x*y^{5}}, per Z = x + iy
{\displaystyle Z^{7}} {\displaystyle Real=x^{7}-21*x^{5}*y^{2}+35*x^{3}*y^{4}-7*x*y^{6}} {\displaystyle Imag=7*x^{6}*y-35*x^{4}*y^{3}+21*x^{2}*y^{5}-y^{7}}, per Z = x + iy
- Altres funcions de {\displaystyle F(Z)}.

{\displaystyle \exp(Z)}{\displaystyle Real=\exp(x)*\cos(y)} {\displaystyle Imag=\exp(x)*\sin(y)}, per Z = x + iy
{\displaystyle \ln(Z)}{\displaystyle Real=0.5*\ln(x^{2}+y^{2})} {\displaystyle Imag=\arctan(y/x)}, per Z = x + iy
{\displaystyle \sin(Z)}{\displaystyle Real=\sin(x)*((\exp(y)+\exp(-y))/2)} {\displaystyle Imag=\cos(x)*((\exp(y)-\exp(-y))/2)}, per Z = x + iy
{\displaystyle \cos(Z)}{\displaystyle Real=\cos(x)*((\exp(y)+\exp(-y))/2)} {\displaystyle Imag=-\sin(x)*((\exp(y)-\exp(-y))/2)}, per Z = x + iy
{\displaystyle \sinh(Z)}{\displaystyle Real=\cos(y)*((\exp(x)-\exp(-x))/2)} {\displaystyle Imag=\sin(y)*((\exp(x)+\exp(-x))/2)}, per Z = x + iy
{\displaystyle \cosh(Z)}{\displaystyle Real=\cos(y)*((\exp(x)+\exp(-x))/2)} {\displaystyle Imag=\sin(y)*((\exp(x)-\exp(-x))/2)}, per Z = x + iy

## Cronologia

### Aparició de les fractals més conegudes
- 1872 El conjunt de Cantor
- 1875 La corba de Weierstrass
- 1890 La corba de Peano
- 1891 La corba de Hilbert
- 1900 Moviment brownià (Bachelier)
- 1903 La corba de Takagi
- 1906 L'illa de van Koch
- 1915 El triangle de Sierpinski
- 1938 La corba de Lévy
- 1968 Moviment brownià fraccionari (Mandelbrot)

### La dimensió
- 1919 Dimensió de Hausdorff

### Comportament relacionat amb l'escala
- 1951 Llee de Hurst (riu Nil)
- 1956 Llei de Gutenberg-Richter per la distribució de la magnitud de terratrèmols
- 1961 Lleis d'escala de Richardson

### Fets importants relacionats
- 1968 Aristid Lindenmayer descriu els denominats sistemes L
- 1975 Mandelbrot inventa el terme 'fractal'
- 1975 Publicació de "Fractals: Form, chance and dimension"

1980 Mandelbrot ofereix la primera gràfica del conjunt que porta el seu nom
1981 Sistemes de Funcions Iterades (Hutchinson) 
1982 Publicació de "The Fractal Geometry of Nature"
1988 Mandelbrot introdueix el concepte de mesures multifractals
1988 Article de Barnsley i Sloan a BYTE

### Fractals i sistemes dinàmics
1981 Witten i Sanders introdueixen l'agregació limitada per difusió
1983 Hentschel i Procaccia relacionen les fractals i els atractors estranys
1984 Autòmats cel·lulars de Stephen Wolfram
1987 Per Bak, Chao Tang i Kurt Wiesenfeld elaboren el concepte de sistemes crítics auto-organitzats